# 合川滨江公园
合川滨江公园是位于中华人民共和国重庆市合川区的一个沿涪江、嘉陵江及其城区中部分支流的堤面景观工程性质的带状公园群，初由涪江、嘉陵江段组成，发展至现时由多段、多个公园组成，属于三江国家湿地公园的一部分，由重庆市合川区市政园林管理局管理。

## 概述
合川位于涪江、嘉陵江、渠江的汇流处，自明代合州知州萧埙即在城外小南门至别凡溪沿涪江筑长50余丈、高1.5丈的堤岸以来，出现了崇祯年间胡世赏修筑沿嘉陵江的“胡公堤”等等多个堤防工程，清代以来三江多发大水，1981年合川遭受特大洪灾，最终于1998年合川开建设堤防基础工程，2002年开始实施涪江段堤面景观工程，合川滨江公园和景观基于堤防工程开始正式建设。
合川的滨江公园从起初主要满足防洪、滑坡治理、环境整治、码头整治、交通完善等功能到考虑绿化、小型公共活动区、引入多功能的公共活动区，现时已开始向保证良好开敞空间和用地关系、强化山水联系、形成滨江沿线的绿化带走廊、建设闭合慢行系统、增强亲水性等方向发展。
公园修建、三江国家湿地公园推进的同时，合川区水生态环境得以提升，如2017年起冬季合川城区内红嘴鸥数量有明显提升。

## 涪江段

### 左岸

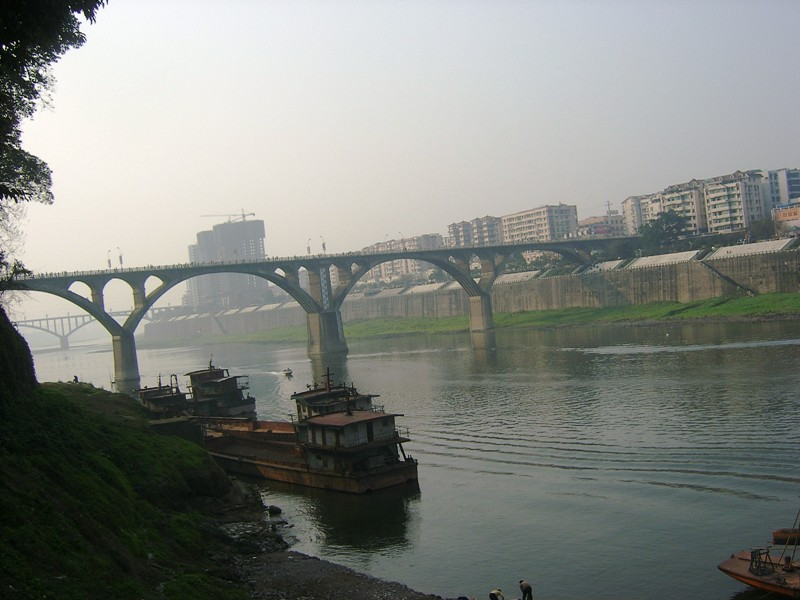
2007年拍摄的涪江一桥，桥体下为当时的涪滨公园

#### 涪滨公园段
涪滨公园段位于合阳城街道和钓鱼城街道涪滨路以南、涪江以北的滨江地带，东起鸭嘴码头三江明珠广场，西至黄金桥码头附近，全长1290米，平均宽40米，占地面积约51600平方米，包含绿地17700平方米。2002年涪江堤防基础工程完工后涪滨公园段开始建设，2003年1月竣工，并于同年6月开放。
合川区每年端午节前后均有在涪江河口段举行龙舟赛的惯例，涪滨公园段则就原护岸基础上，改造千米龙舟赛看台，并以此为主景点，滨江一侧为多层看台；道路一侧在堤顶修建观江平台，修造健身步道、休闲座椅、公共厕所等设施，以植物造景的园林为主，绿化带内有小广场、健身场地、茶室、灯饰等，园内植有垂柳、黄葛树等95种植物。
2010年涪滨公园应合川“百日会战”项目进行了升级改造，涪江一桥至涪江二桥之间的原龙舟看台改造为成绿地，公园人行道加宽，建成无障碍步行系统，提升绿化档次，完善休闲设施及公厕、雕塑等公园设施，2015年7月立7米高于成龙雕像于其中。

##### 临江浮雕文化长廊
2014年12月涪滨公园内由合川区小安溪办牵头，总投资约5000万元开始新增浮雕文化长廊，东起紫苑渡口下河马道，经鸭嘴、涪江一桥西至涪江二桥西侧30米，共有长100厘米、宽60厘米、厚25厘米的浮雕19幅，以合川历代名人、进士、知州和漕运、钓鱼城、巴濮文化以及节日风俗、合州风韵、三江风物等合川特有地域文化为雕刻内容，构成长1700米的临江浮雕文化长廊，于2016年2月完工。

涪滨公园
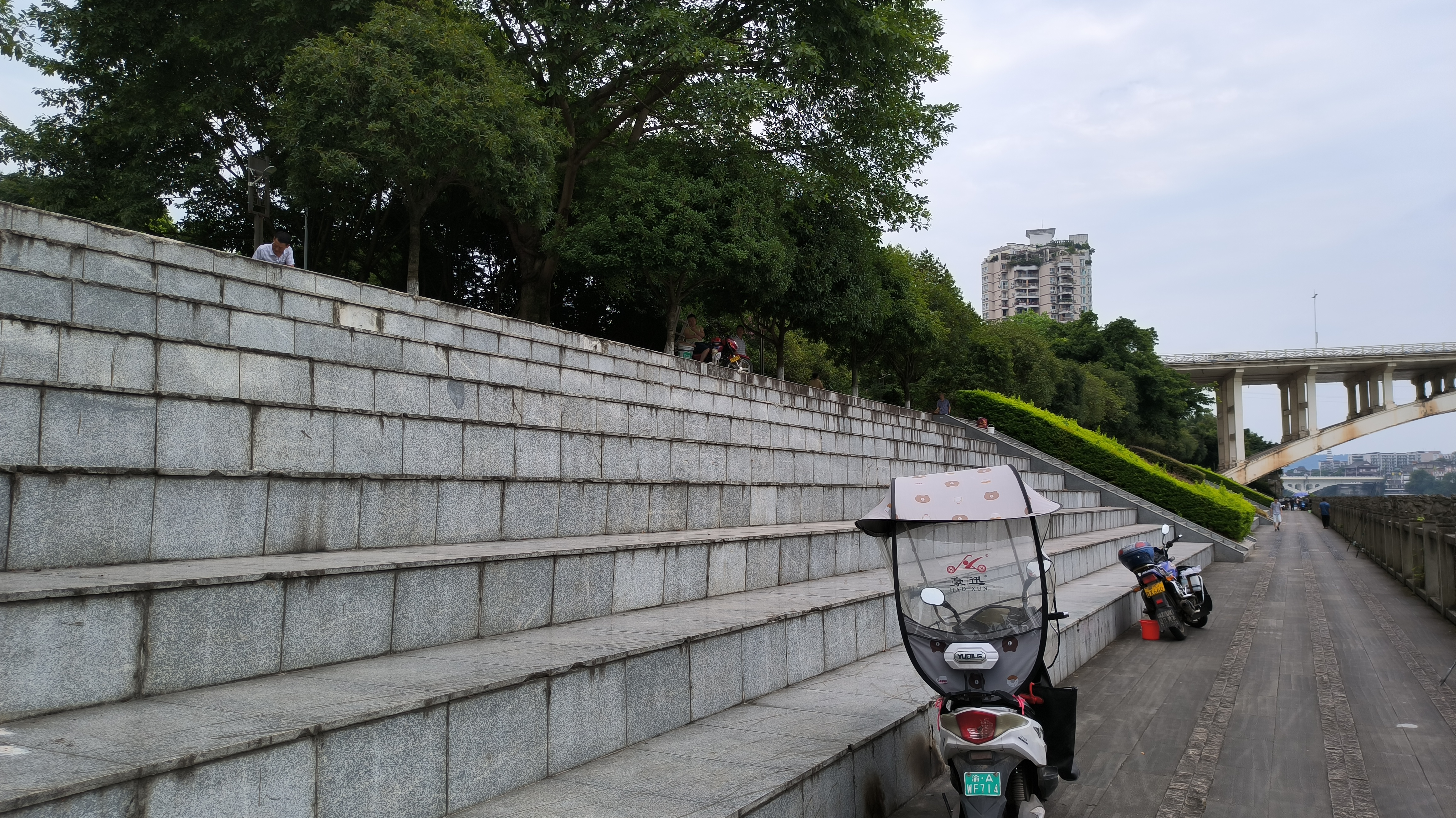
剩余的龙舟看台
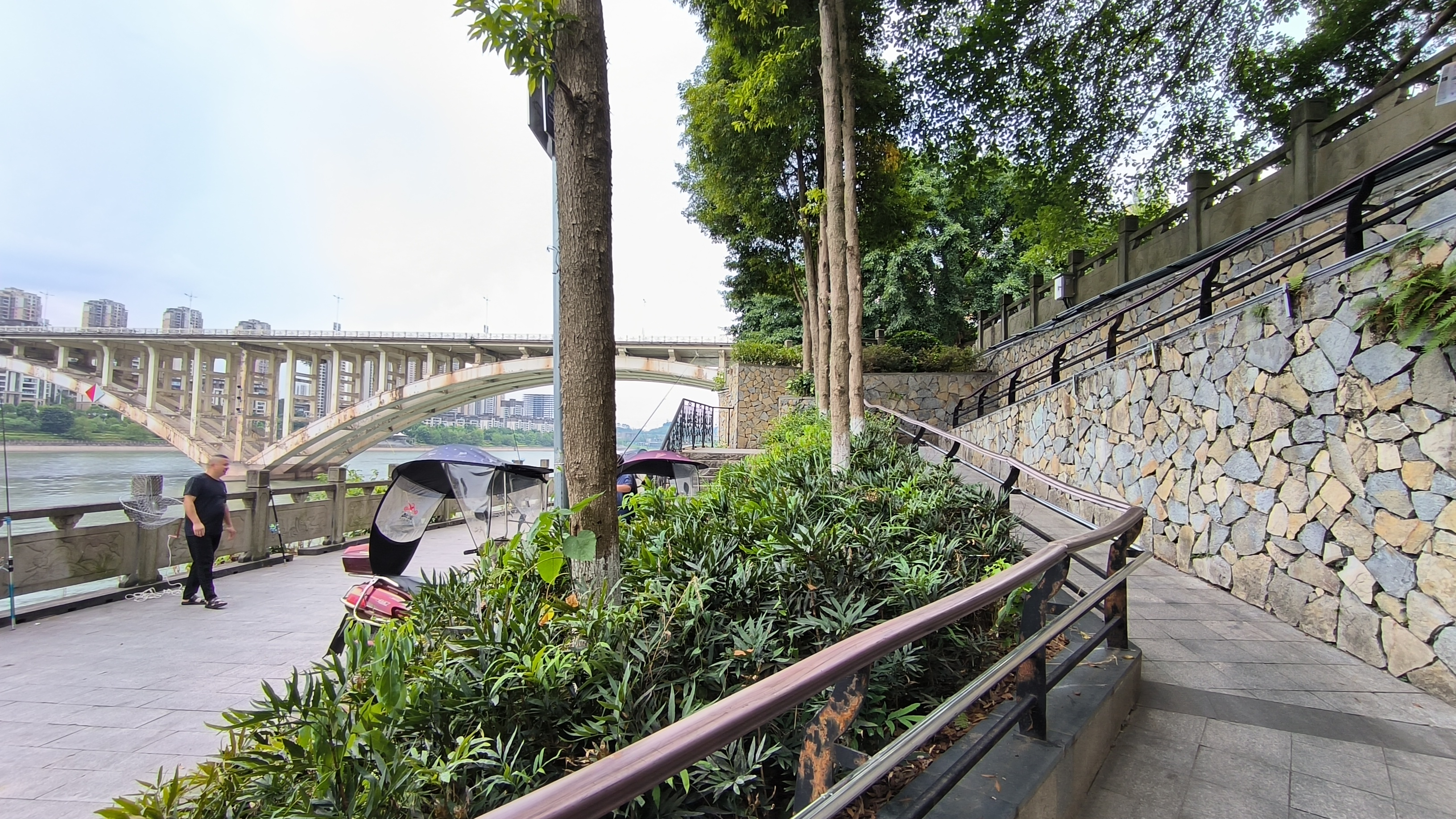
滨江步道
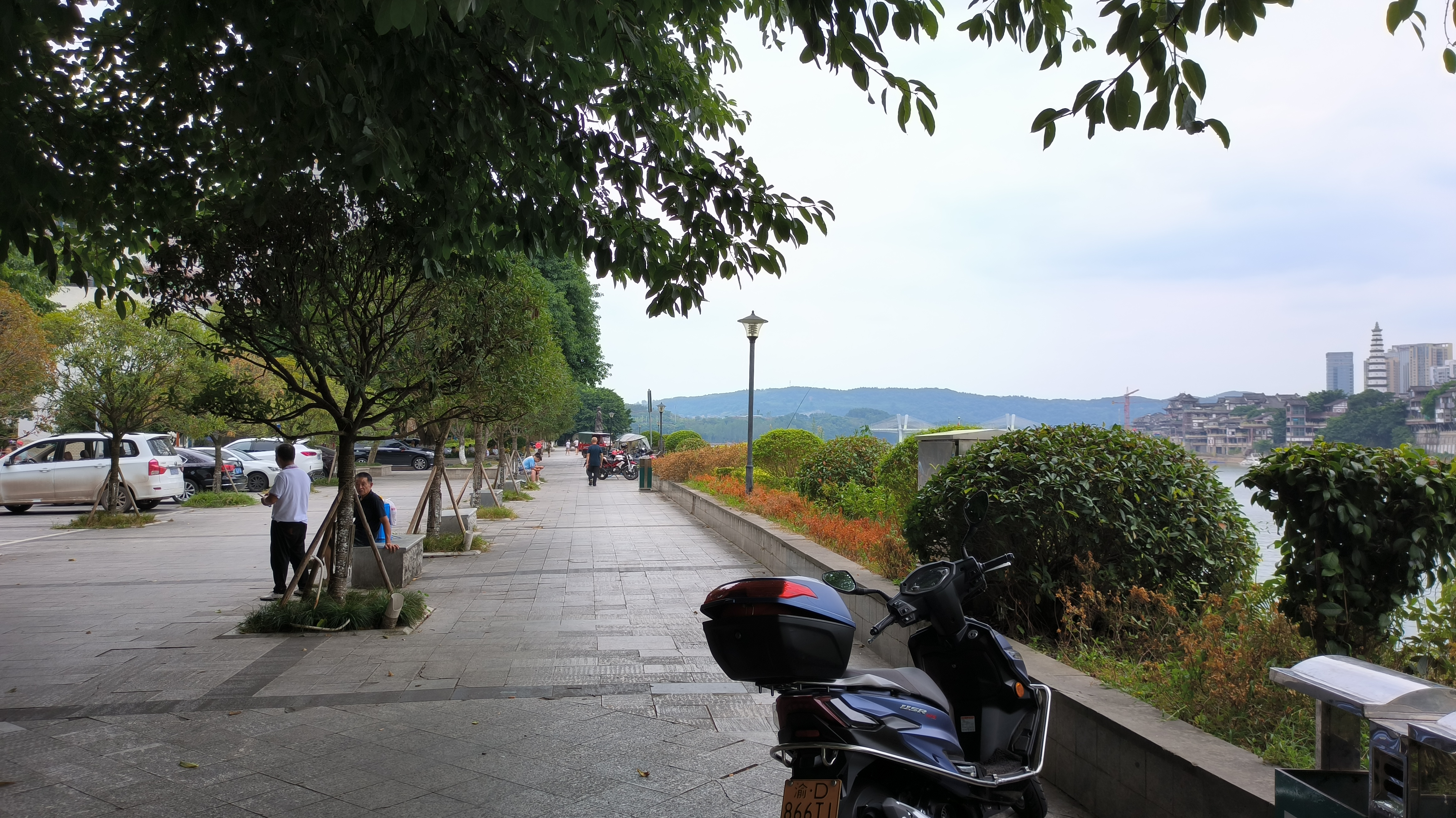
别凡溪附近
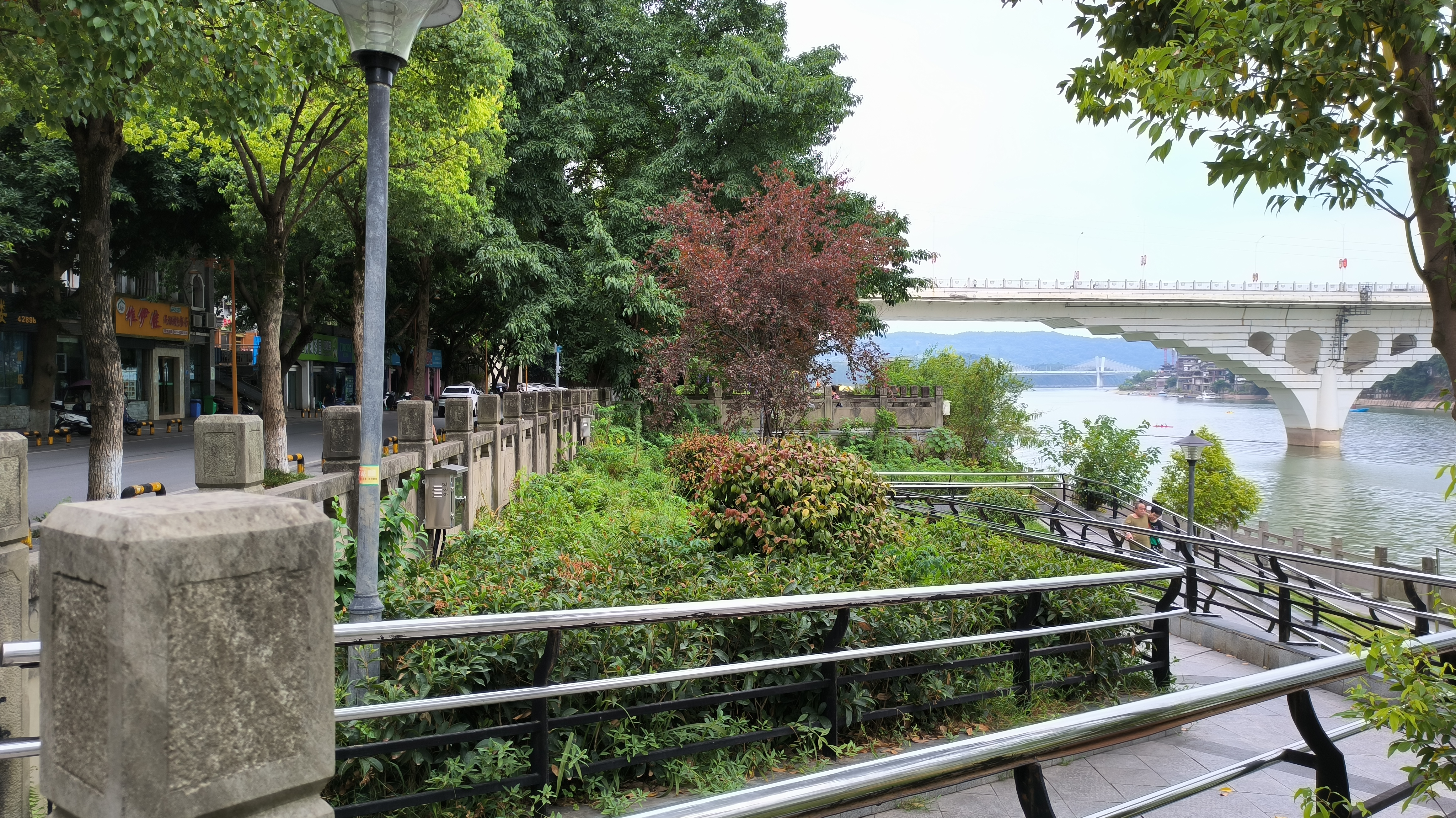
三棵树附近
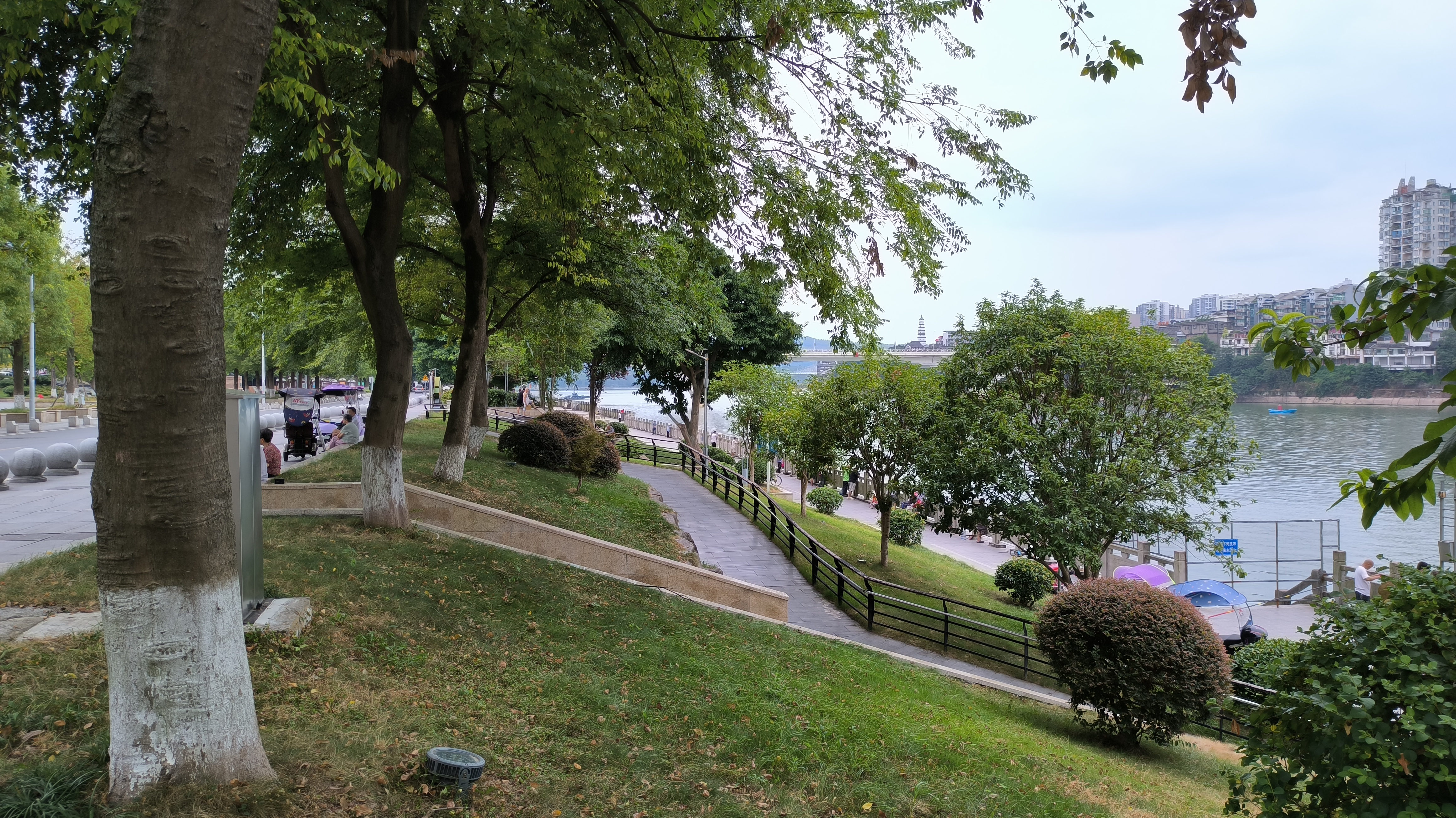
卢作孚广场附近
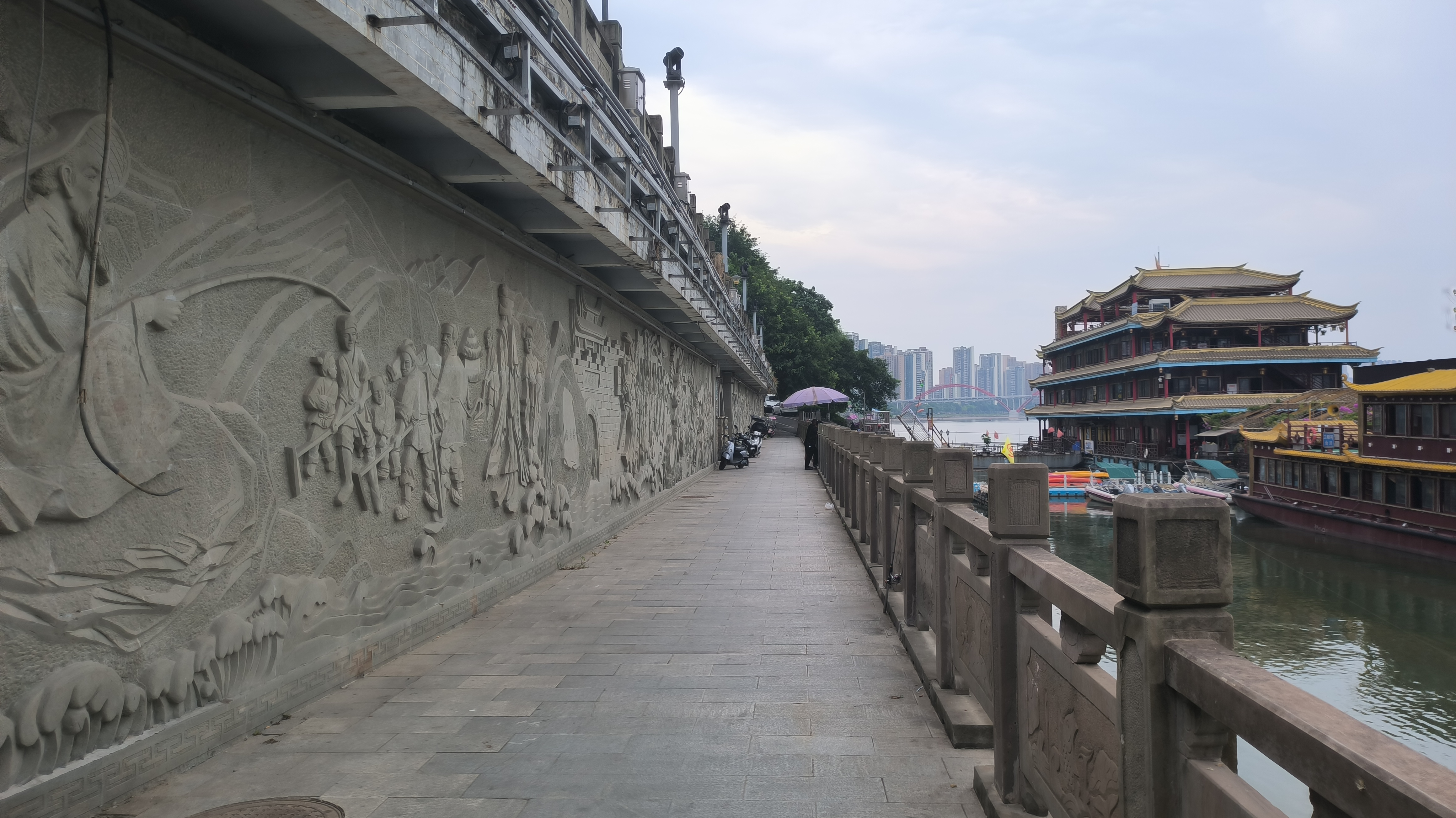
临江浮雕文化长廊

#### 高职教城滨江公园

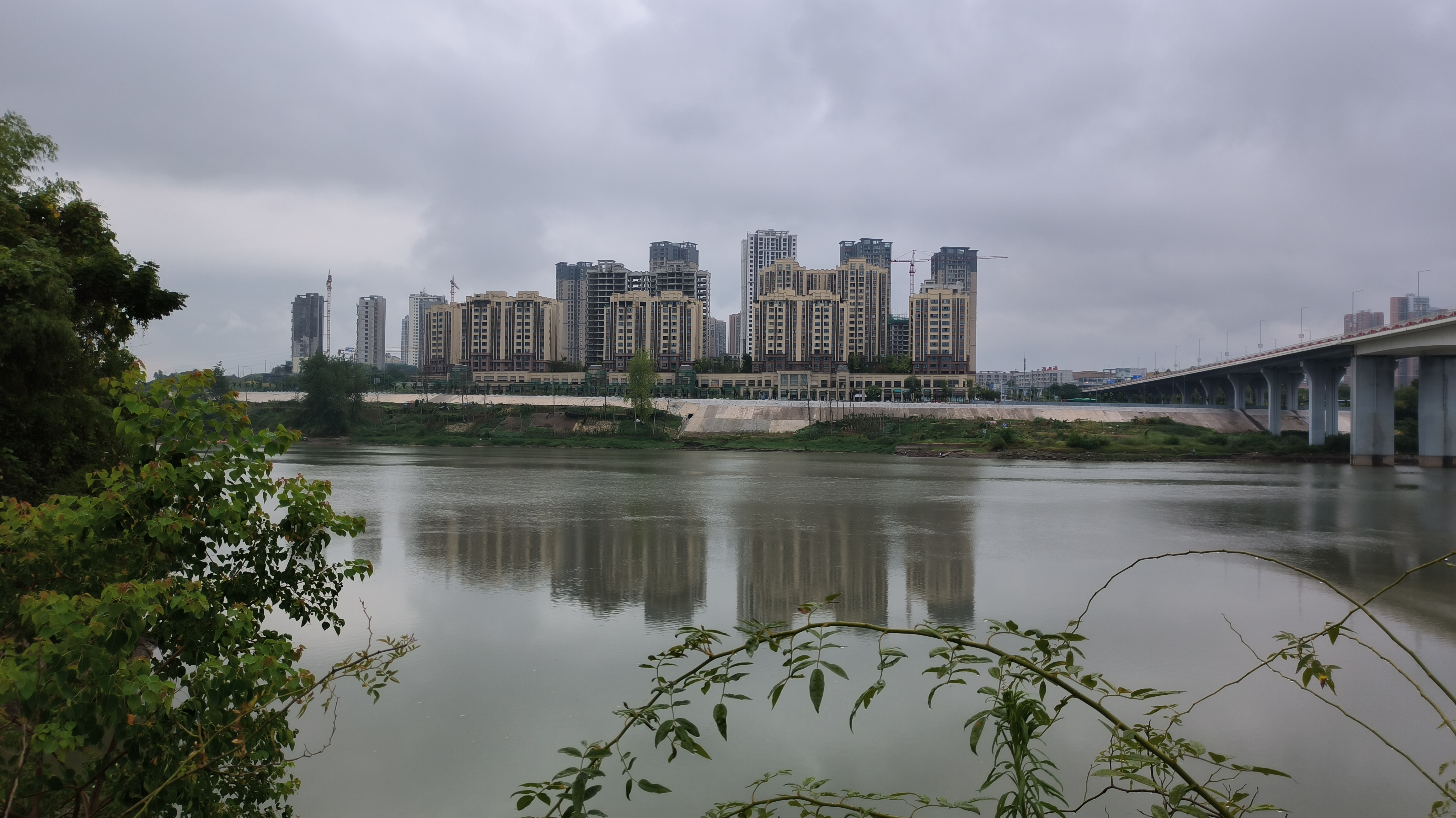
从赵家渡水生态公园看在建的高职教城滨江公园西延伸段，摄于2022年

高职教城滨江公园位于合阳城街道涪滨公园西侧，向西延伸至涪江四桥桥头西侧，全长3.8公里，宽约120米，占地约2平方公里。高职教城滨江堤防接涪江堤防，向上游规划8公里长，其中黄金桥—涪江四桥段于2008年开工，2010年完工，公园随后于2011年11月开工，2012年7月开放。

公园以江滩三段平台为基础打造了园林绿化、滨江景观、休闲观光、龙舟看台、健身娱乐设施等内容，园内栽植了水杉、杜英、楠木、银杏四片景观防护林，栽植芙蓉、红叶李、香樟、小杉、黄花槐等树木和花卉近10万株，种植紫色芦苇近10万株，公园内亦修建了龙舟中心广场、戈”阵广场、桃片广场、三角广场、市民广场、楠木林广场、工商职业学院广场等7个广场和千余米的临江浮雕、百余米的休闲走廊、4个观景台和近4公里的人行便道。 

高职教城滨江公园
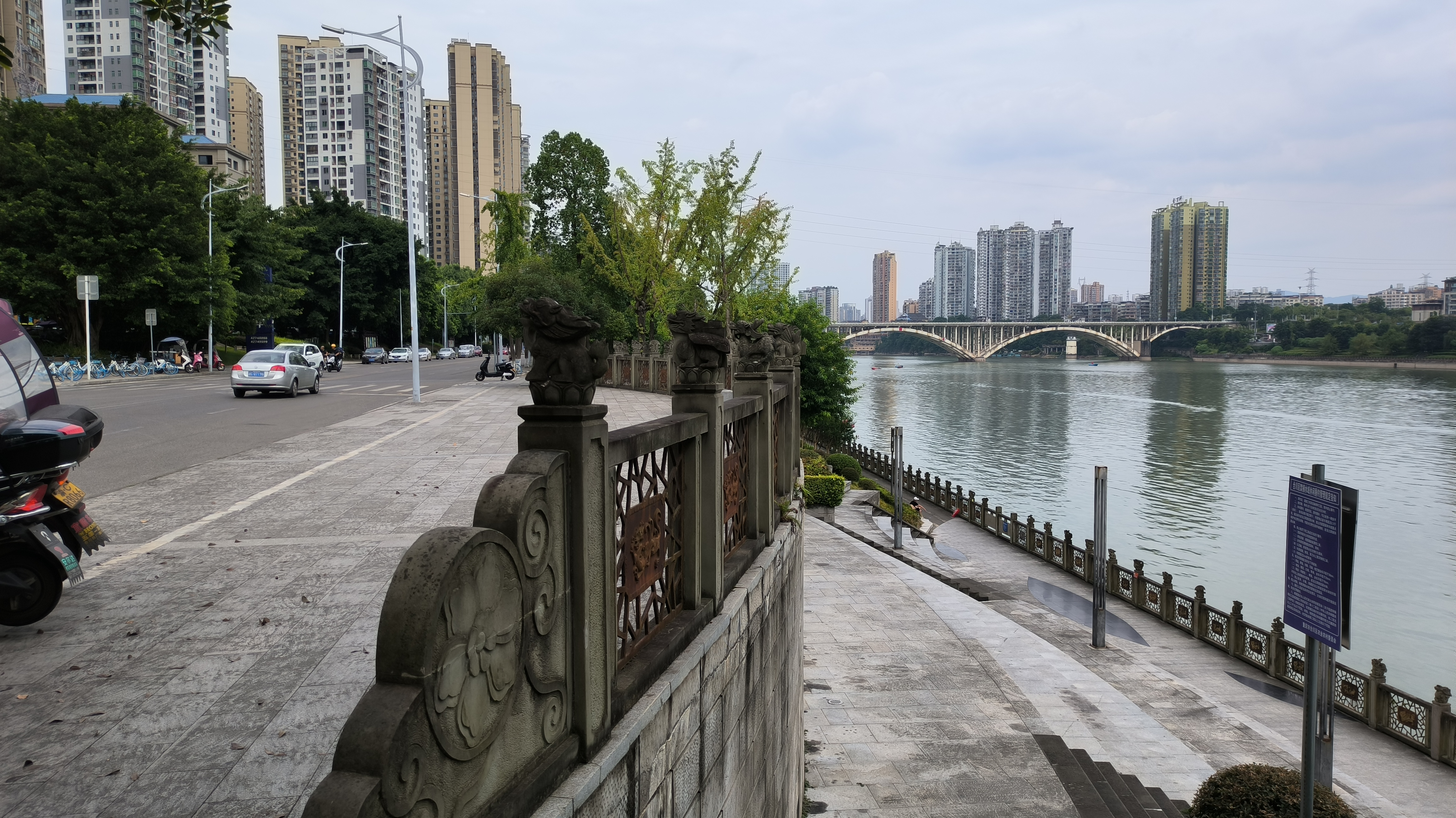
公园中段
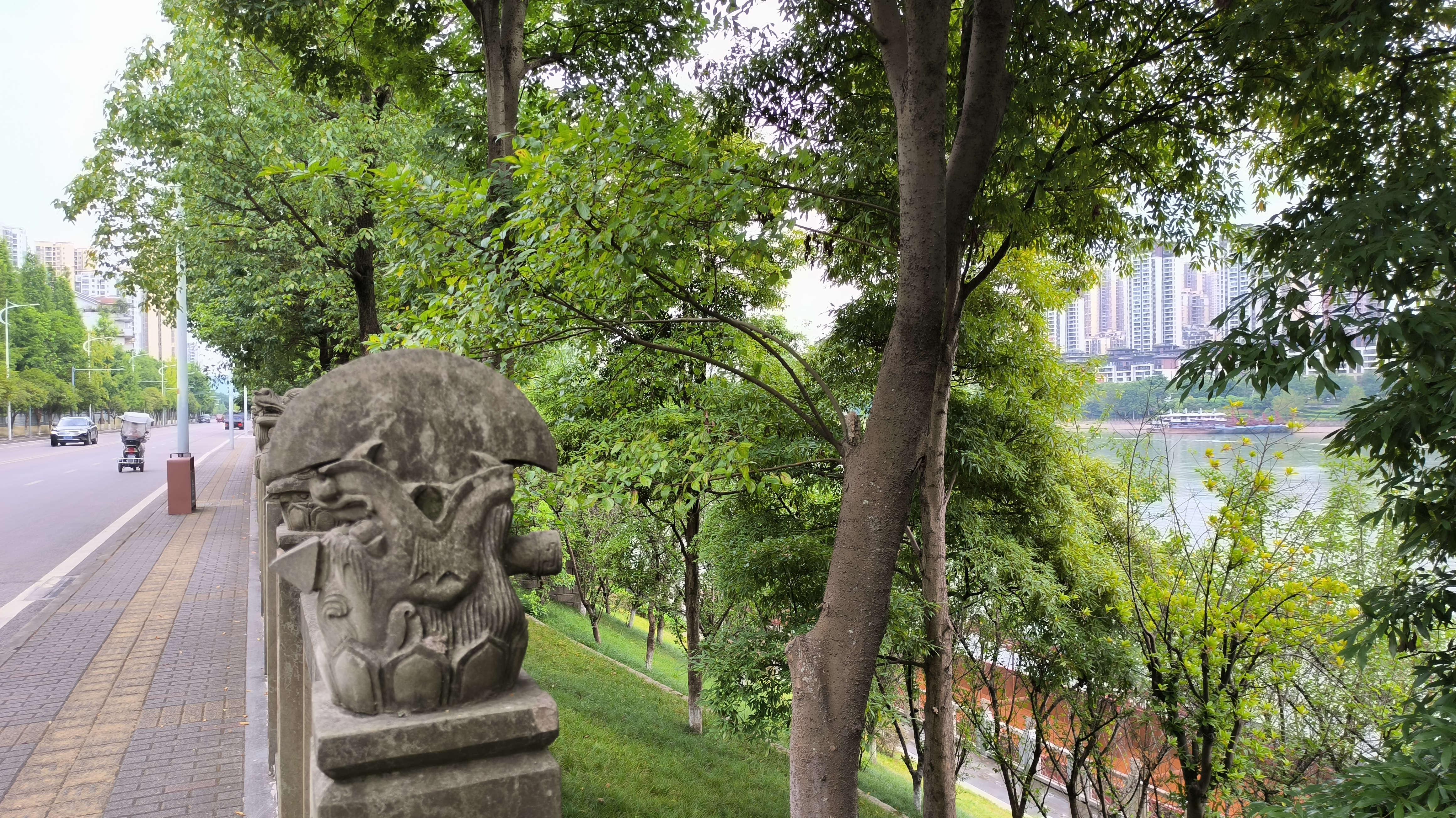
步道（上下层）
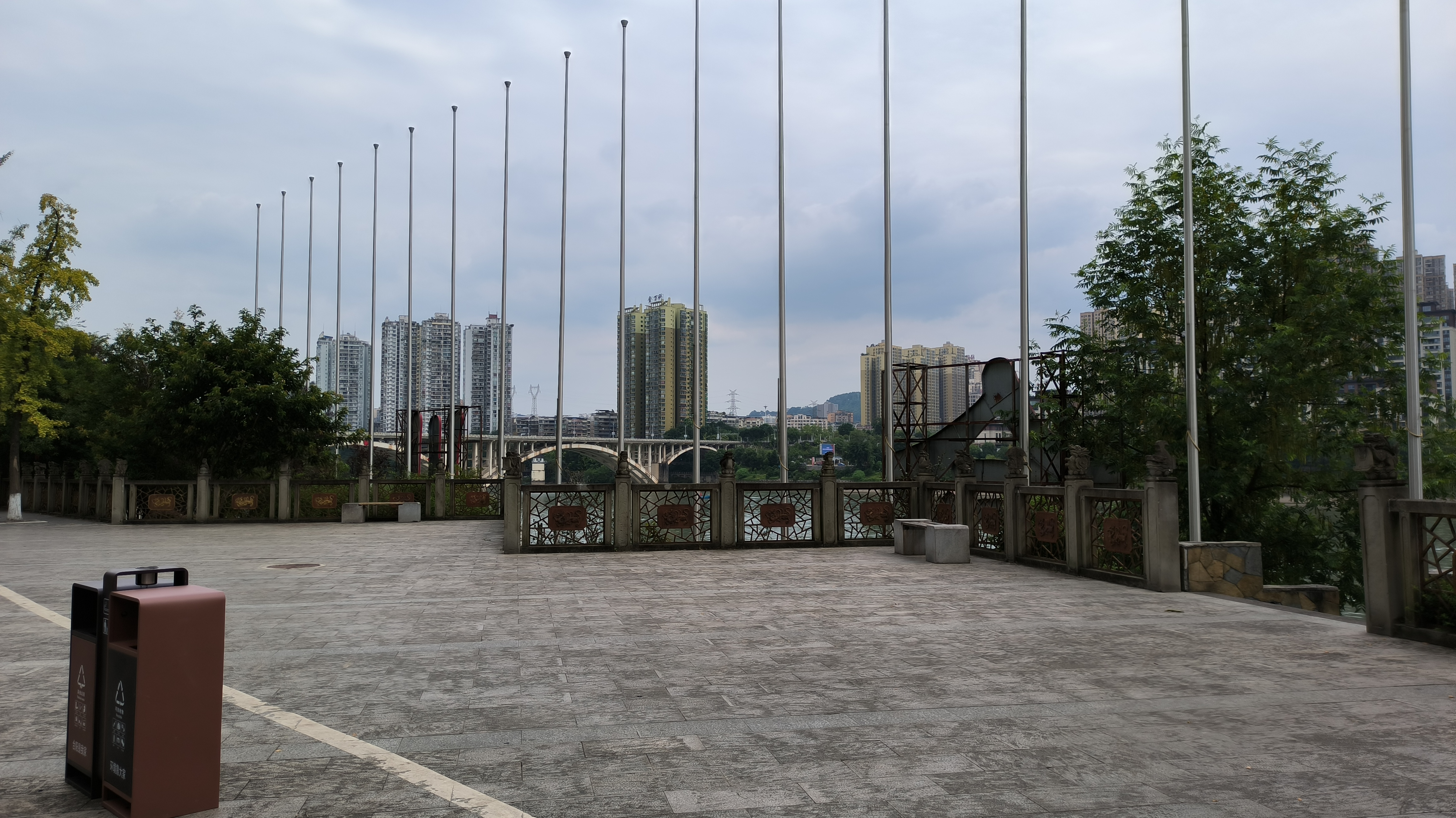
龙舟中心广场
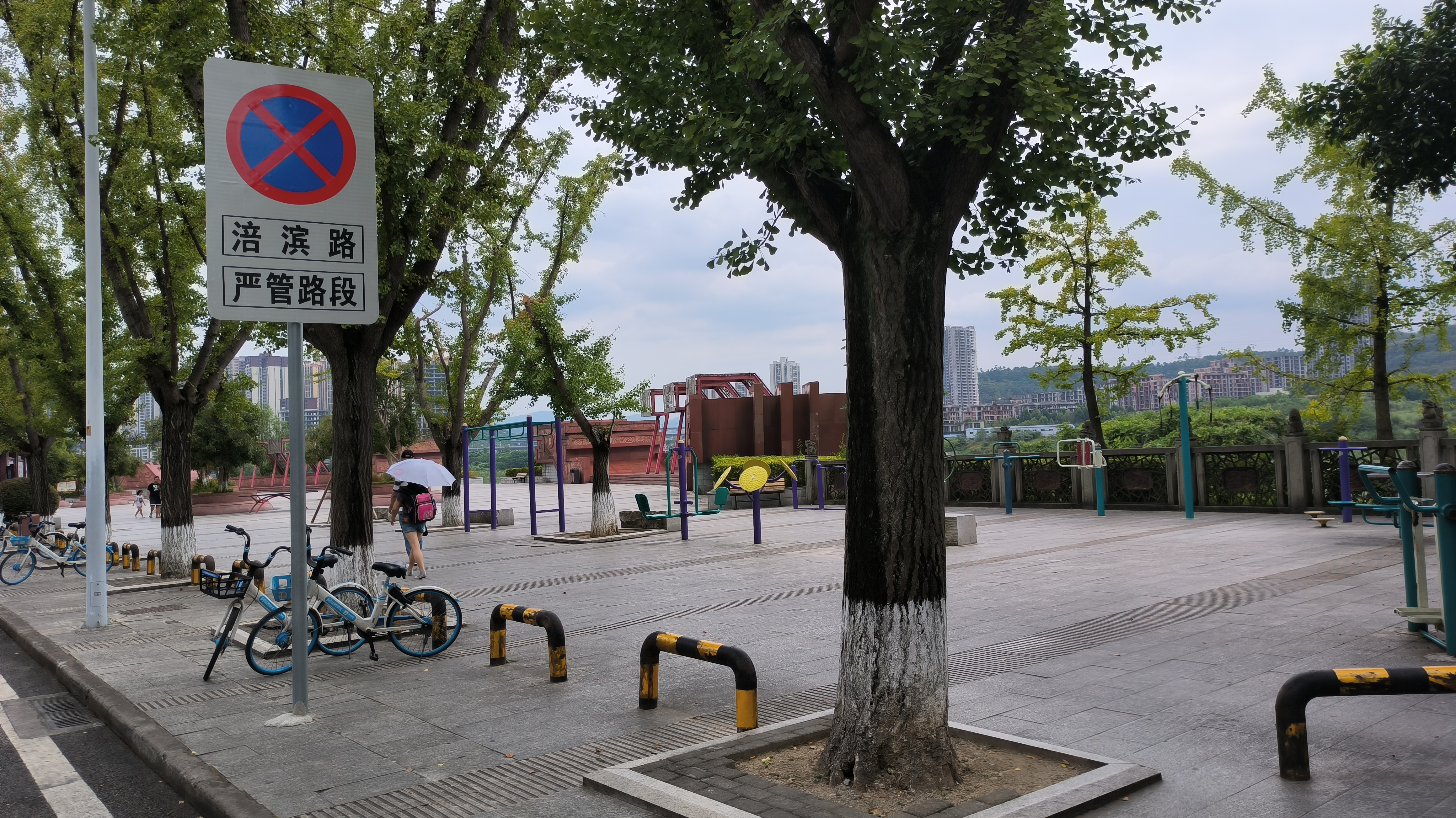
市民广场
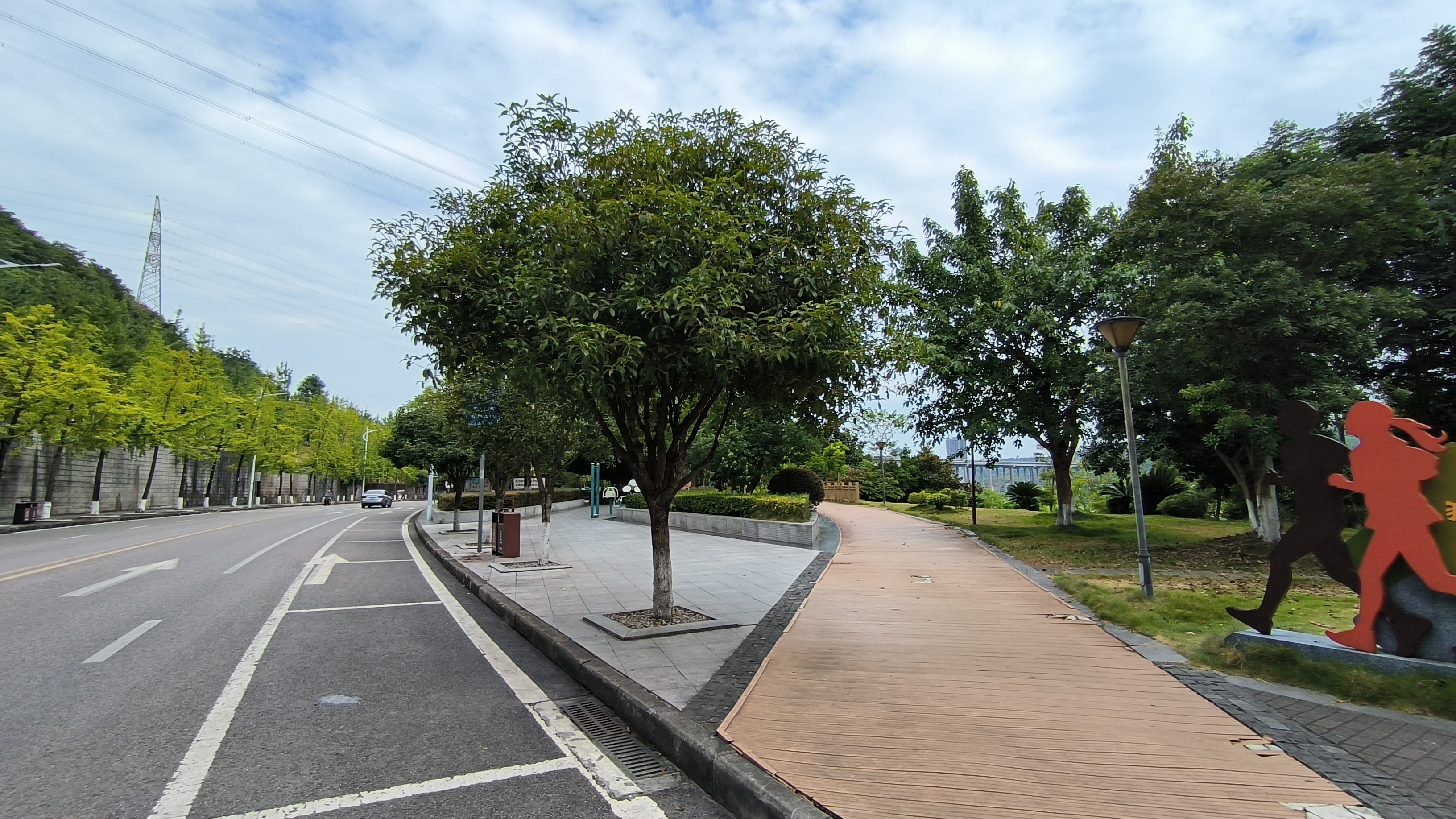
公园广场

#### 高职教城滨江公园西延伸段
高职教城滨江公园西延伸段位于涪滨路二期工程（涪滨西路）一带，尚在规划中，现时已纳入《合川区2021年重点建设项目名单》，预计建设涪江段防洪护岸3公里、滨江公园1.2平方公里，于2023年完工。

### 右岸

#### 白鹿山滨江公园
白鹿山滨江公园位于南津街街道南滨路以北、涪江以南的滨江地带，东起涪江二桥处螃蟹夹码头，西至小安溪与涪江汇合口，全长1356米，占地面积为0.14平方千米。

公园以“龙舟文化”为主题，分为龙舟主看台、城市阳台、张拉膜广场、休闲广场、天人广场、水塔共6个景观区，各区域相互独立但又由人行步道相连为整体，区域内有“同舟共济”主题雕塑、五线谱特色挡土墙、艺术造型柱头石栏杆、张拉膜等园林艺术小品，滨江马道护岸采用体现合川龙舟文化的铸铁龙纹浮雕加龙之九子的青石浮雕，1350米的临江护栏栏杆每1.8米为一组设计成“龙生九子”造型，园内植有桂花、银杏、香樟、悬铃木、天竺桂、桃花、红叶李等30余种植物共计2400余株。

白鹿山滨江公园
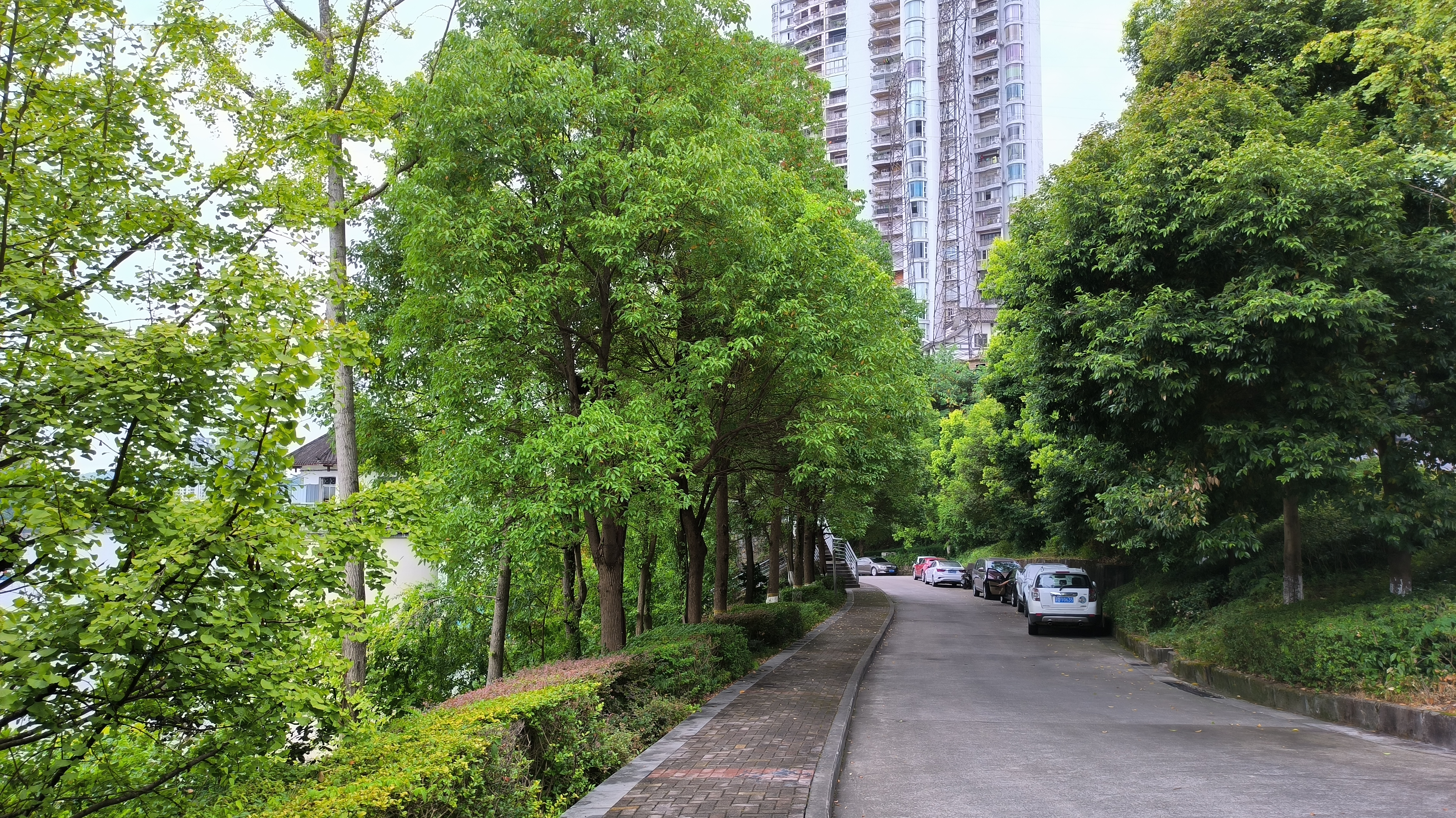
螃蟹岬（螃蟹夹）码头下水道
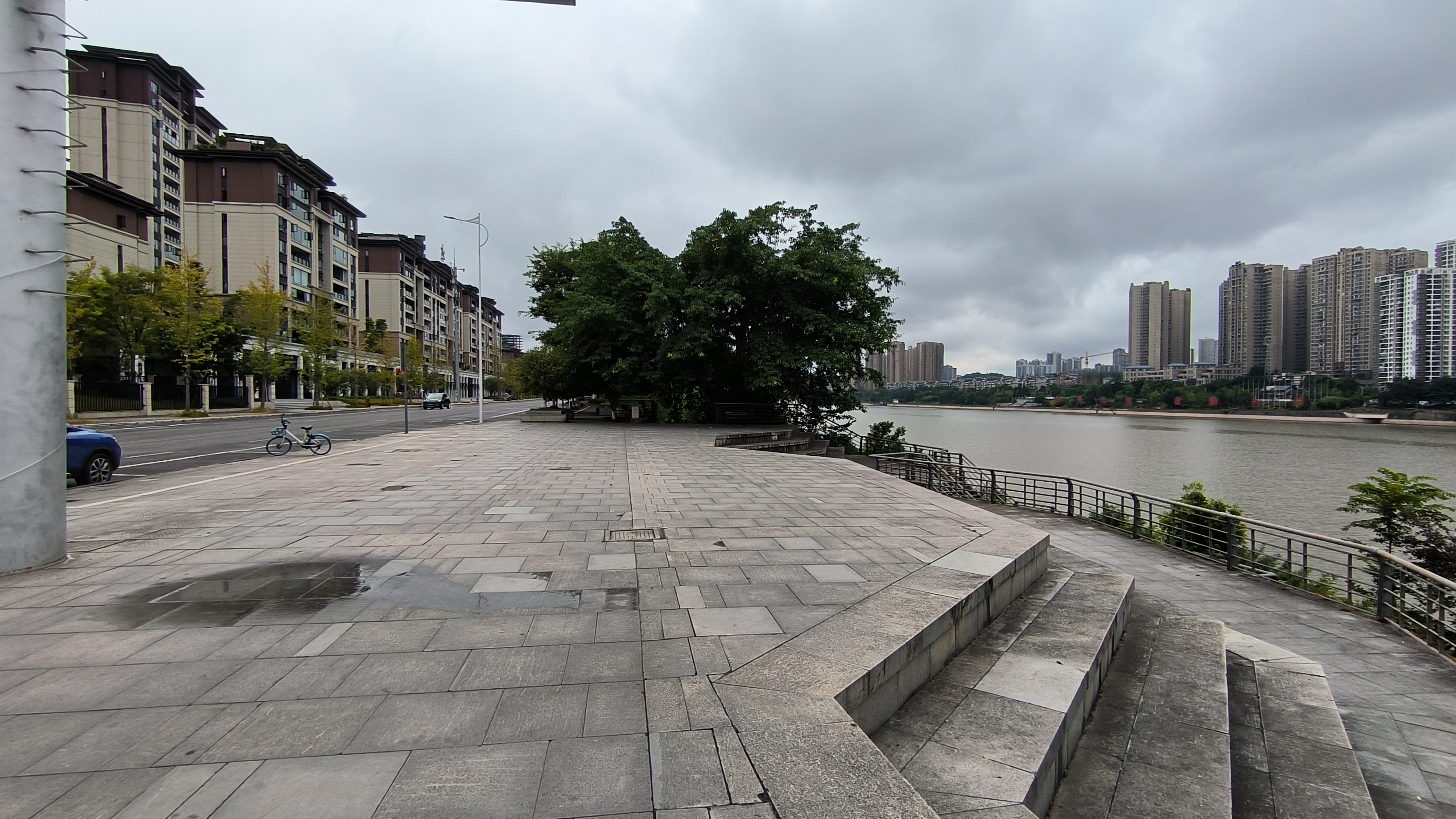
天人广场
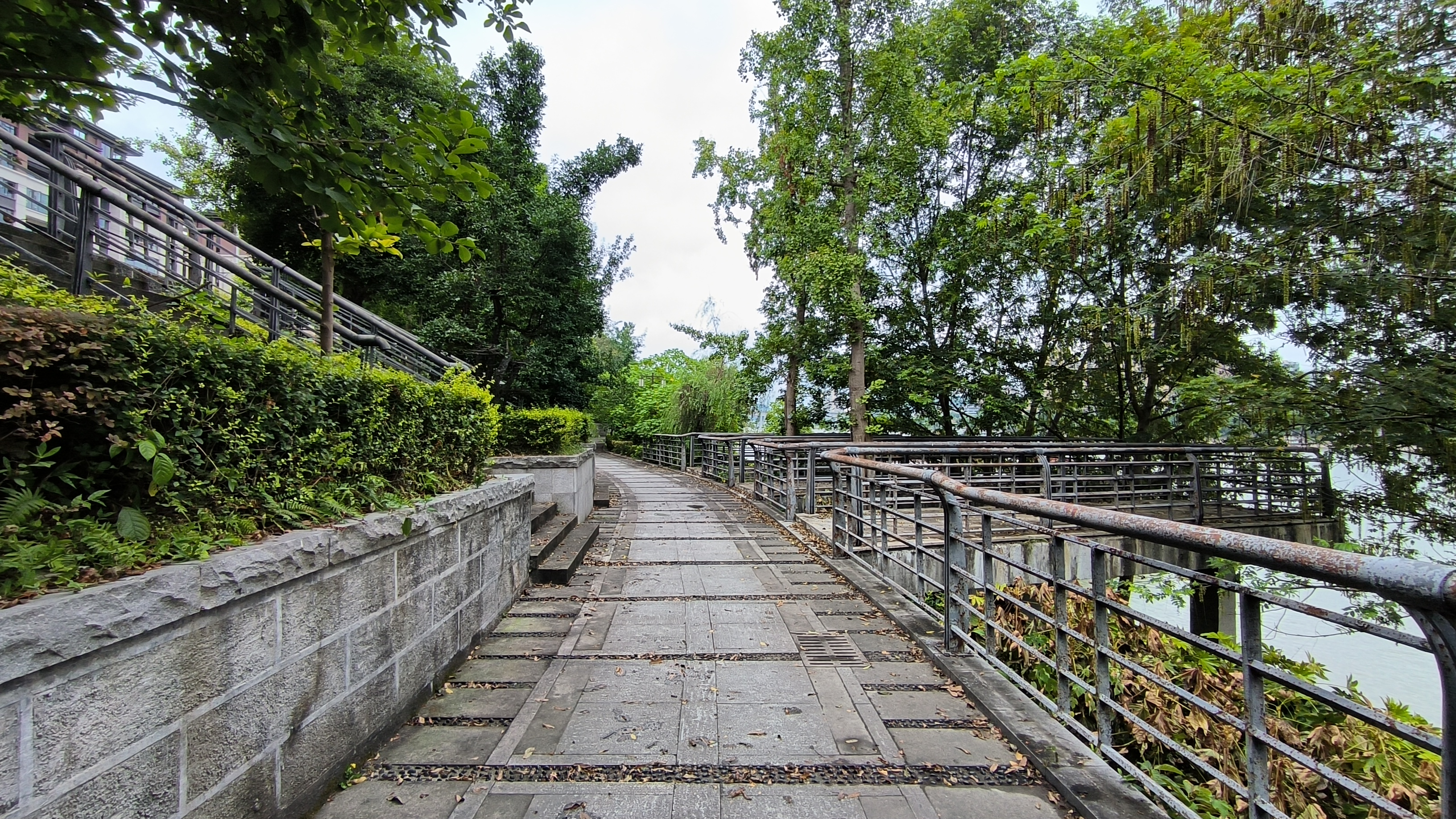
健身步道
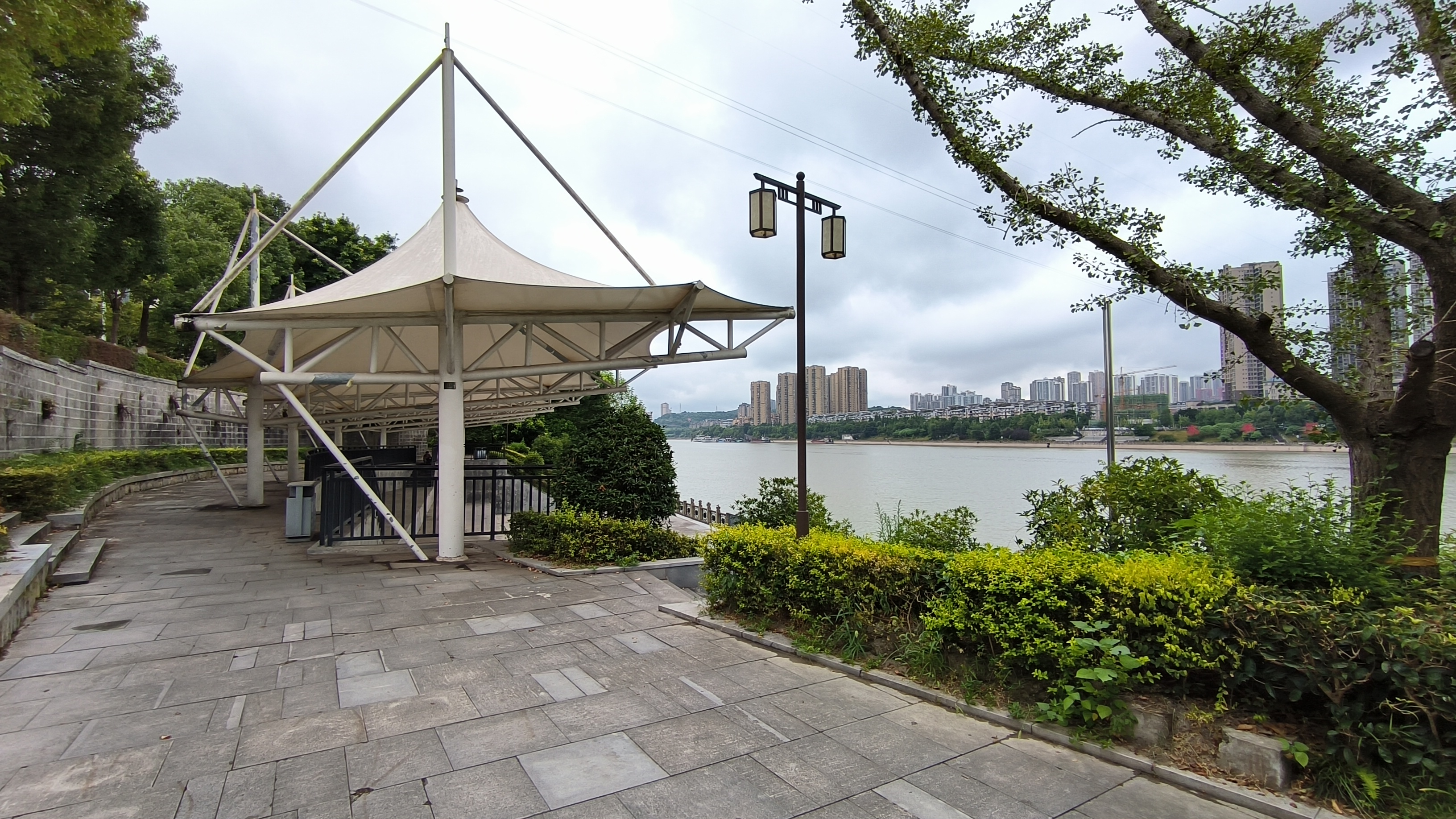
张拉膜广场
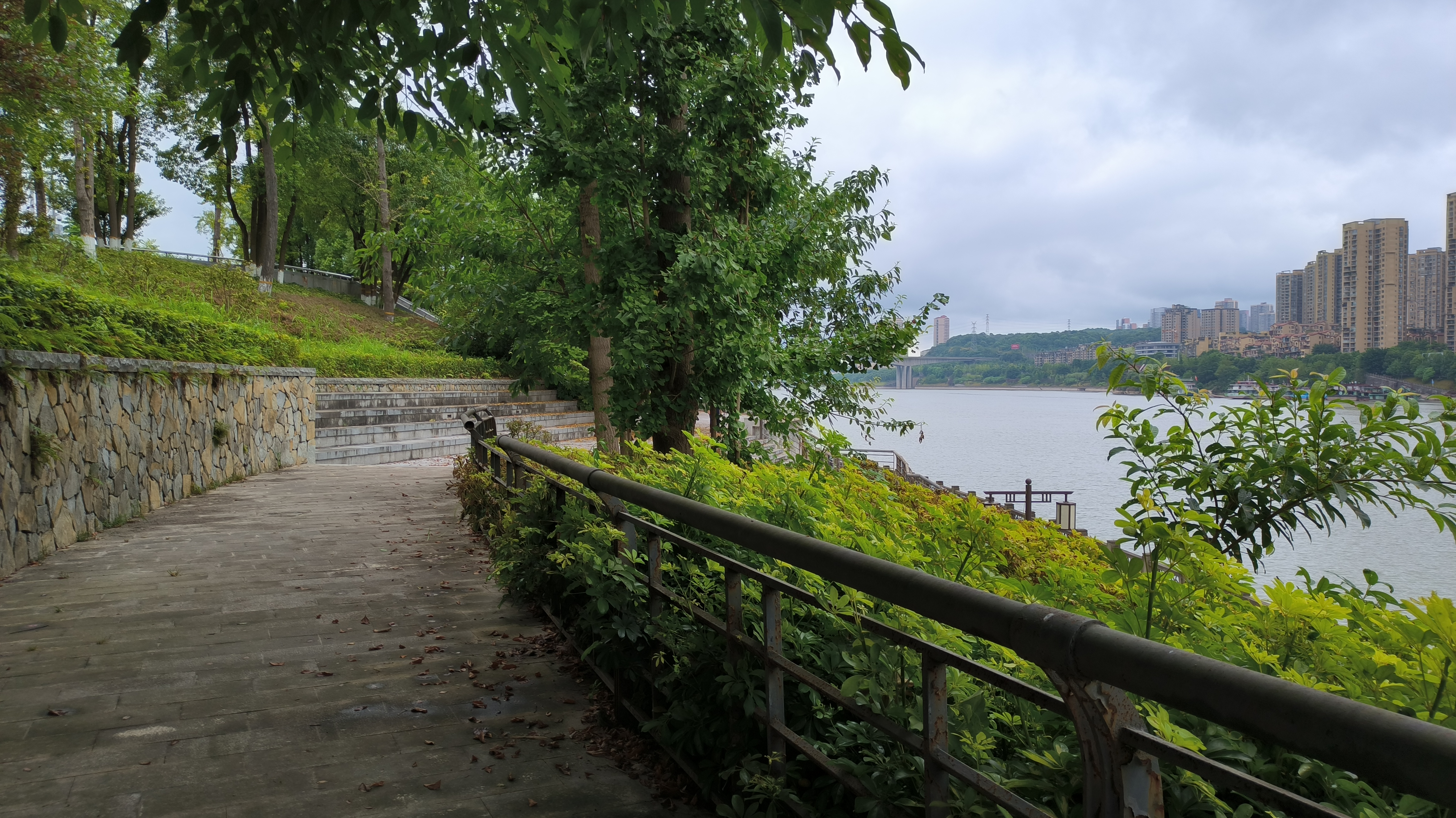
健身步道西入口
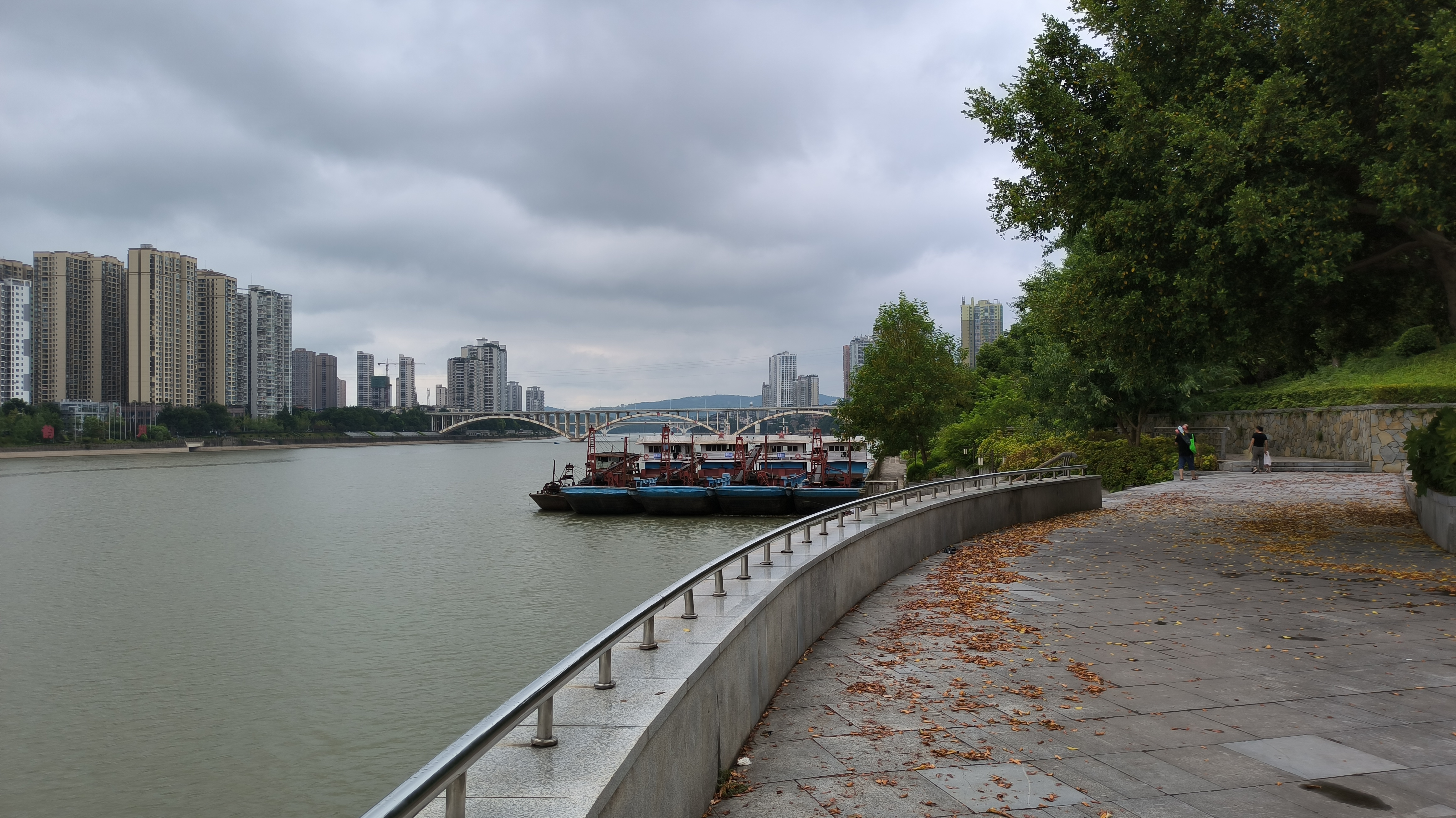
城市阳台
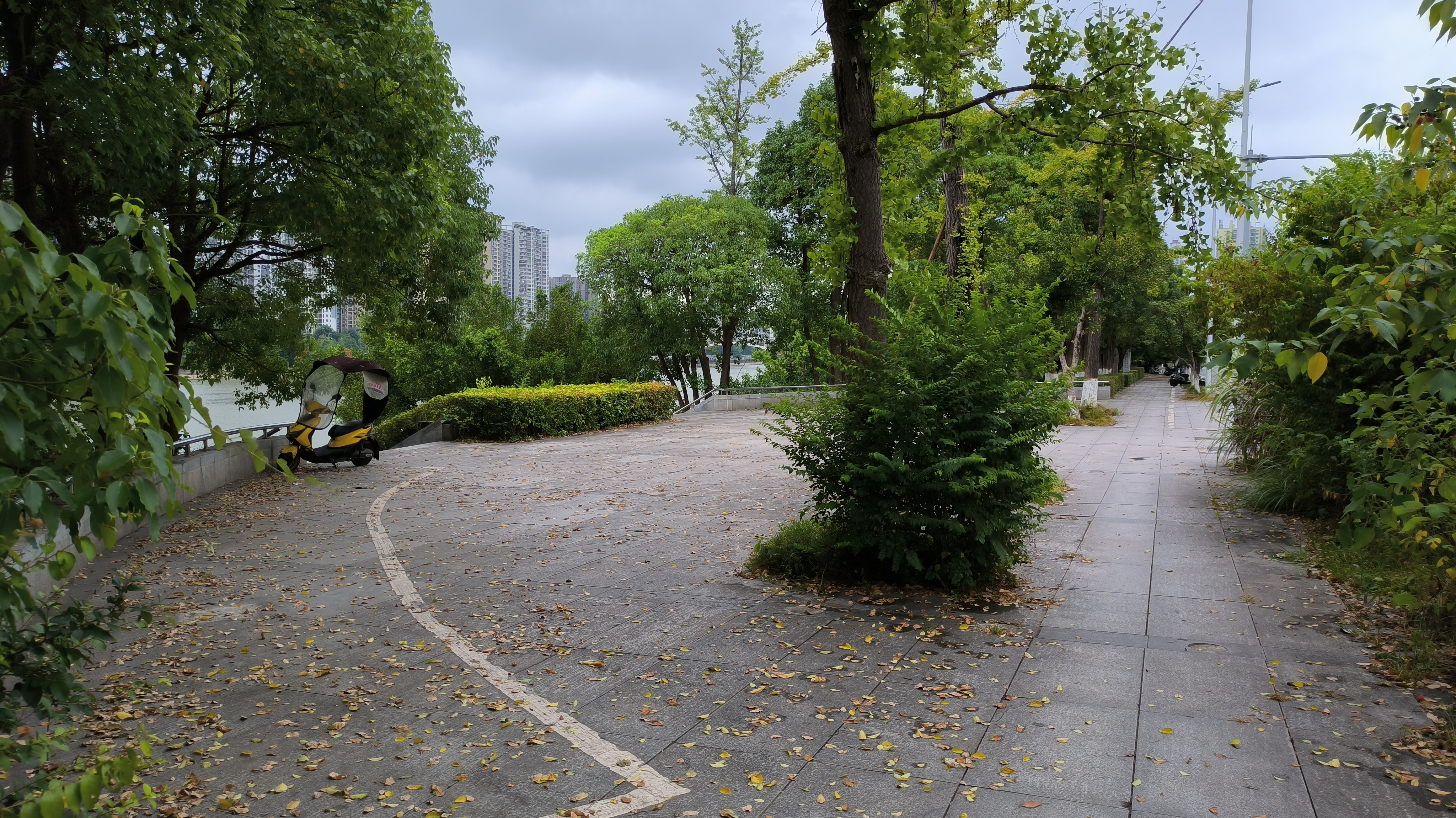
休闲广场

#### 赵家渡水生态公园
赵家渡水生态公园位于铜溪镇金涪路赵家渡附近的滨江地带，东起纱帽路口，西至涪江四桥附近沙湾河出口，全长2.35公里，占地面积0.2138平方公里，绿地面积约0.176平方公里。赵家渡附近原是一个土坡，每至汛期就被淹没，2013年6月，赵家渡堤防工程开工，赵家渡公园在建设过程中发掘了唐家坝等遗址，2016年5月完工，修建后其防洪标准由不足5年一遇提高到20年一遇，该堤防工程于2017年获得了2015-2016年度中国水利工程优质工程“大禹奖”，是重庆市直辖以来的第二次。公园则于2016年3月5日正式开工，5月开放。

公园引入了自然、生态和亲水的治河修复的理念，打造了栈道廊檐、滨水台地等景色，其中部分景观从“花漫赵家渡”景观创意比赛选出，公园中部月亮坡草坪上有按照北斗七星布局和命名的7个观景台，公园内亦有长约1公里、离涪江常年水位不到1米的亲水平台，修建有自行车道，植有香樟、栾树、罗汉松、龙眼等70种乔木与96种灌木，2019年，公园内还新增了2座公共厕所。

赵家渡水生态公园
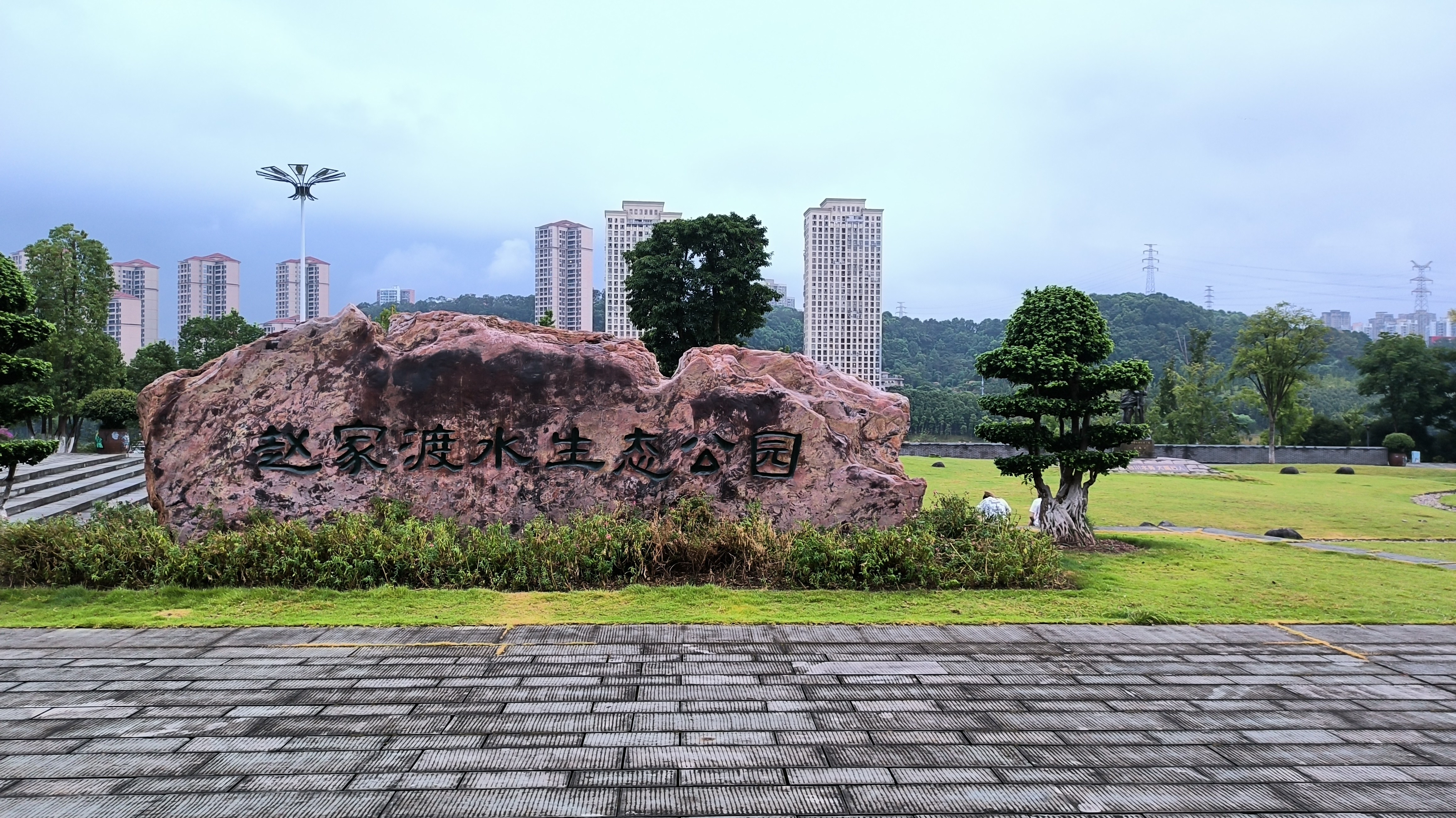
赵家渡水生态公园石
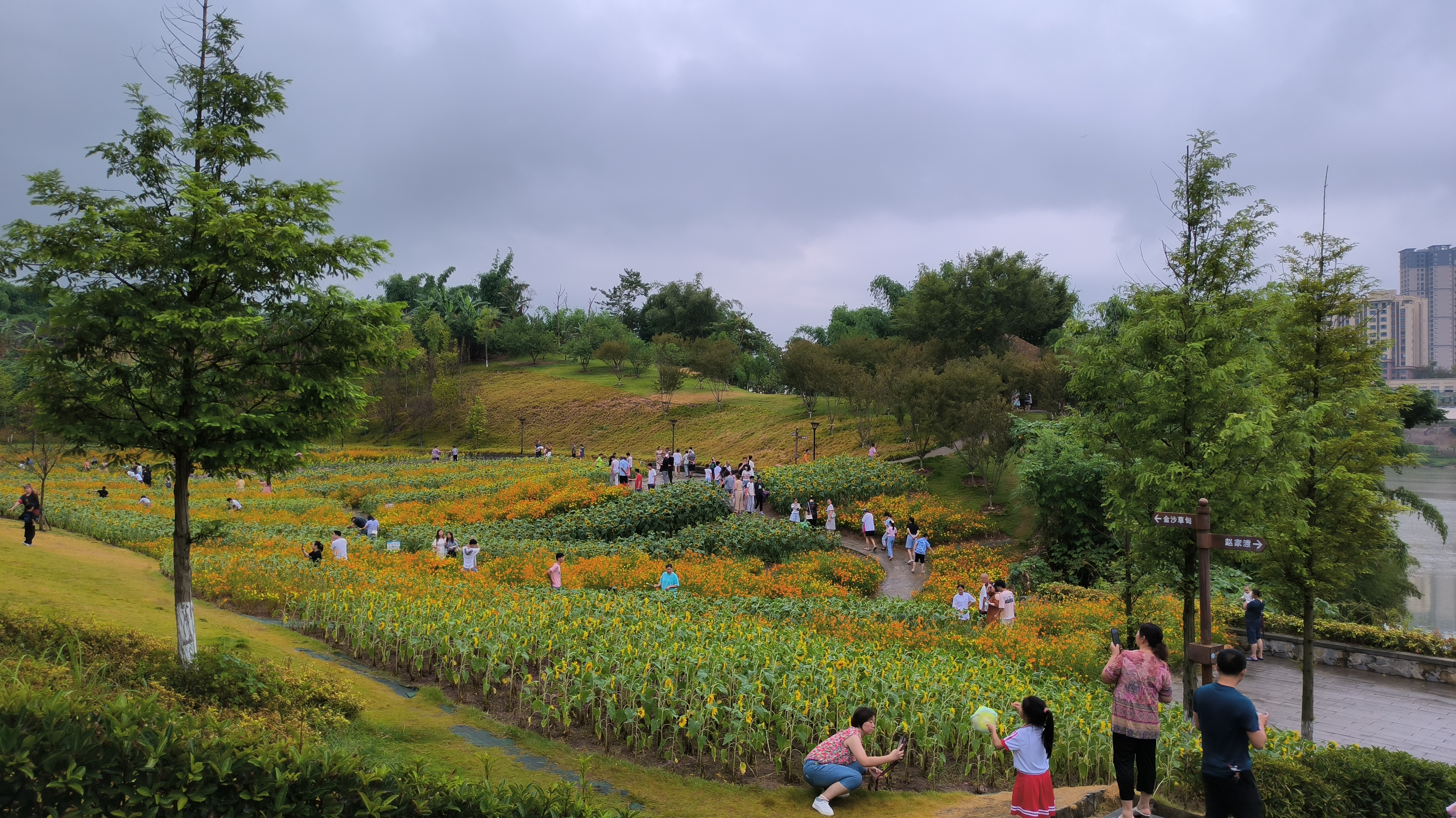
金沙草甸，其中多是向日葵
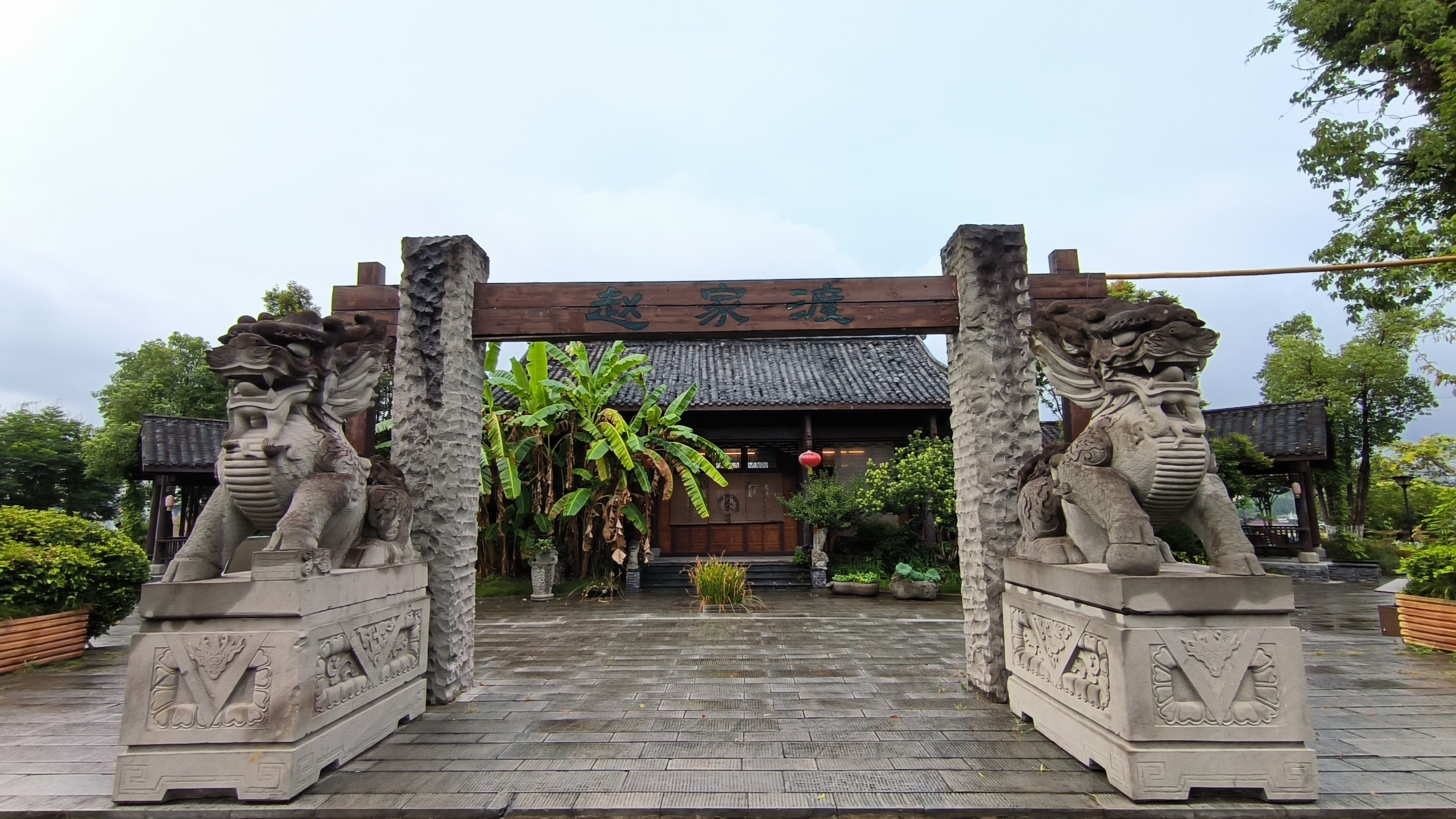
赵家渡复古牌坊景观
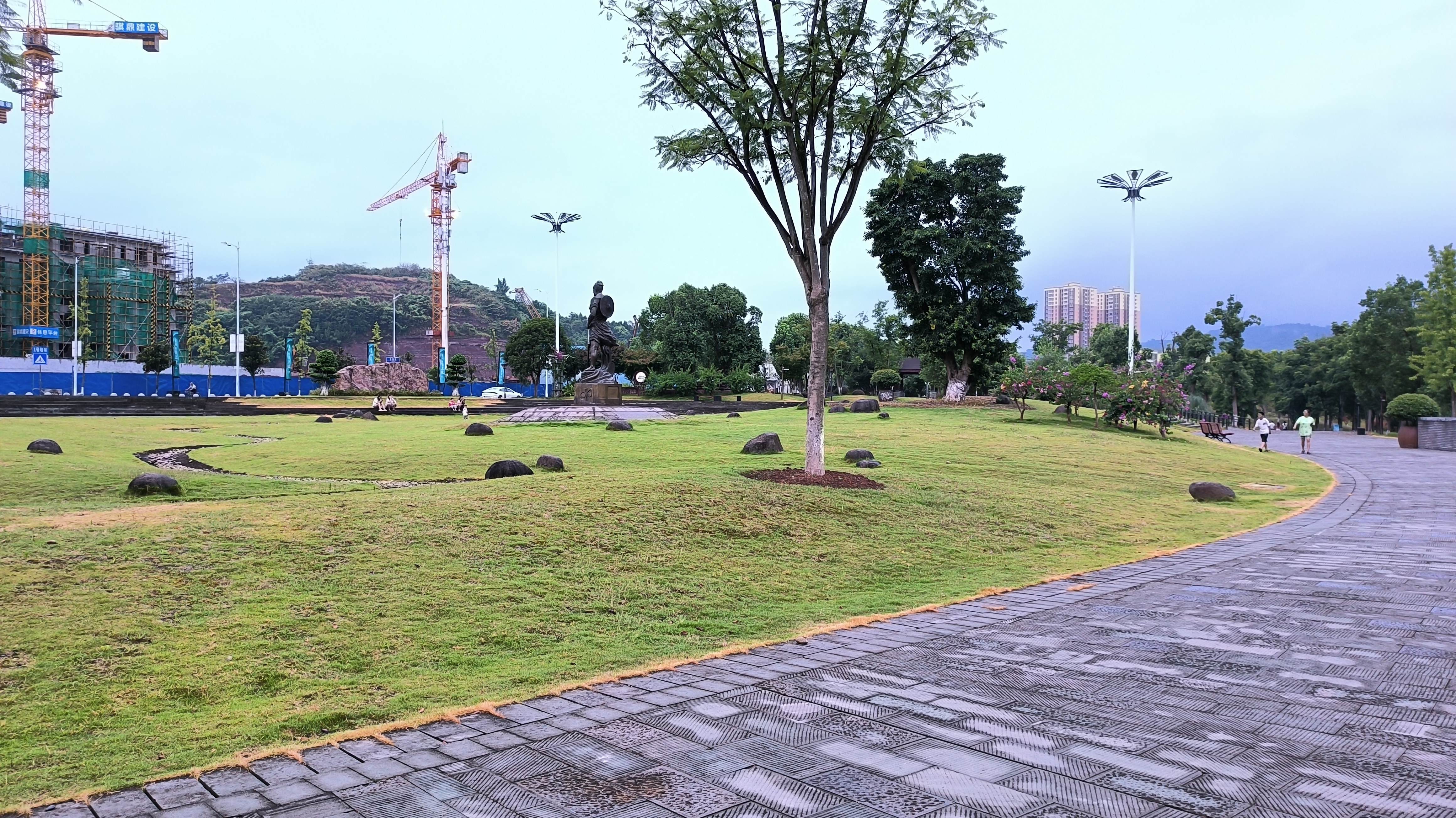
三江广场乙
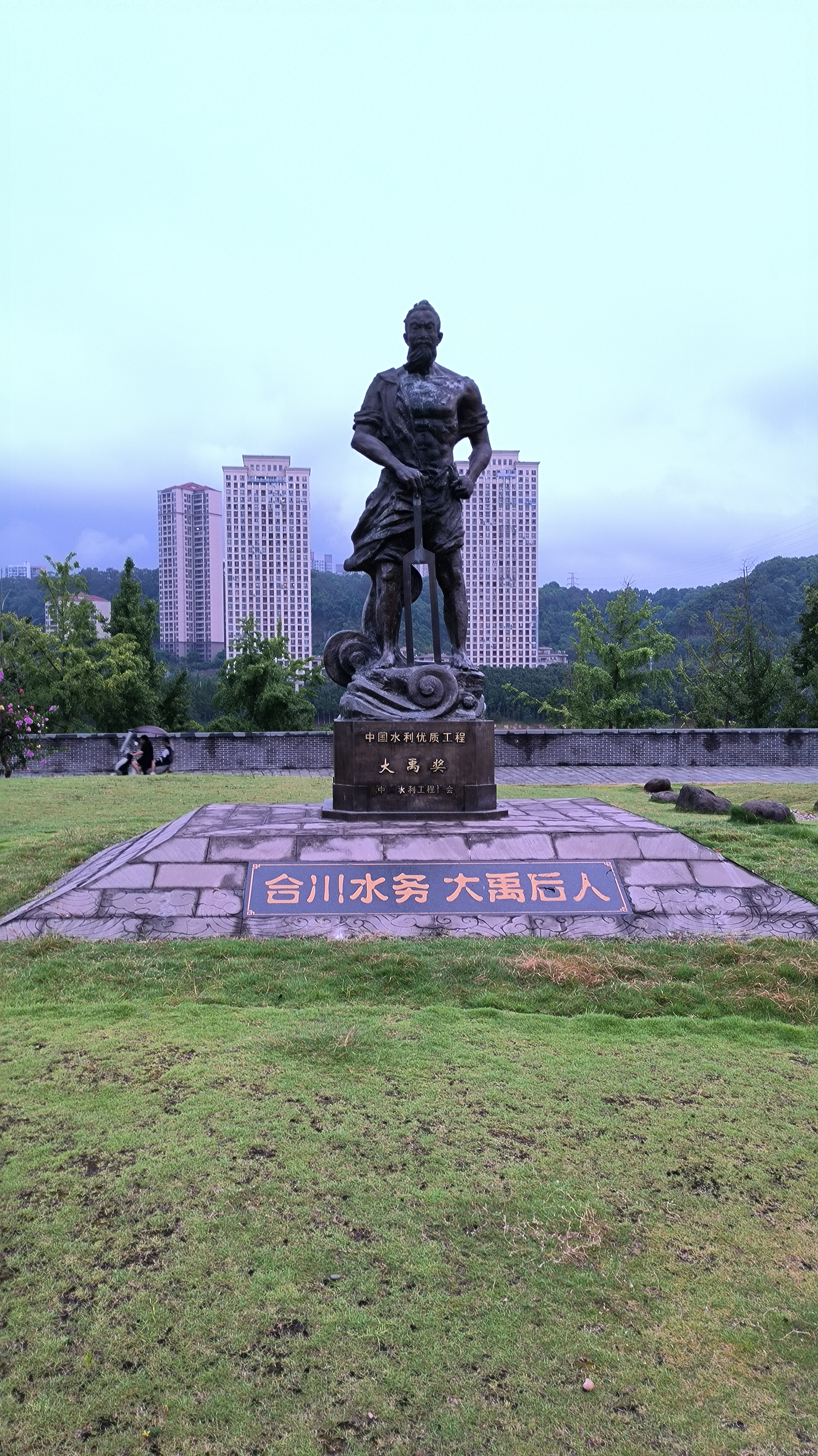
大禹奖雕塑
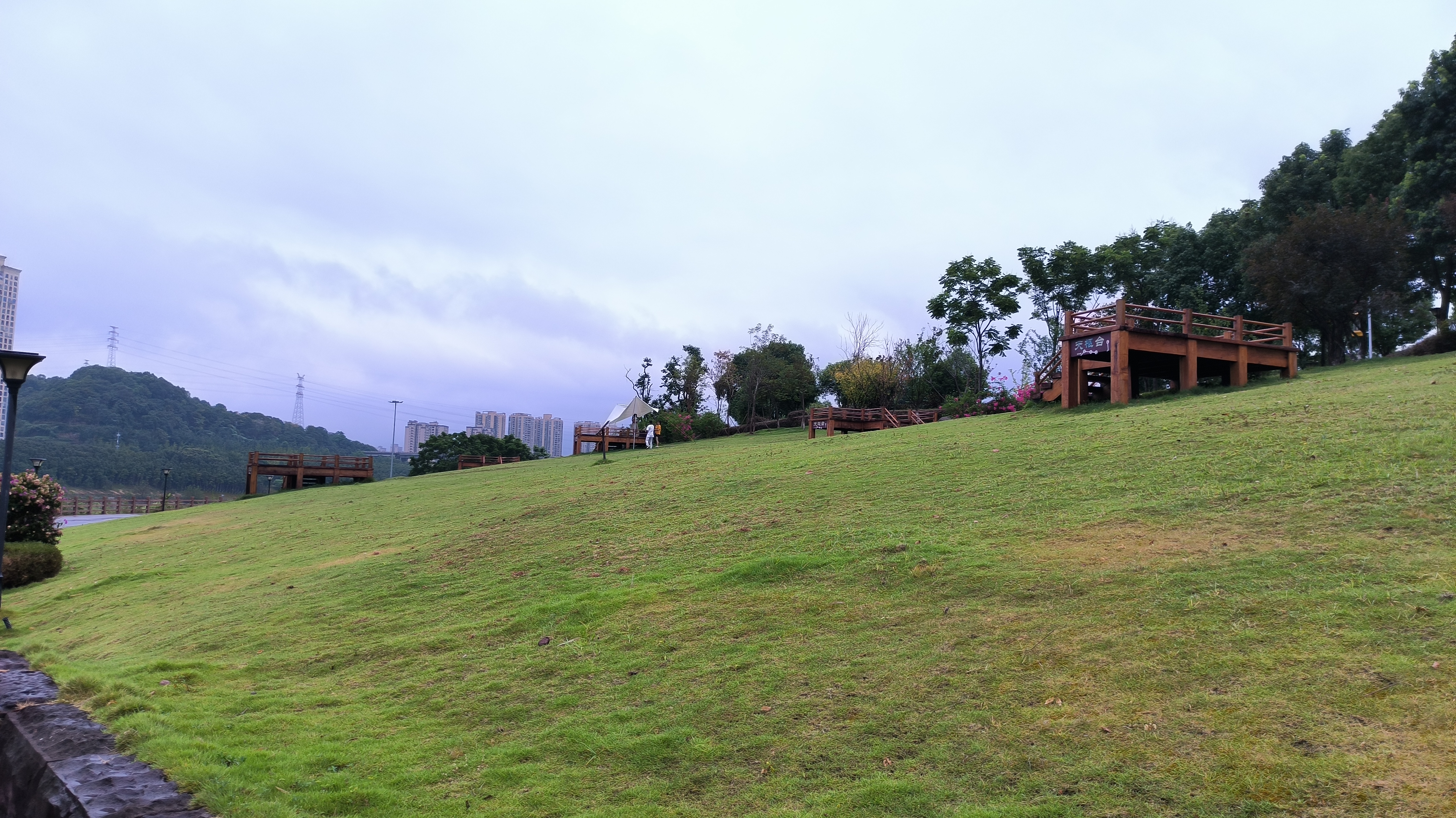
月亮坪和北斗七星观景台
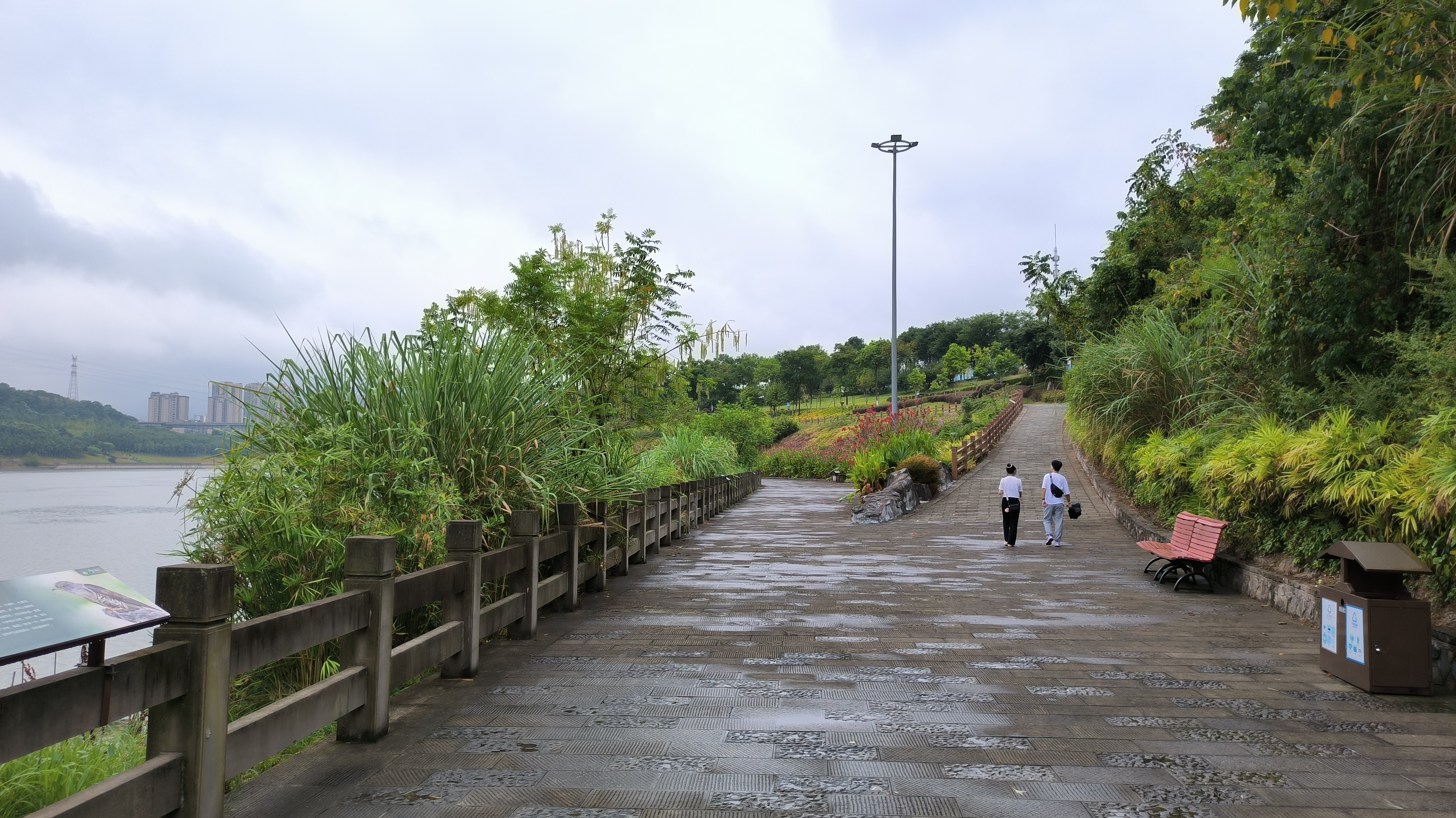
金涪人家附近下马道下端
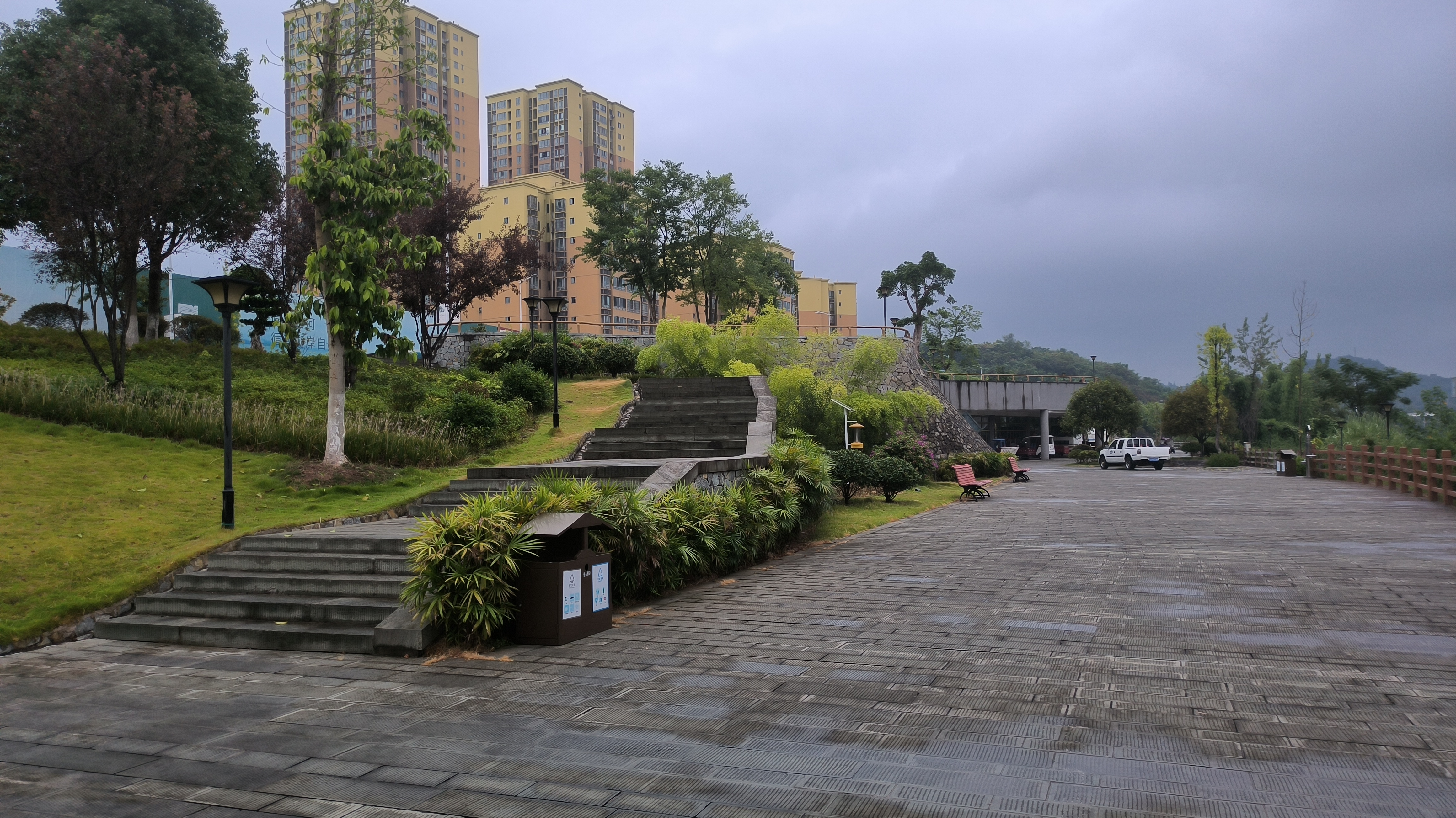
金涪人家附近广场

## 涪江入嘉陵江汇合口

### 三江明珠广场

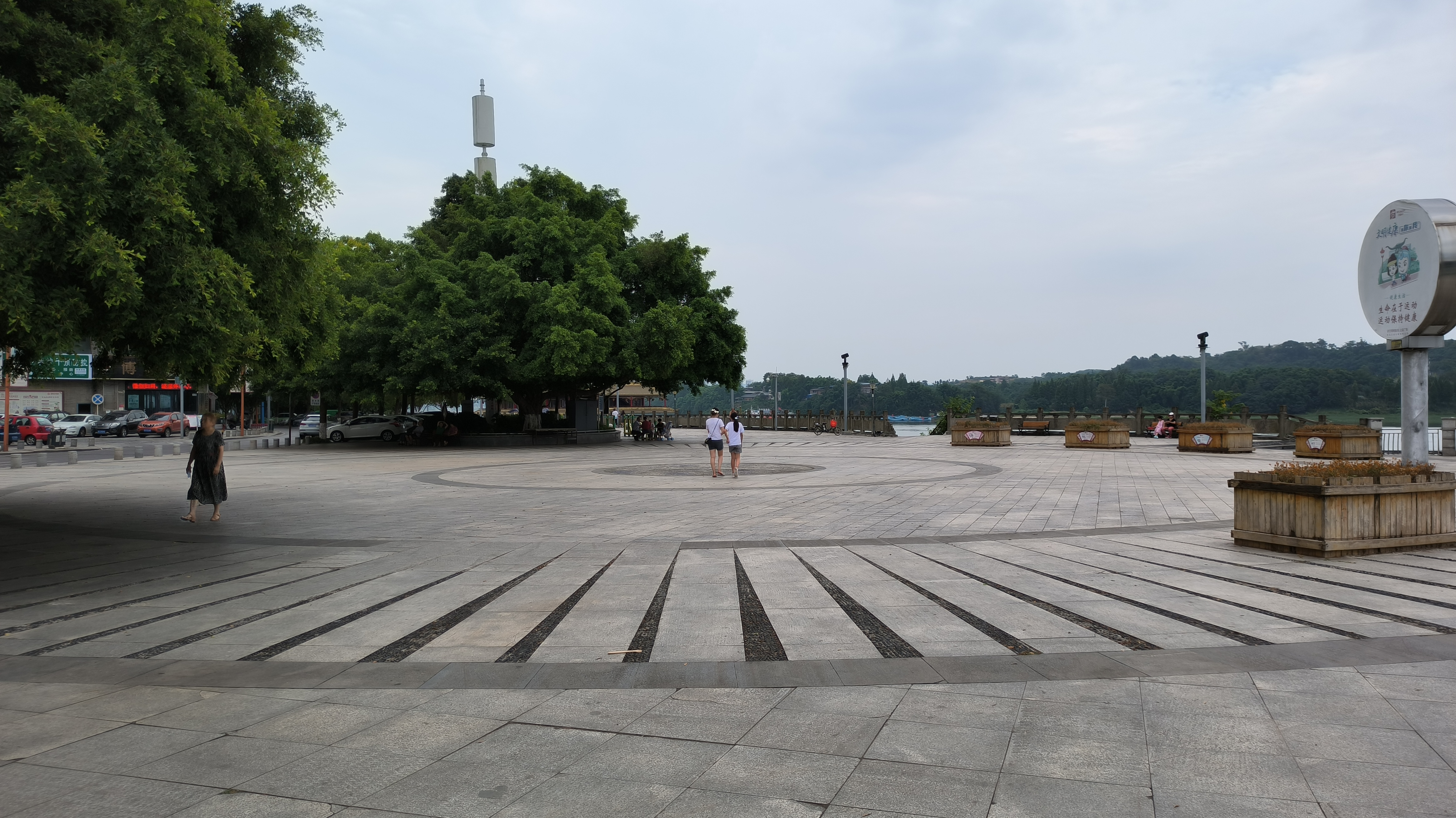
三江明珠广场

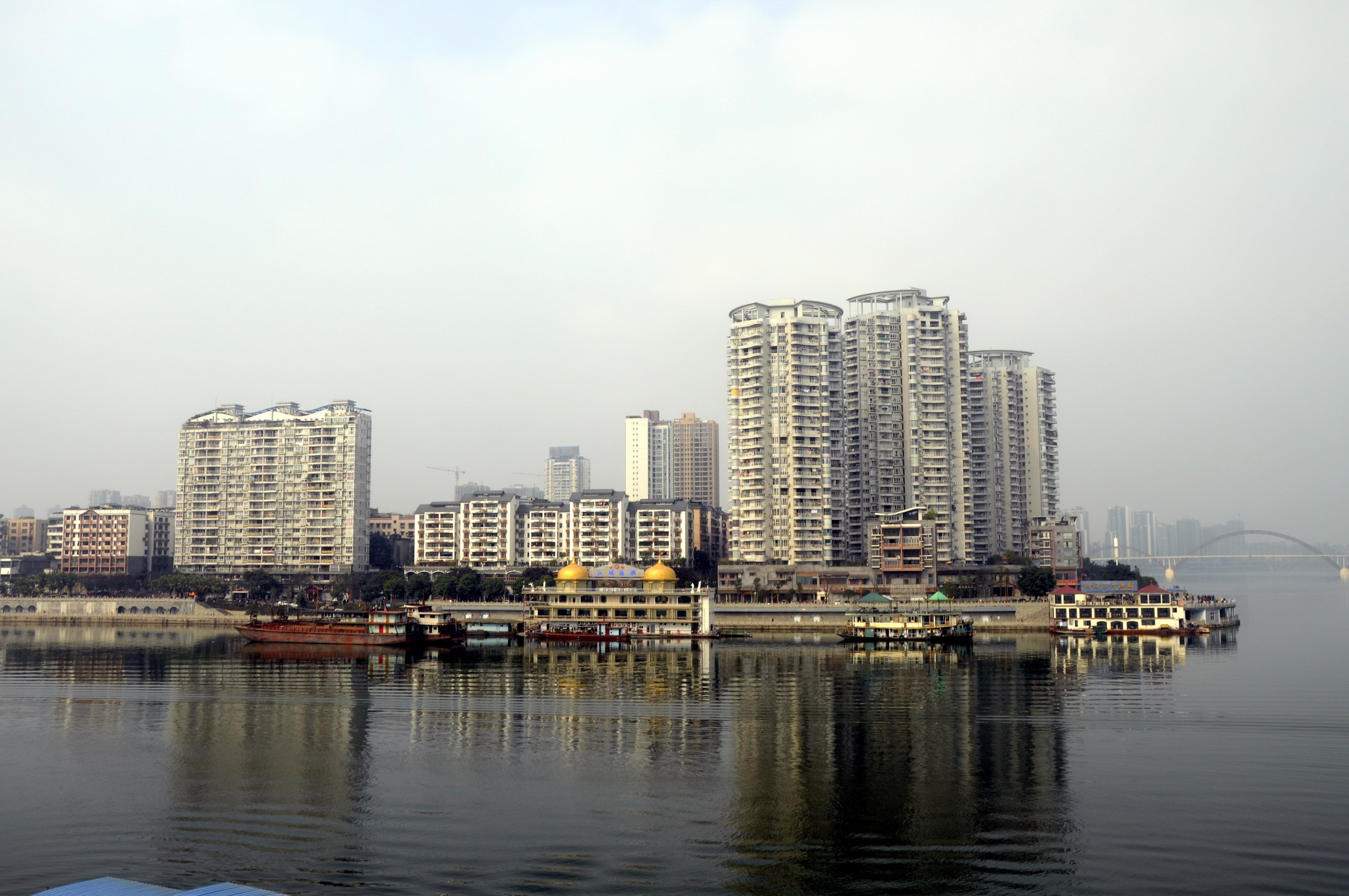
涪江入嘉陵江汇合口北侧的三江明珠广场（从南侧看）

三江明珠广场又名鸭嘴广场，位于钓鱼城街道涪江入嘉陵江汇合口北侧的鸭嘴码头处，衔接滨江公园的涪江段和嘉陵江段，占地面积约11000平方米，绿地面积5000平方米，广场被嘉滨路分隔，临江侧为大型挑台式观景平台，有不锈钢“三江明珠”雕塑位于广场中心，与文峰塔隔江相望，西侧为多功能活动空间，现时为停车场。广场内有高杆灯，下有健身设施，两侧有竹林和方亭，靠涪江一侧有人造塑石一尊，靠嘉陵江江一侧有刻有二龙戏珠及“紫苑·三江明珠赋”的石雕一处，广场及周边植有天竺桂、红叶李、碧桃、竹、栀子、十大功劳、佛顶珠等植物。

### 文峰塔公园
文峰塔公园又名一道溪公园、南屏滨江公园，位于南津街街道涪江入嘉陵江汇合口南侧的备战码头处，衔接滨江公园嘉陵江段和文峰古街，西起原盐业仓库，东至南屏嘉陵江大桥，占地面积0.9989平方千米，绿地面积63519平方米，水体面积7483平方千米，有停车位179个，是合川区市民修身主题公园，2010年合川进行老城改造，文峰塔片区拆除后兴建了文峰古街和文峰塔公园，公园于2011年6月30日开放。
公园着重于文化、绿色和古建筑，园中重建复原了合川唐宋古建筑凌霄阁、清华楼、荔枝阁、岁寒亭、濂溪祠5座古建筑，并保留了一个民国的晒网沱盐仓，有人工湖、瀑布、叠泉、喷泉等水体景观和围棋广场、廊架、曲桥、塑石、汀步等艺术小品。园内植有黄葛树、银杏、桂花、垂柳、樱花等各种树木2500余株，辅以乔、灌、草搭配，2016和2017年，园内举办了菊花赏活动。

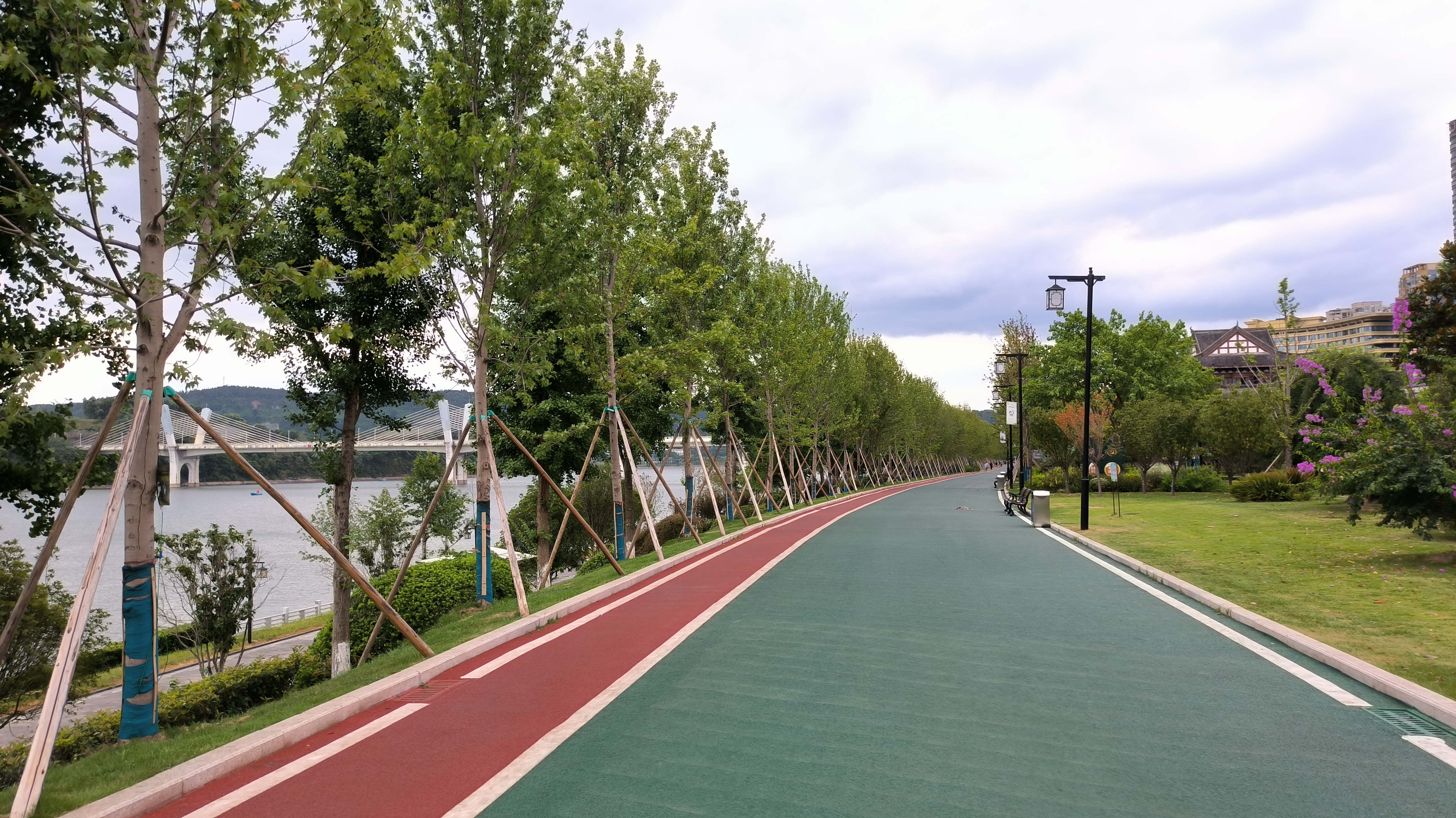
文峰塔公园临江步道（景观优化后）

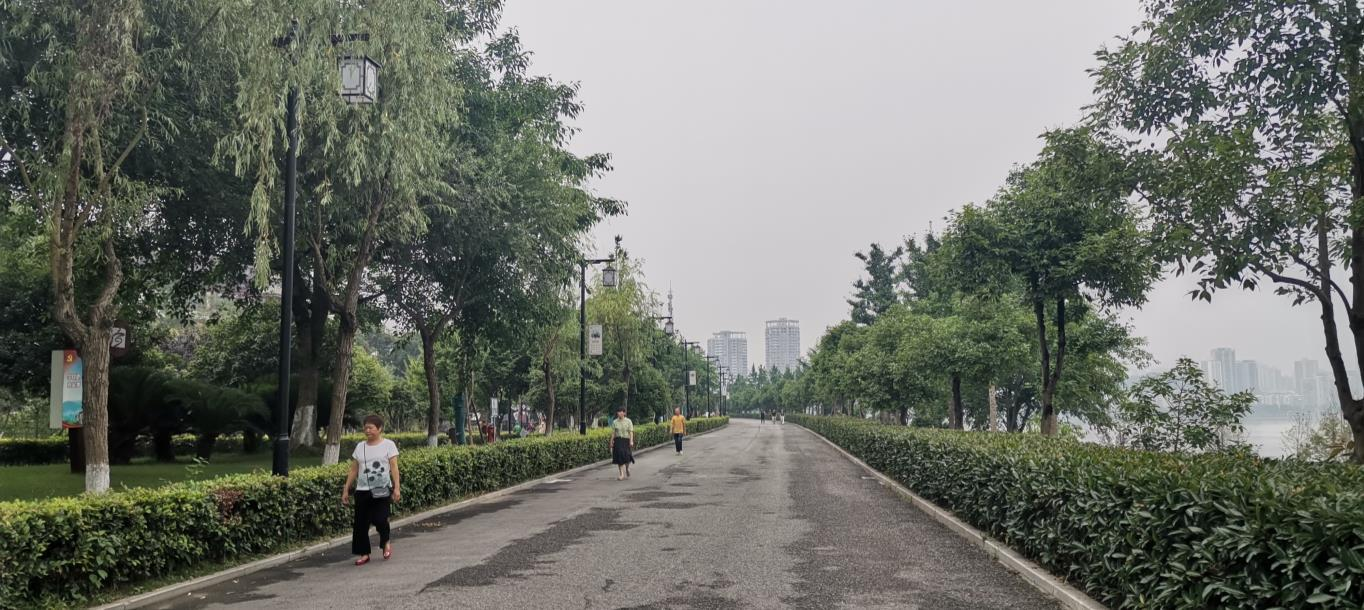
文峰塔公园临江步道（景观优化前）

2021年，文峰塔公园纳入合川区坡坎崖绿化项目，现时已完成优化。

2022年，合川区在文峰塔公园人工湖置入8块绿色浮床，进行紫色、黄色、绿色三种彩色水稻试种，共8000钵，覆盖面积约500平方米。

文峰塔公园
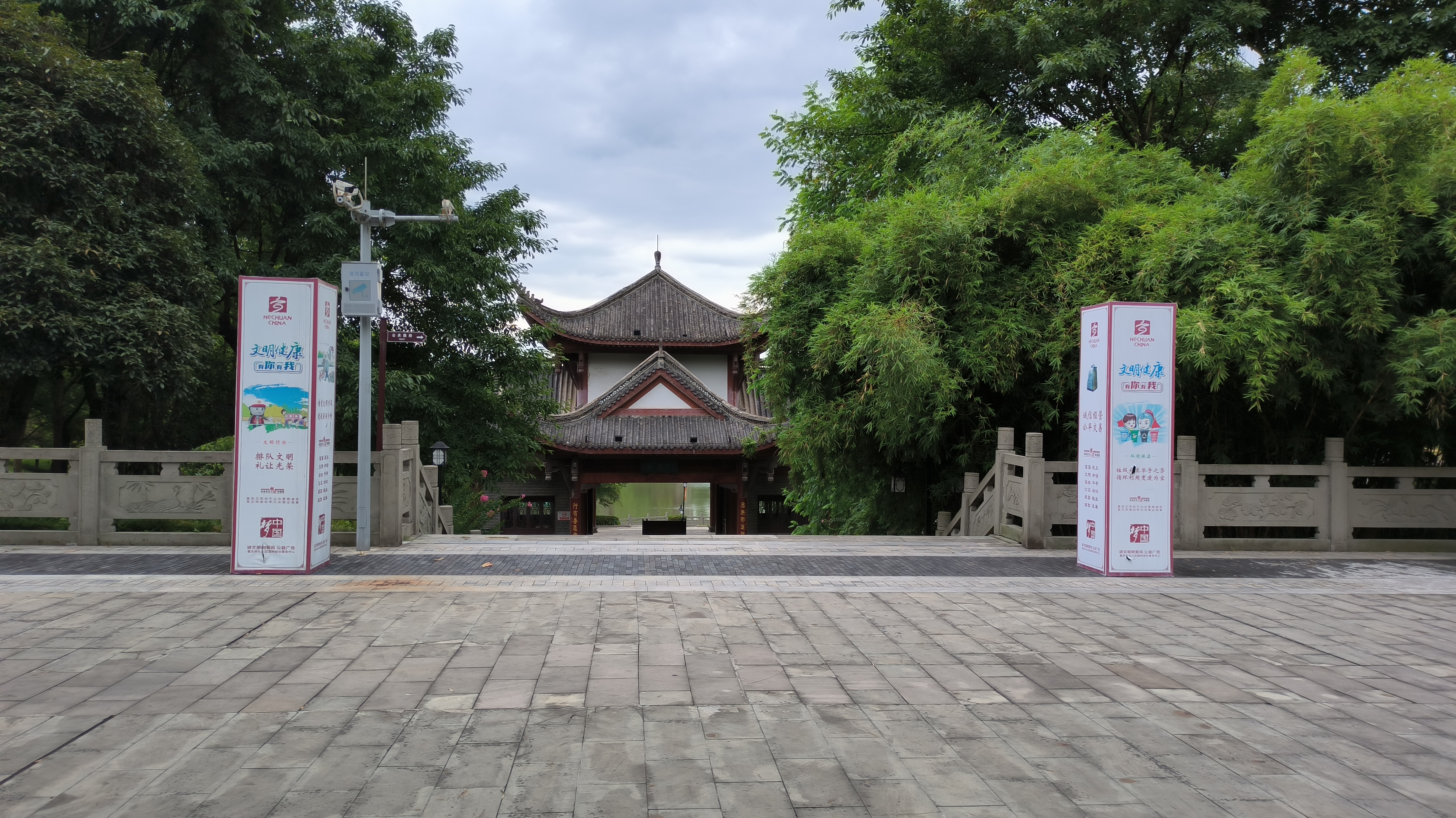
西南入口和濂溪祠
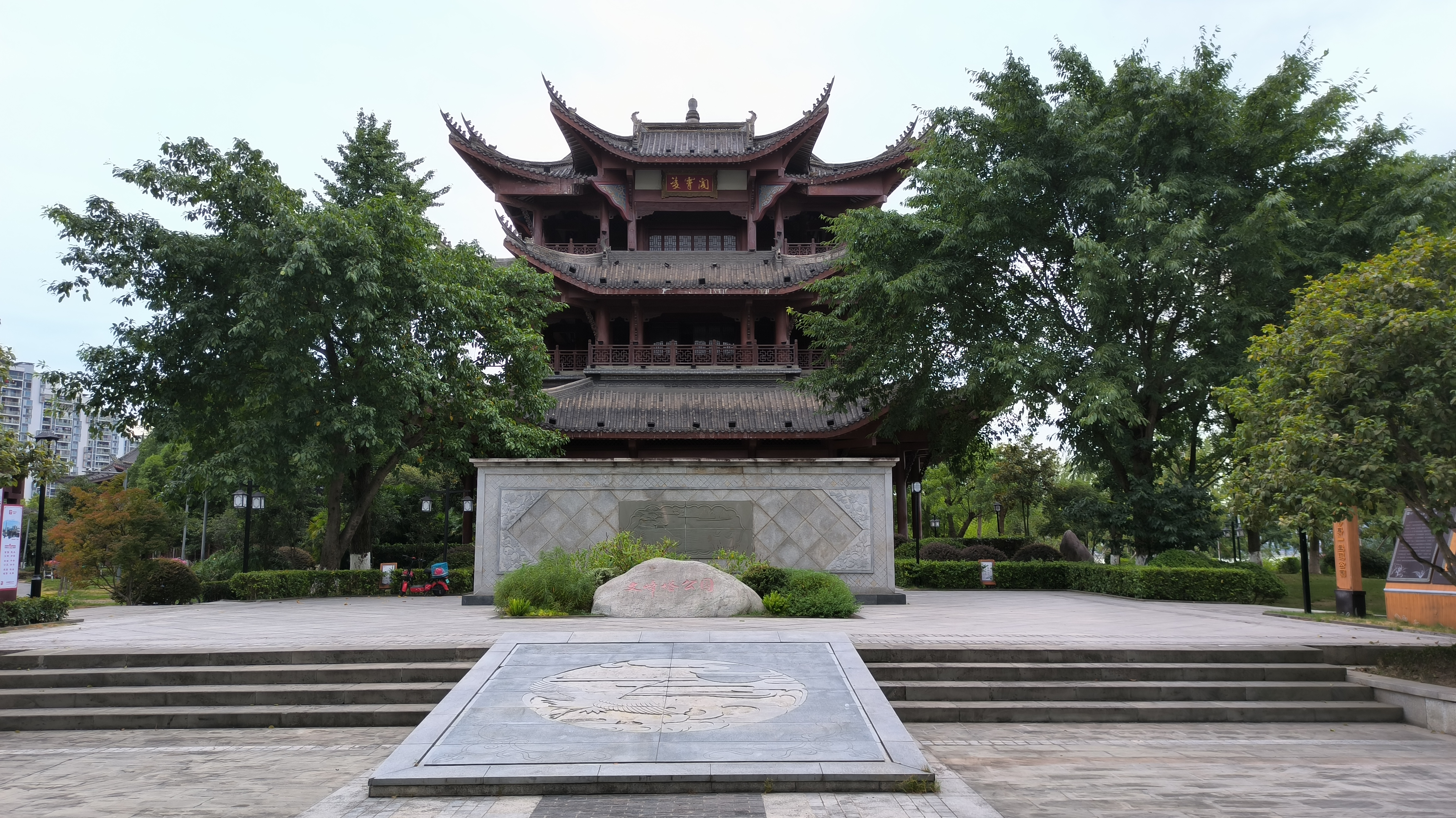
东南入口和凌霄阁
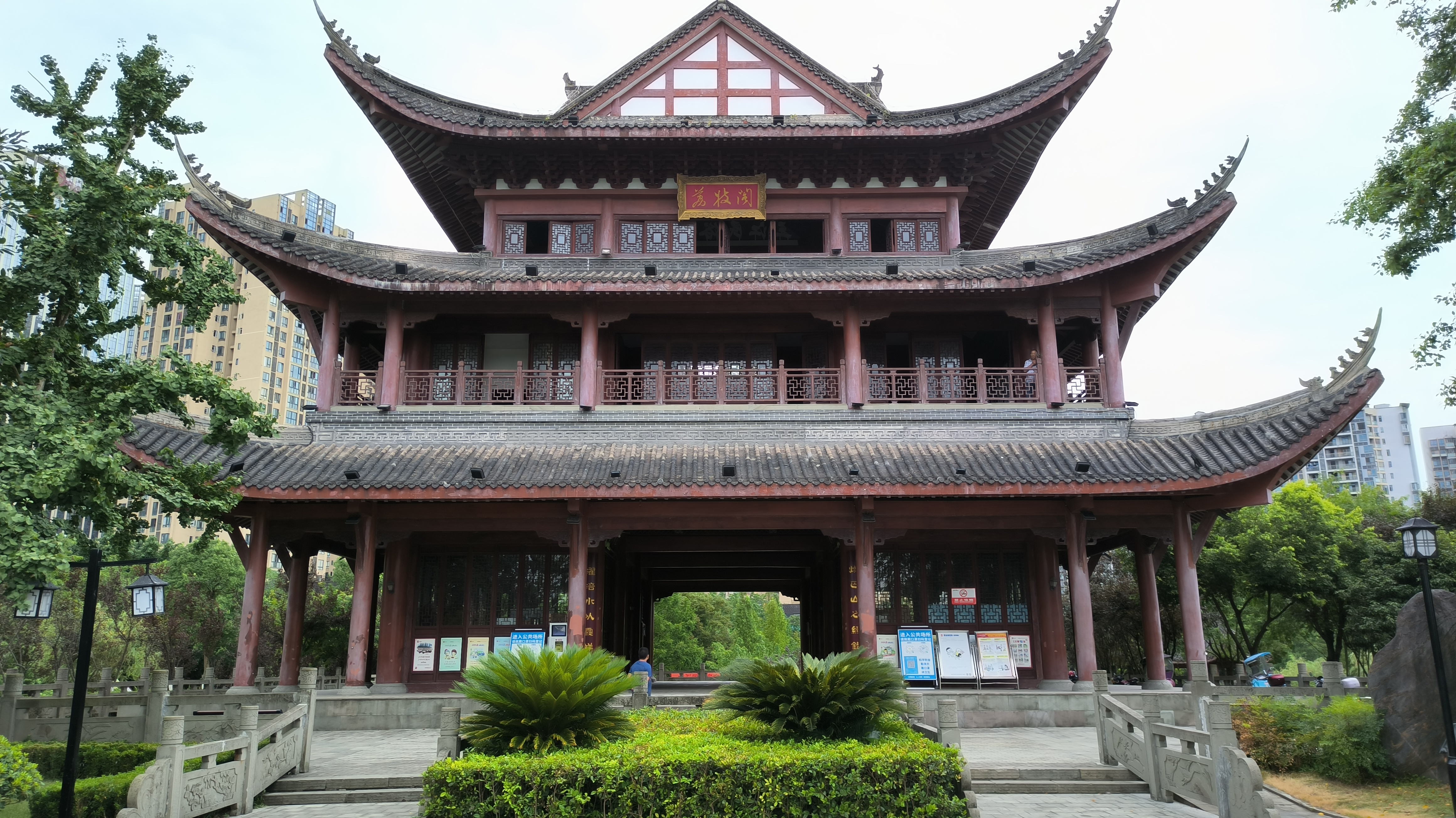
荔枝阁
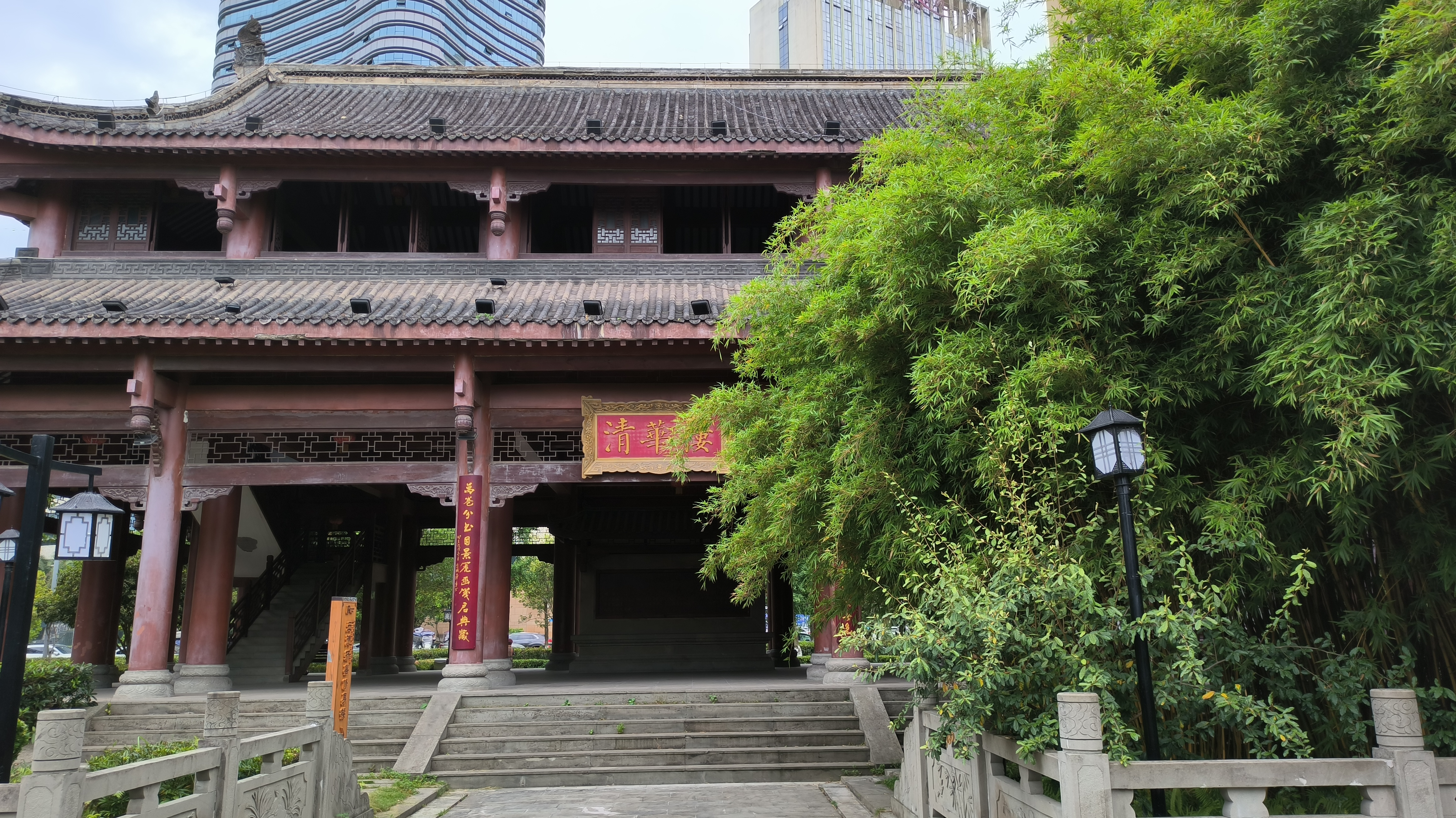
清华楼
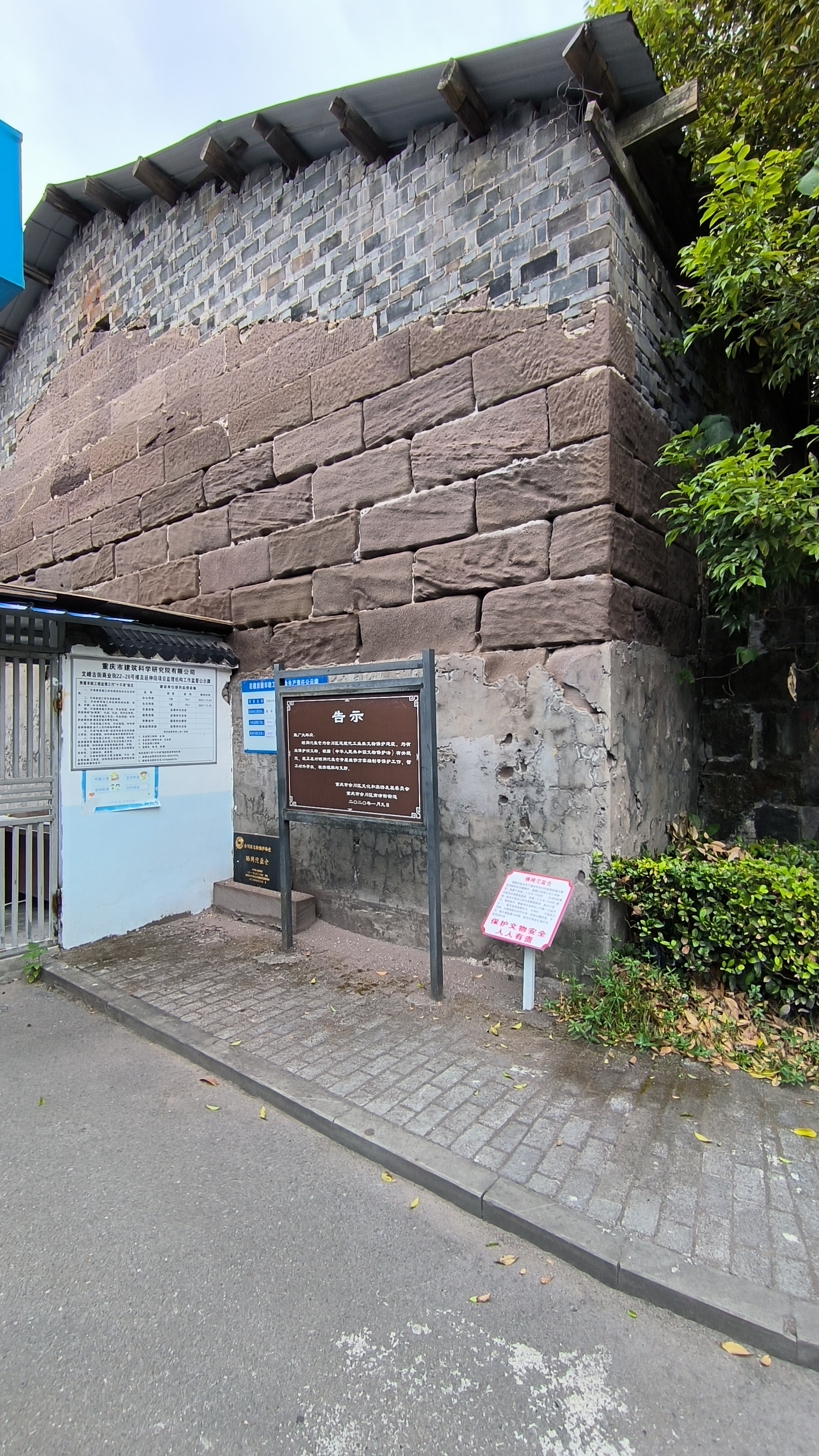
晒网沱盐仓
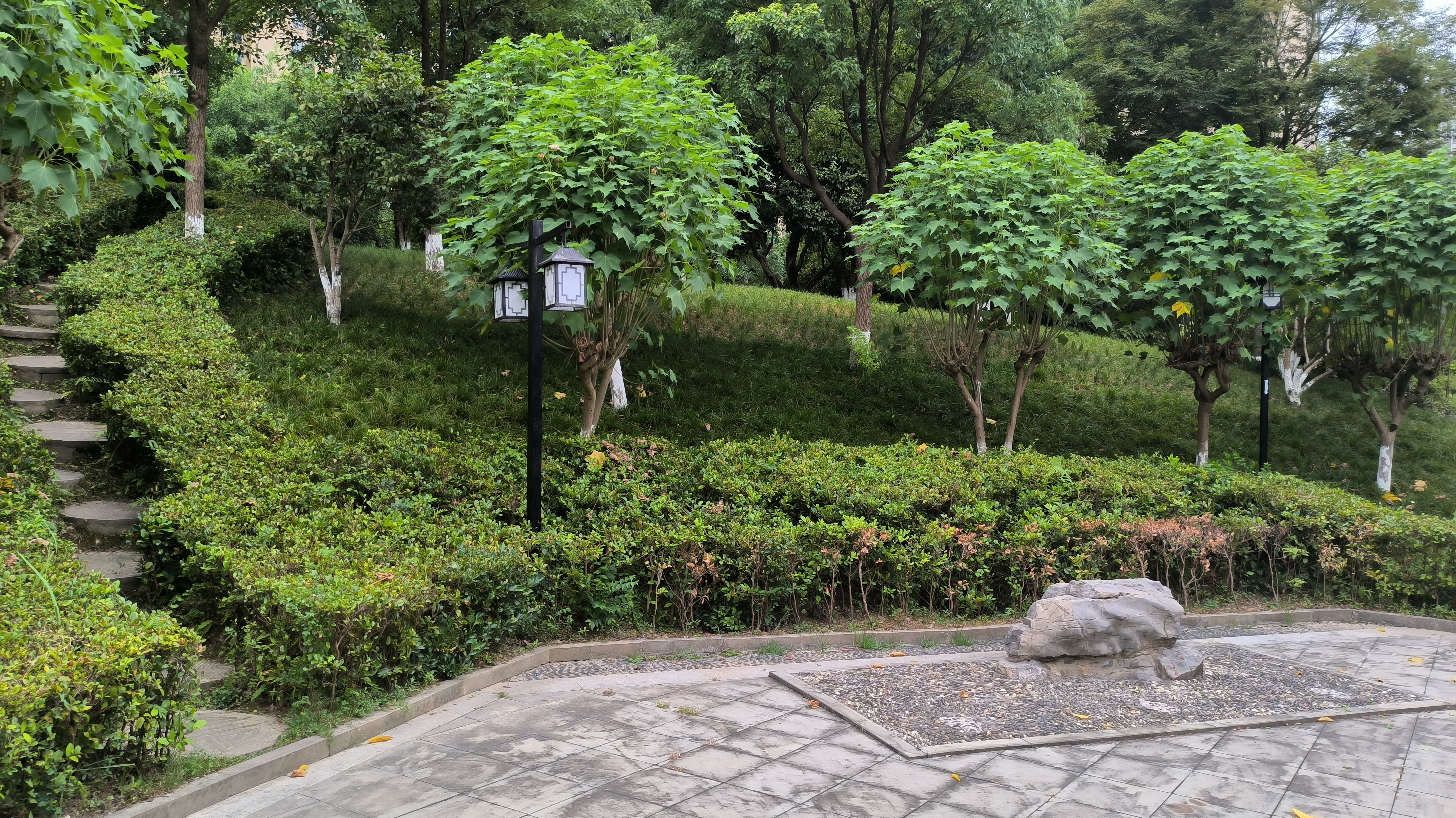
爱莲广场
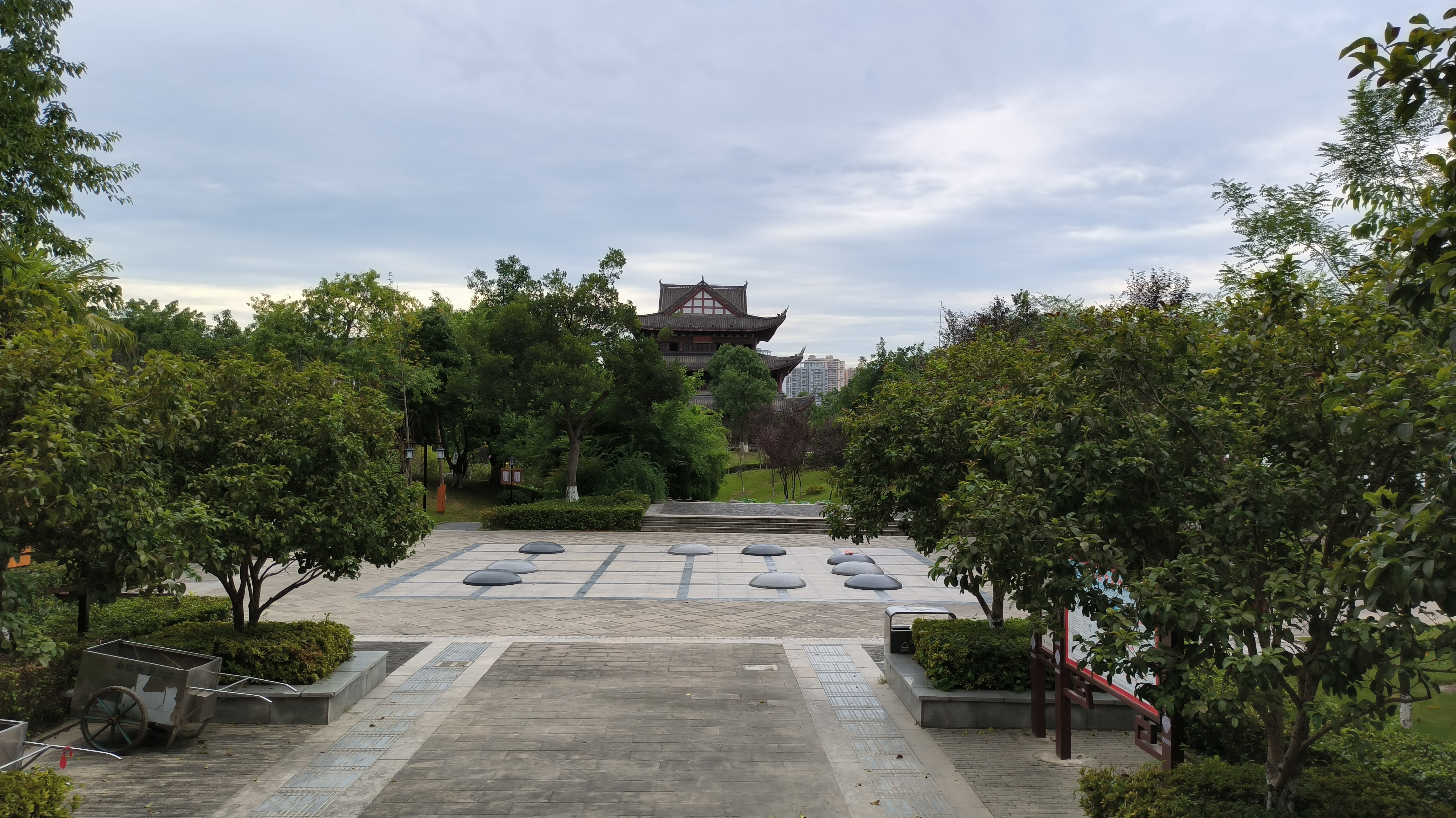
围棋广场
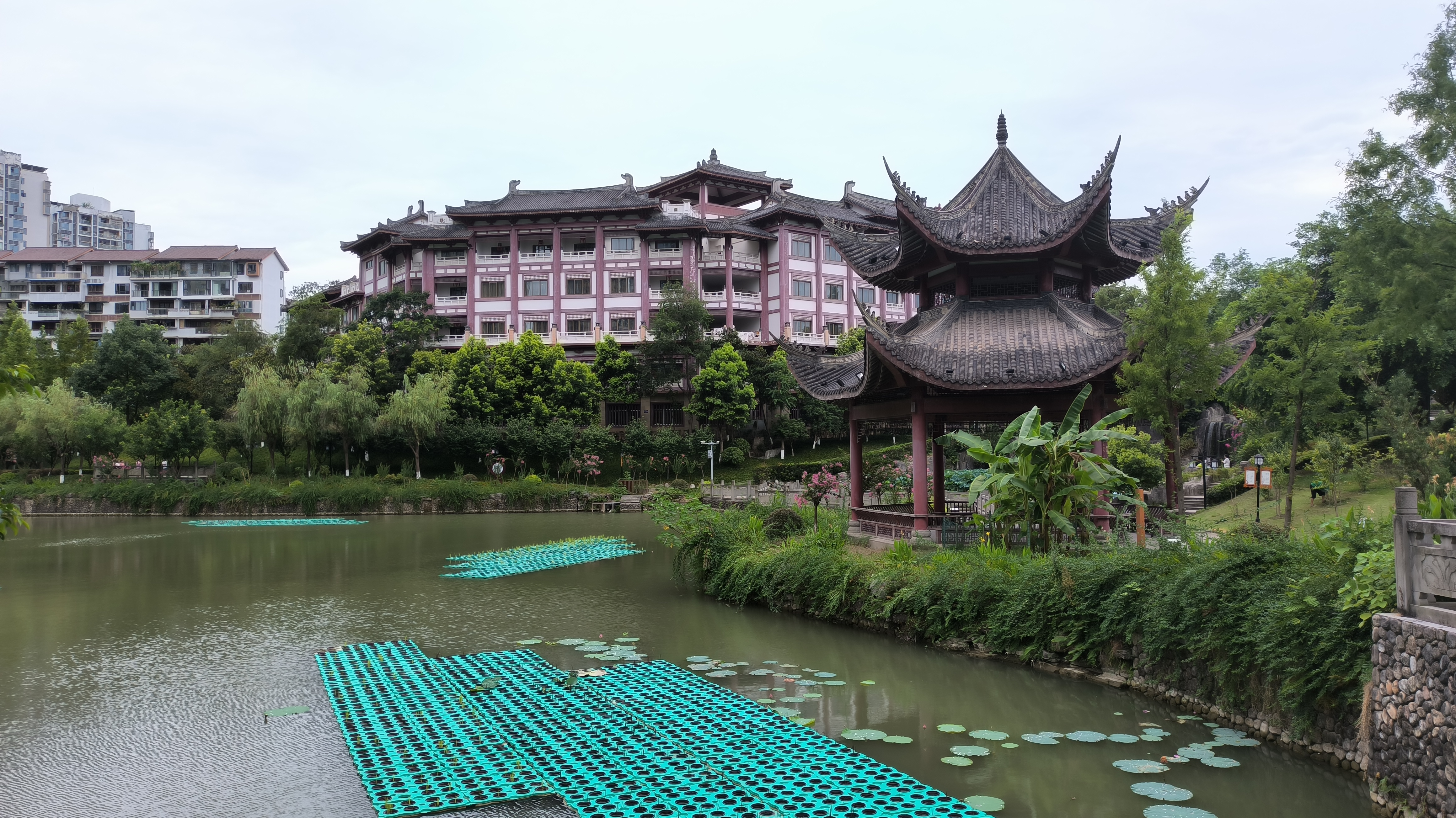
人工湖和彩色水稻试种浮床，湖边为岁寒亭

## 嘉陵江段

### 右岸

#### 东津沱滨江公园
东津沱滨江公园位于南津街街道文峰塔公园以东地带，东至东至重棉四厂，全长2.32千米，最宽达244米，占地面积0.332170平方公里。公园分东、西两段，西半段占地面积约0.17平方公里，设计风格为现代+新欧式，2015年，东津沱滨江公园项目前期拆迁、招商、招标等工作全部完成，公园则于2016年10月开放；东半段占地面积约0.118平方公里，设计风格为新古典主义+近现代建筑风格，于2020年7月10日开放。

公园以“城市客厅、市民中心”为设计主题，以贯穿东西的观江文化休闲步道长廊为主线，串联了观江挑空平台、露天水秀演出剧场、美术馆、野花草甸、疏林草坡、儿童休闲区、体育活动区、沿江休闲湿地和栈道、城市茶室、小码头船坞等主要景观元素，园内设置有涪滨时光商业街（又名拾光天街）、三江游集散中心等设施。

东津沱滨江公园
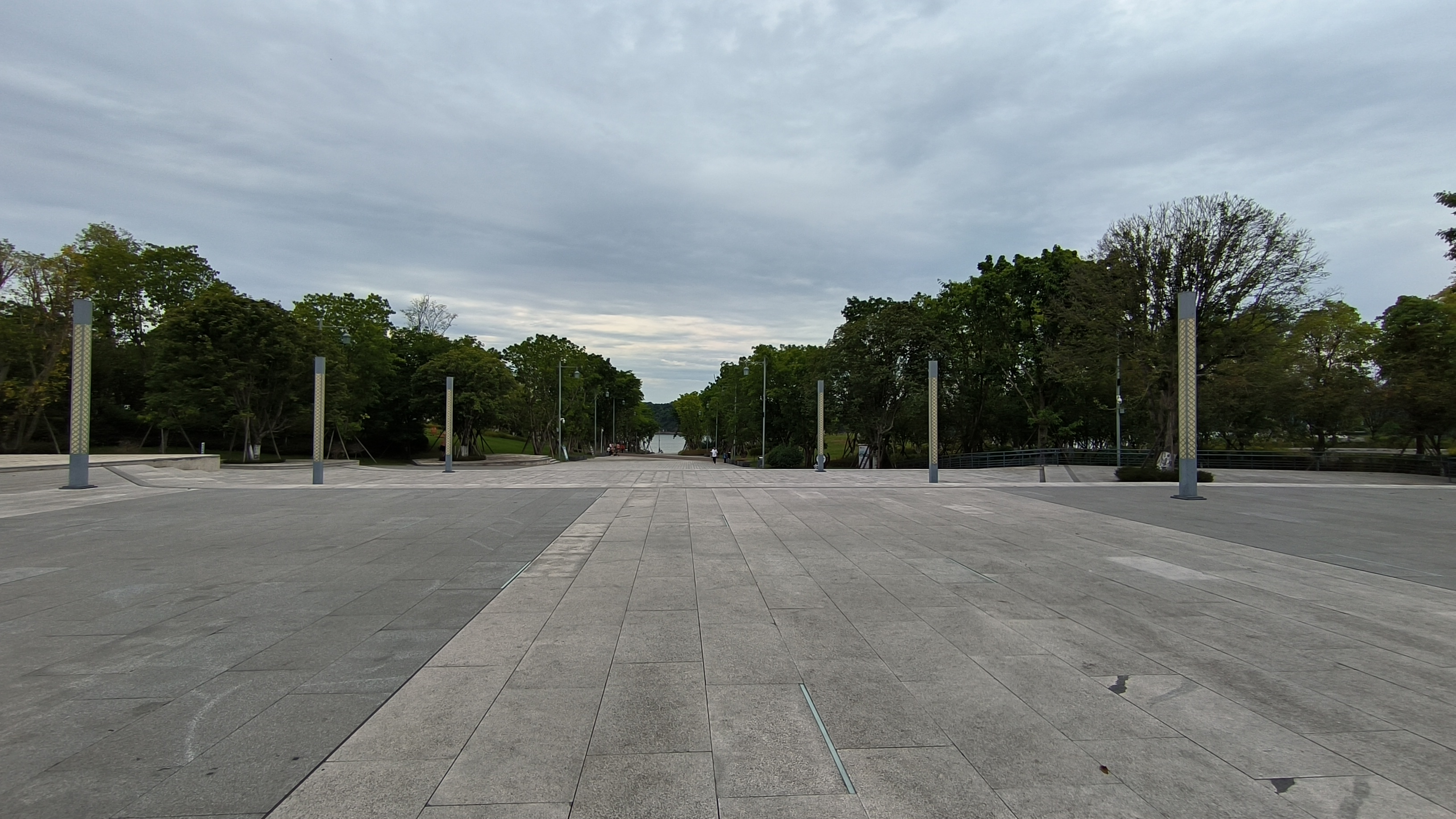
公园广场
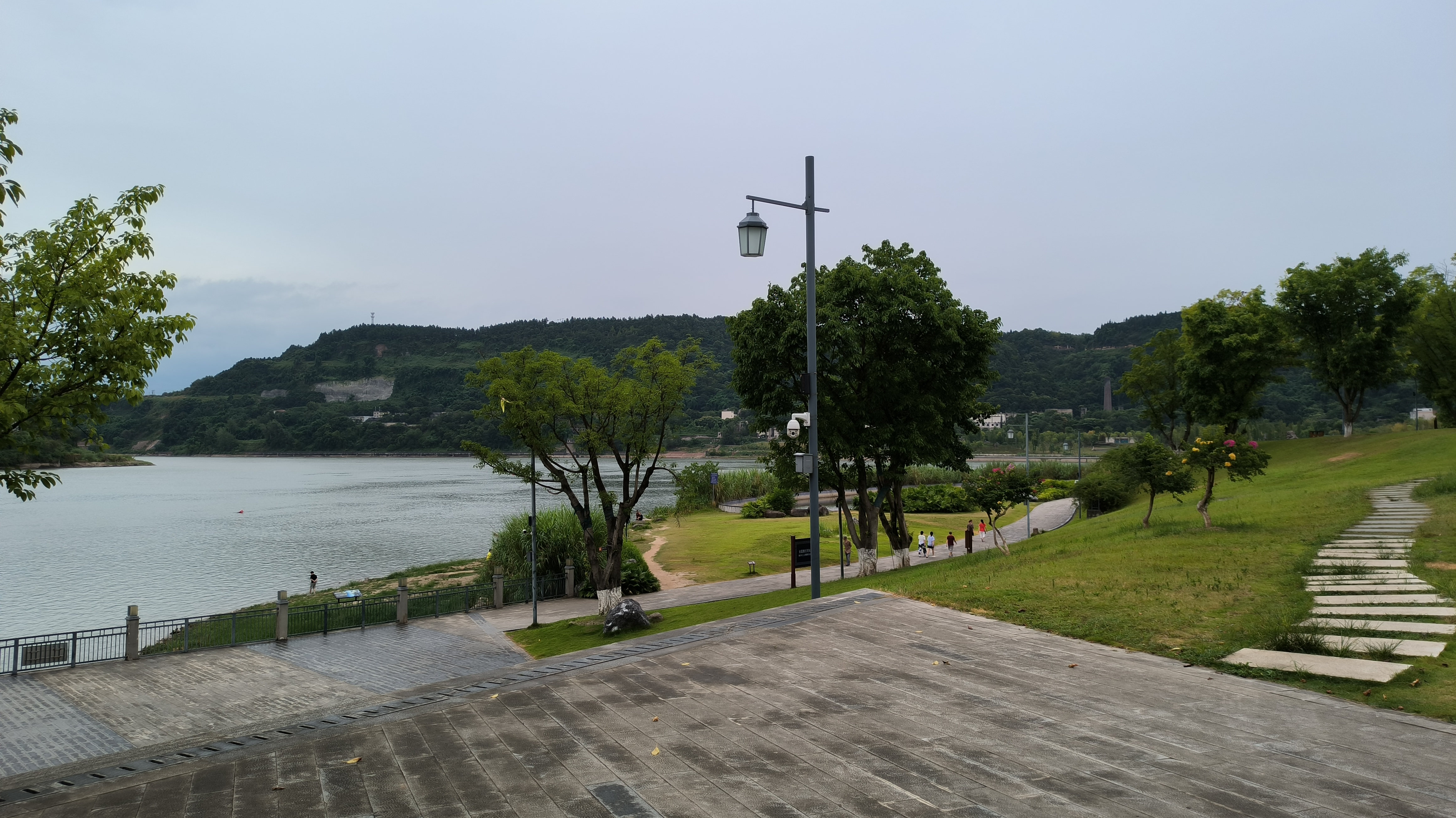
步道
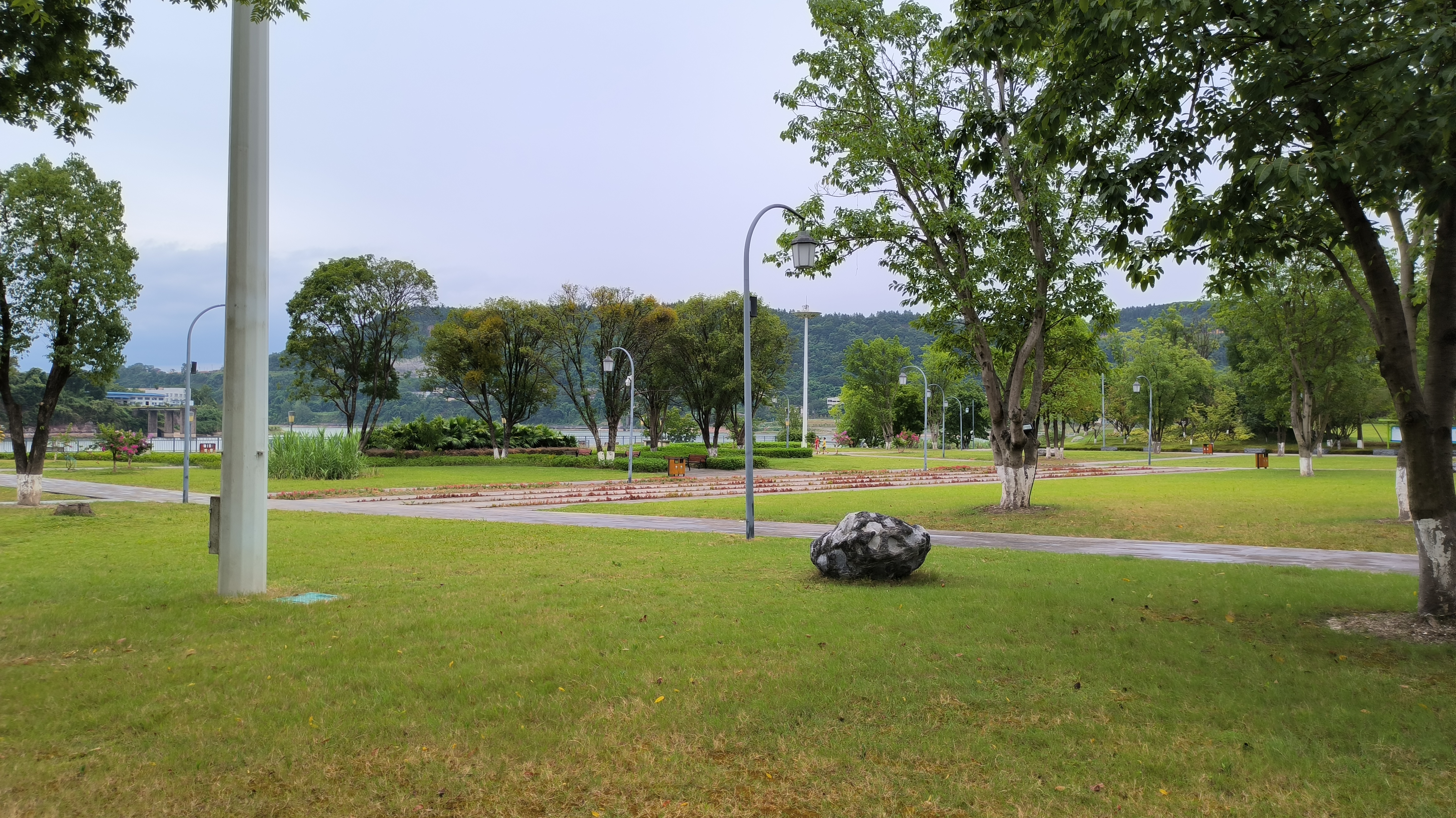
野花草甸
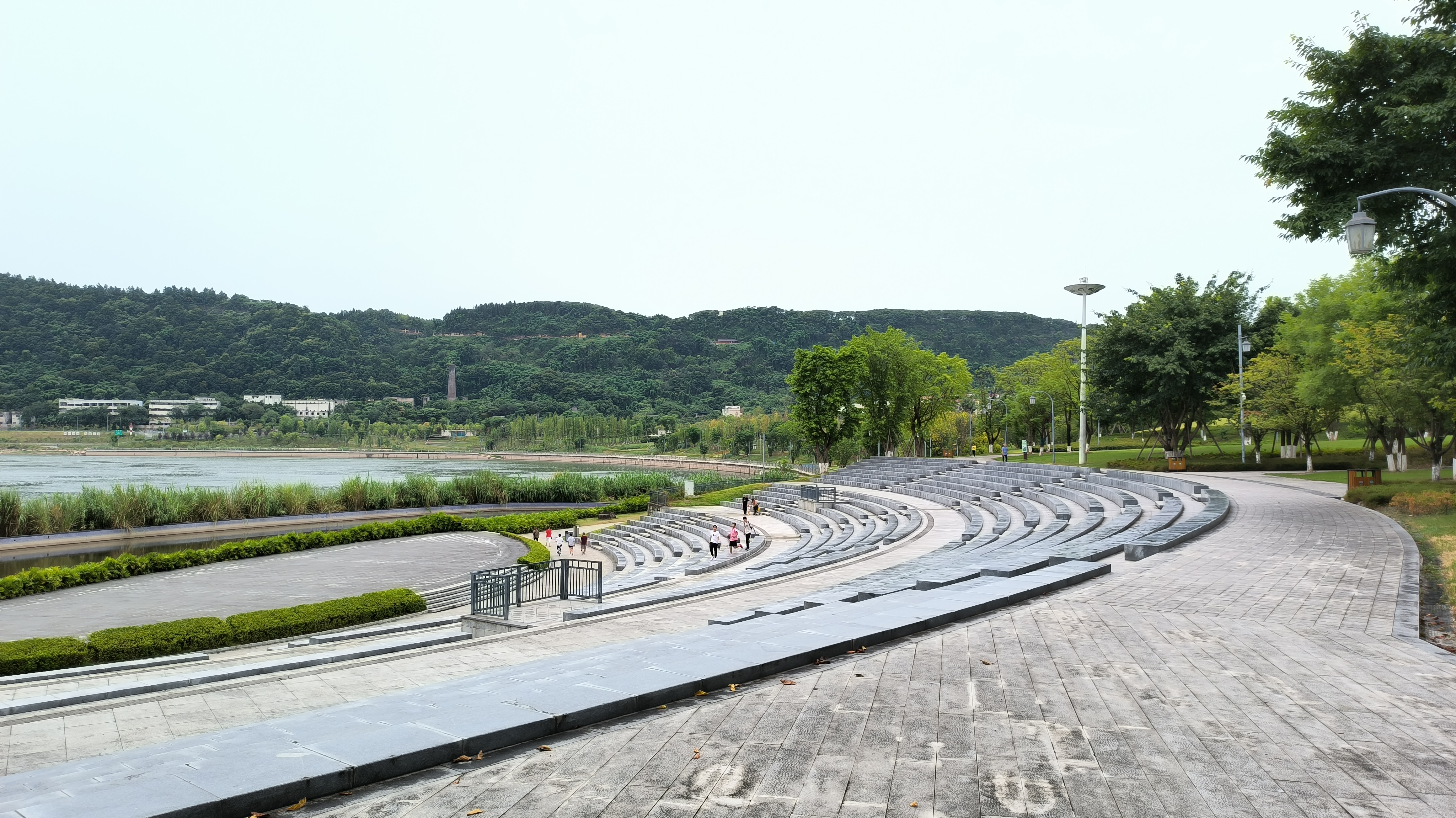
露天水秀演出剧场
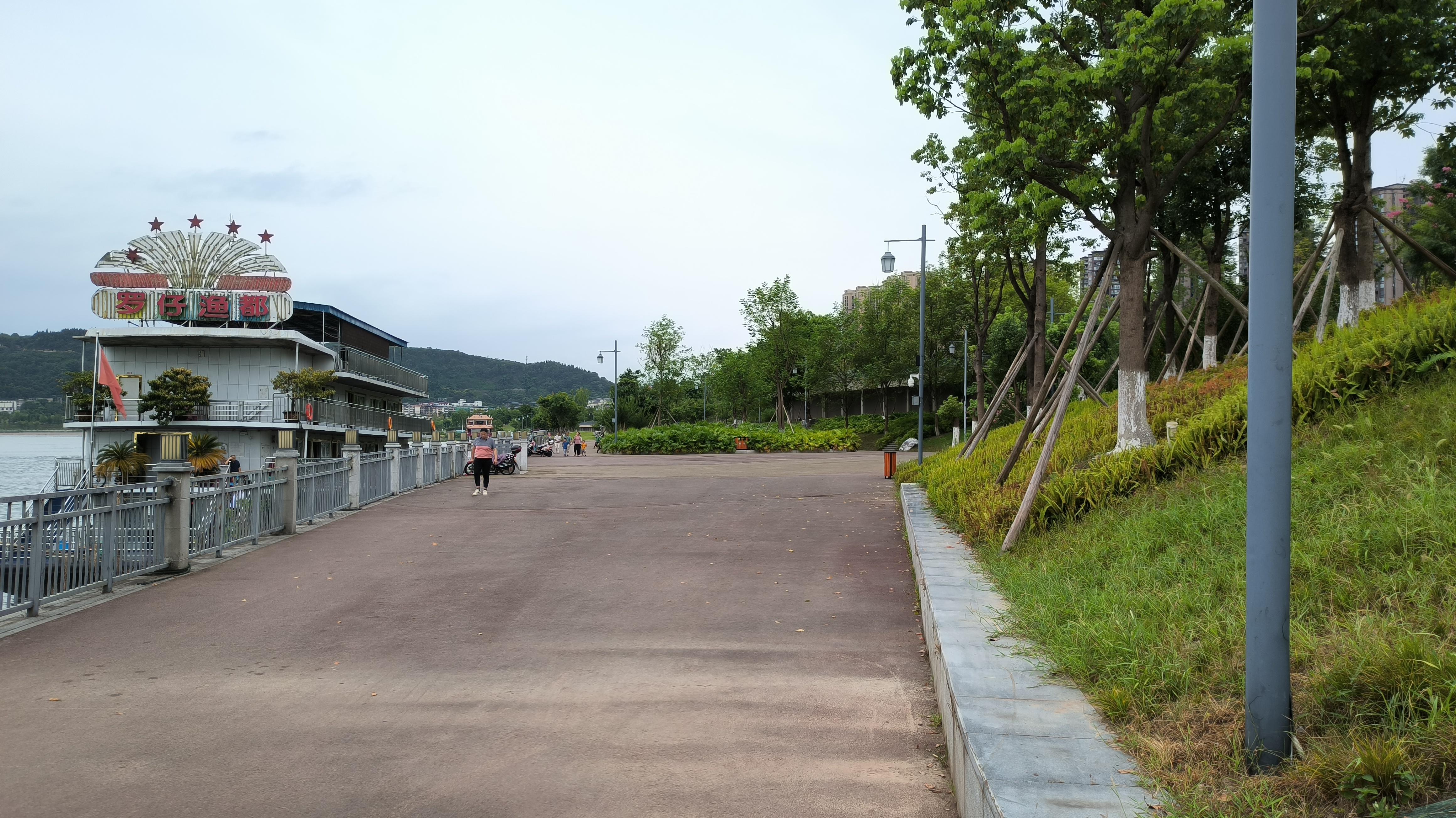
趸船区

##### 合川美术馆新馆
合川美术馆新馆即合川美术馆钓鱼城诗书画院，位于东津沱滨江公园西半段主入口处，是一栋两层高不规则银白色建筑，总建筑面积2300余平方米，采用网格钢结构，建筑外形体取意于合川的“合”字，屋内有玻璃墙可观江景，屋顶设有观景平台，于2017年8月开始建设，2020年9月27日预开放，10月30日正式开放。

合川美术馆新馆（合川美术馆钓鱼城诗书画院）
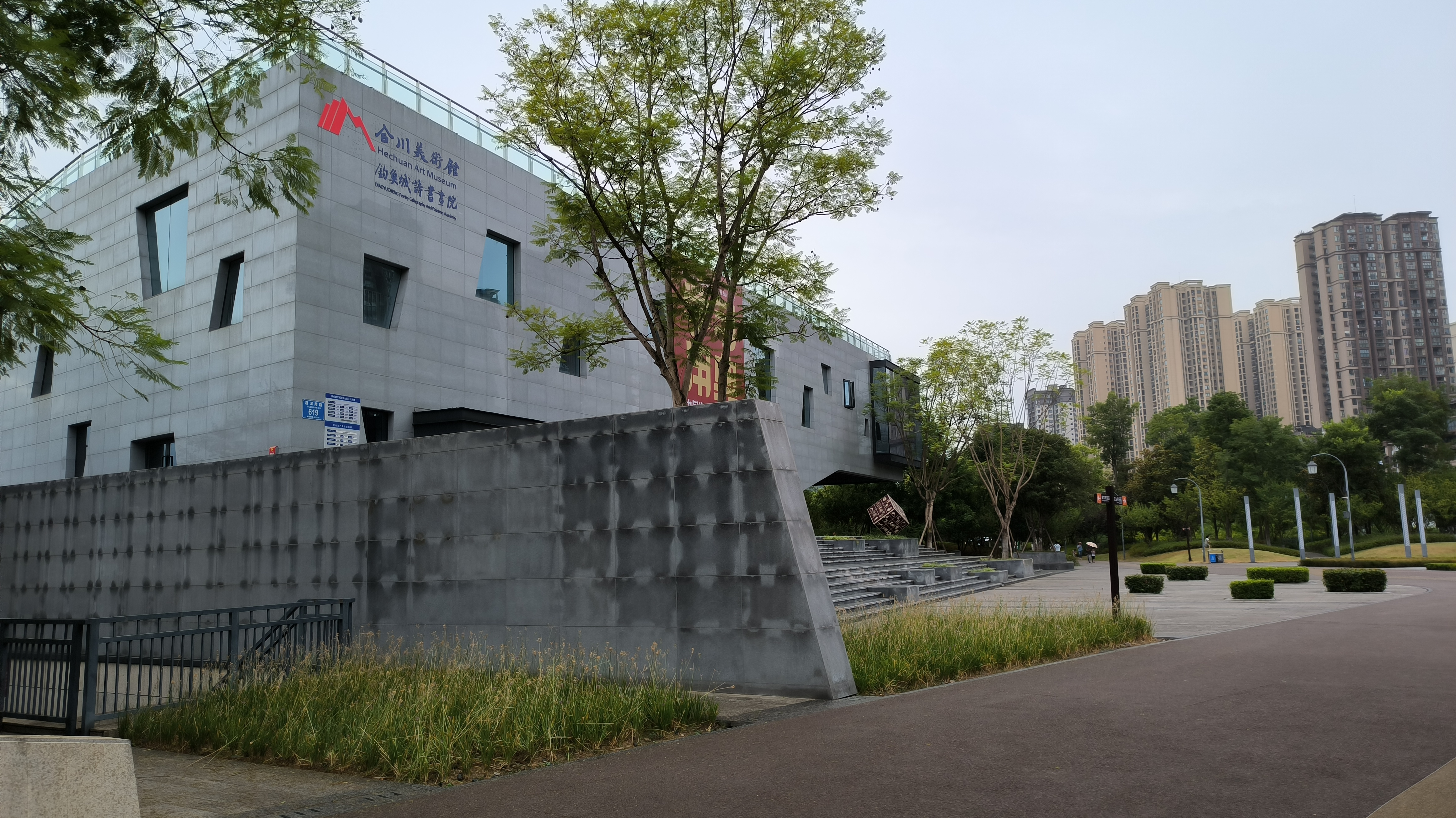
合川美术馆新馆北侧外观
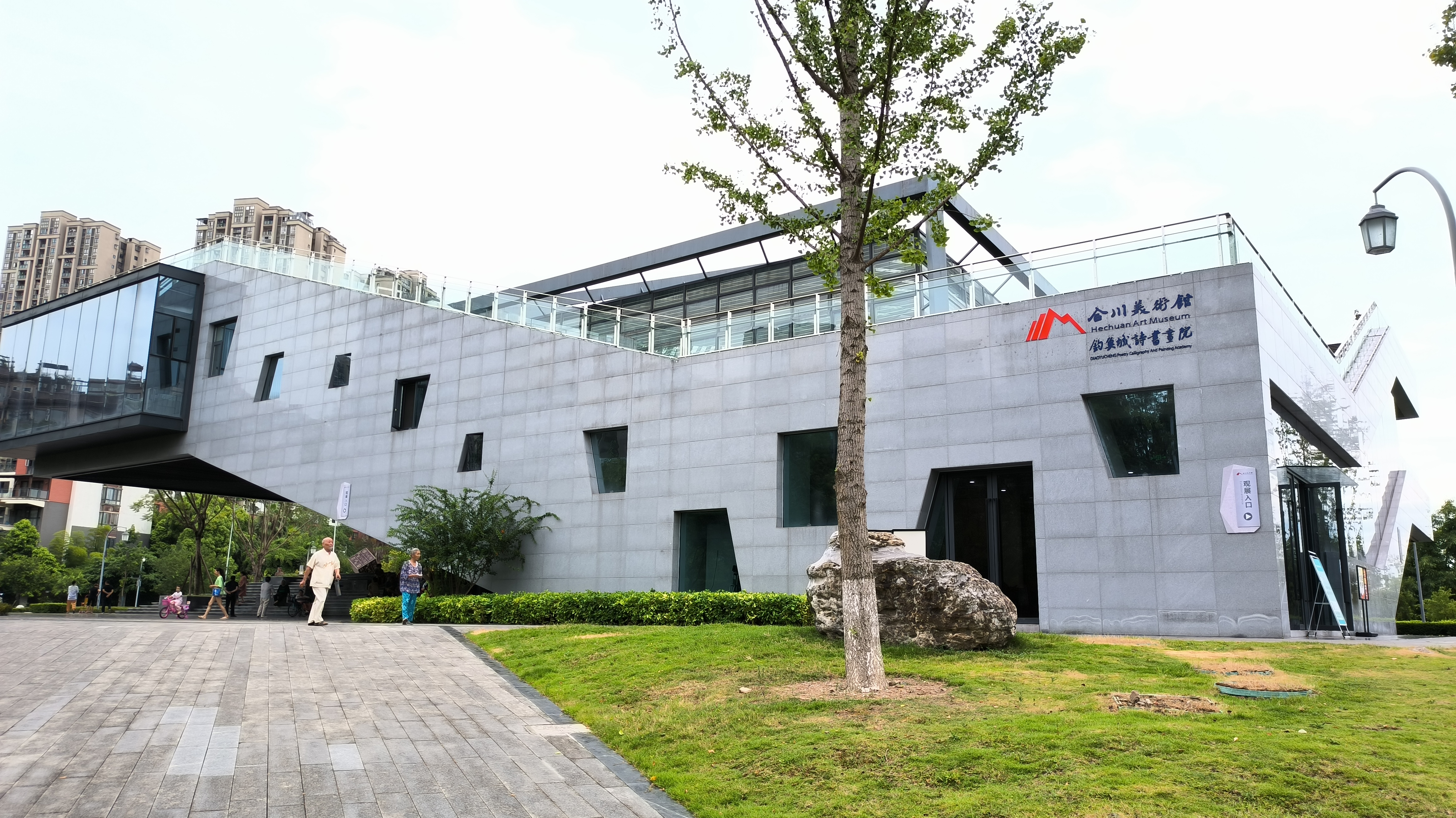
合川美术馆新馆东侧外观
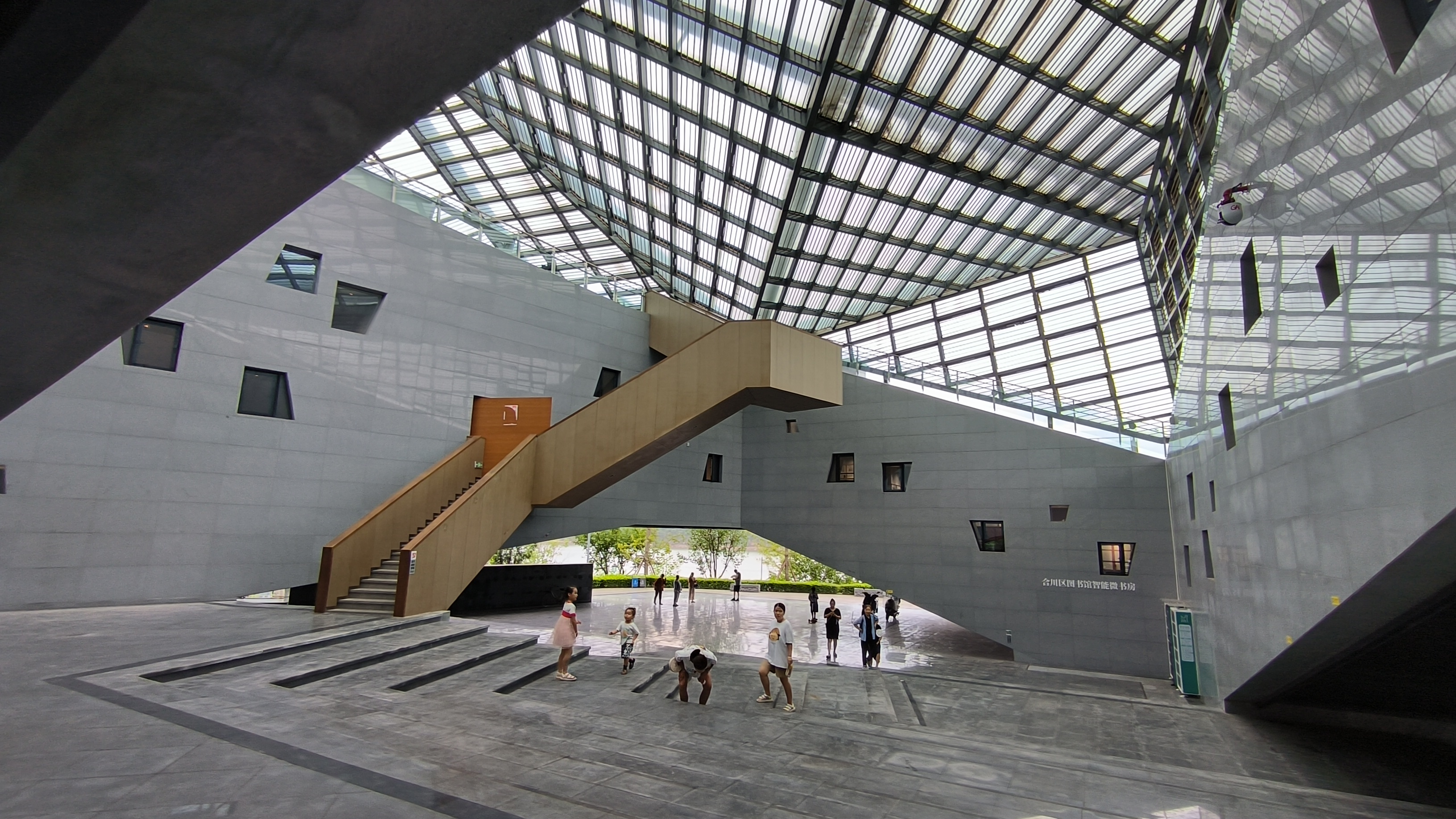
合川美术馆新馆镂空公共大堂

#### 嘉滨公园段

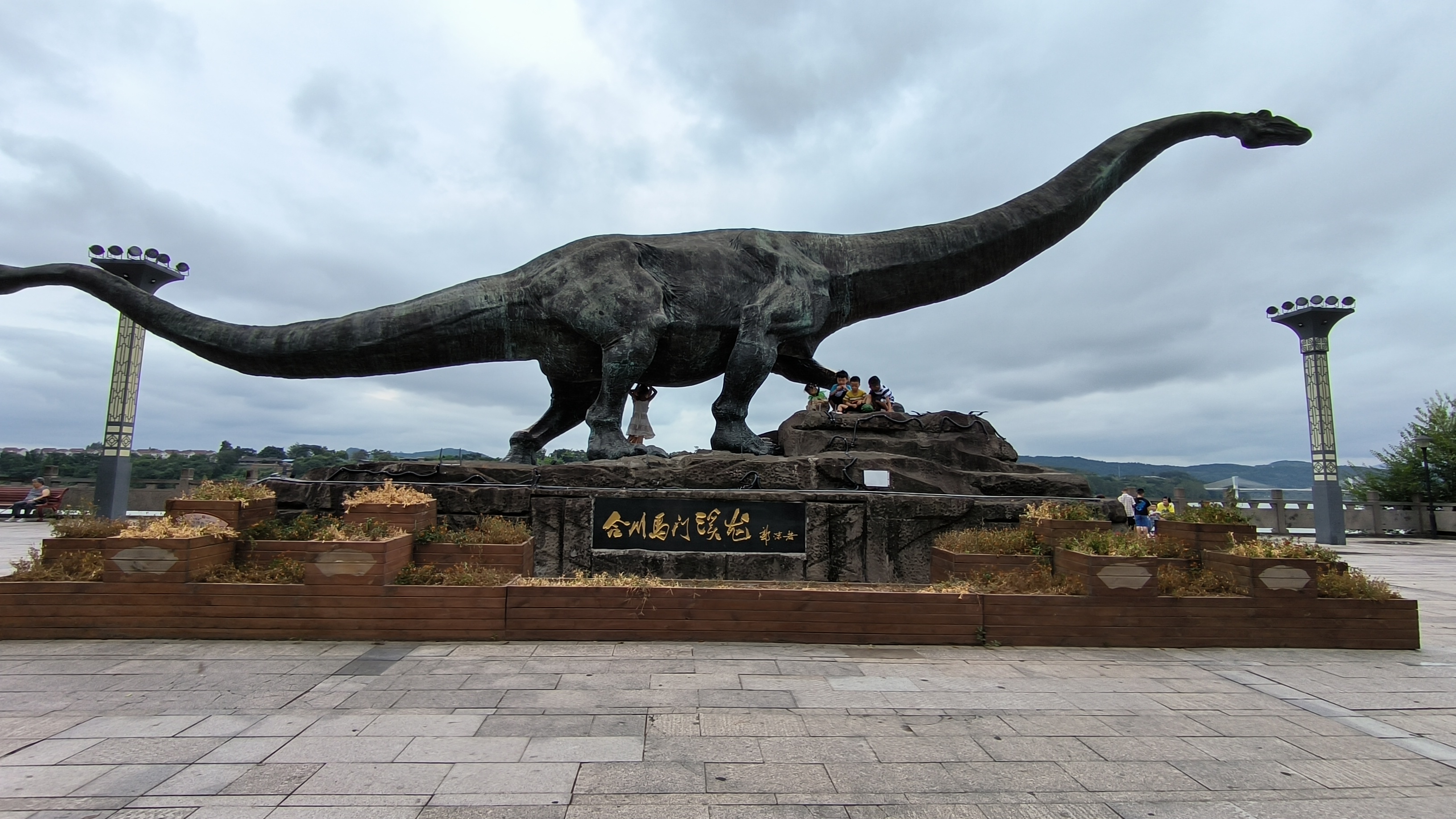
马门溪恐龙雕塑

涪滨公园段位于钓鱼城街道嘉滨路以东、嘉陵江以西的滨江地带，南起鸭嘴码头三江明珠广场，北至嘉陵江取水塔附近，全长1640米，平均宽40米，占地面积约65600平方米，包含绿地约15800平方米。2000年嘉陵江示范堤防基础工程完工后，斜坡护岸采取块石封砌，进行了简单绿化，2003年嘉滨公园开始建设，于2004年1月开放。
公园设计由北向南为“江源”“江魂”“江颂”三个主题景区。“江魂”景区位于南端，以马门溪恐龙雕塑为核心集中布置古钓鱼城缩影、龙舟竞渡、展望未来三处石壁浮雕，并布置挑台式观景平台、休闲廊、景石、雕塑、水文水位标识塔等艺术小品；“江颂”景区位于中段，以一个塔基正方形、玻璃屋顶、底层嵌入江岸堡坎金字塔为核心景点，并设置了挑台式观景平台、景石、景墙等艺术小品和健身设施；“江源”景区则从取水塔向南延伸，设置了林道和健身设施。

2013年8月受洪灾影响，嘉滨公园启动景观修复改造工程，于当年12月底完工。

嘉滨公园段
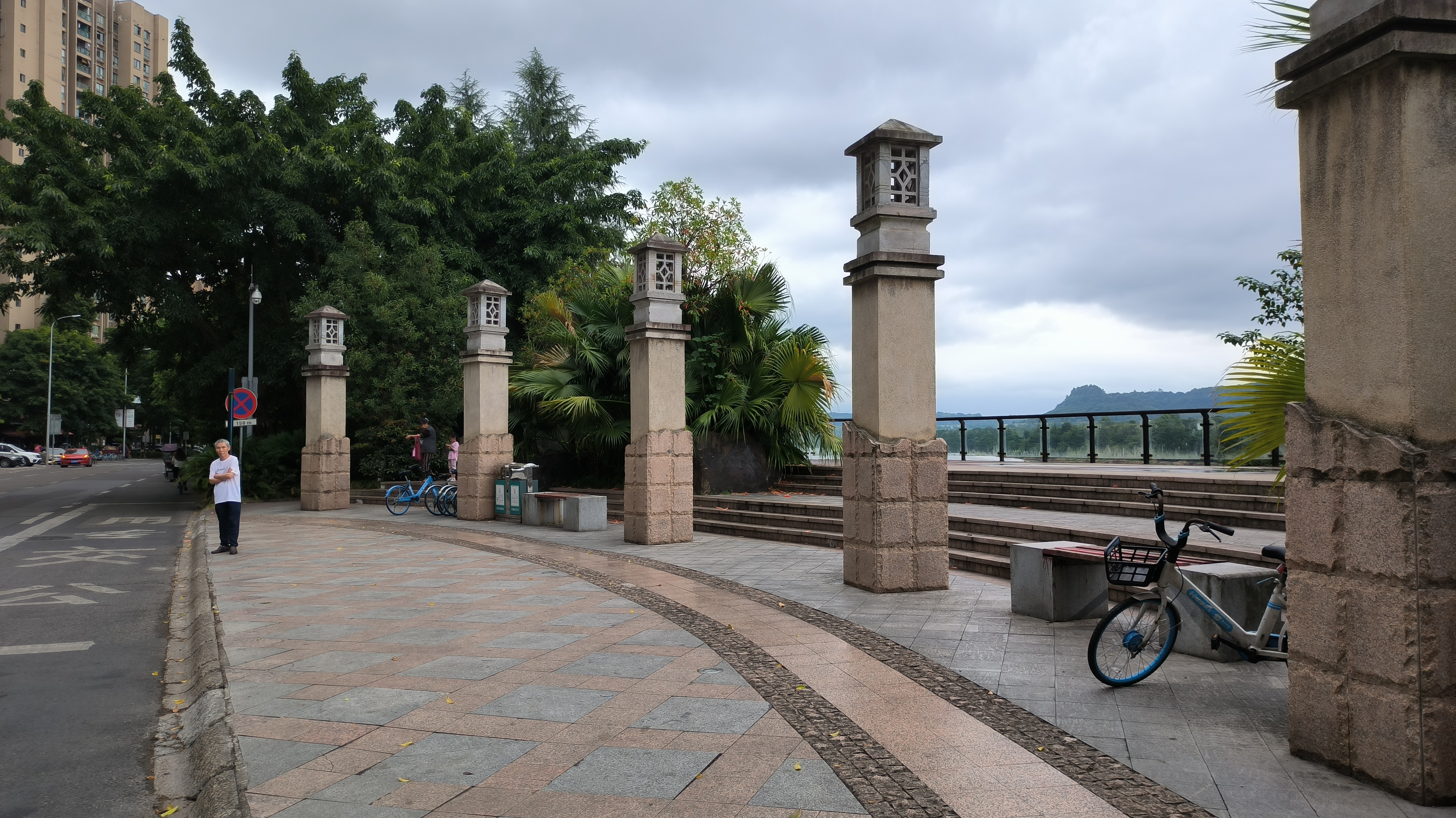
江源景区
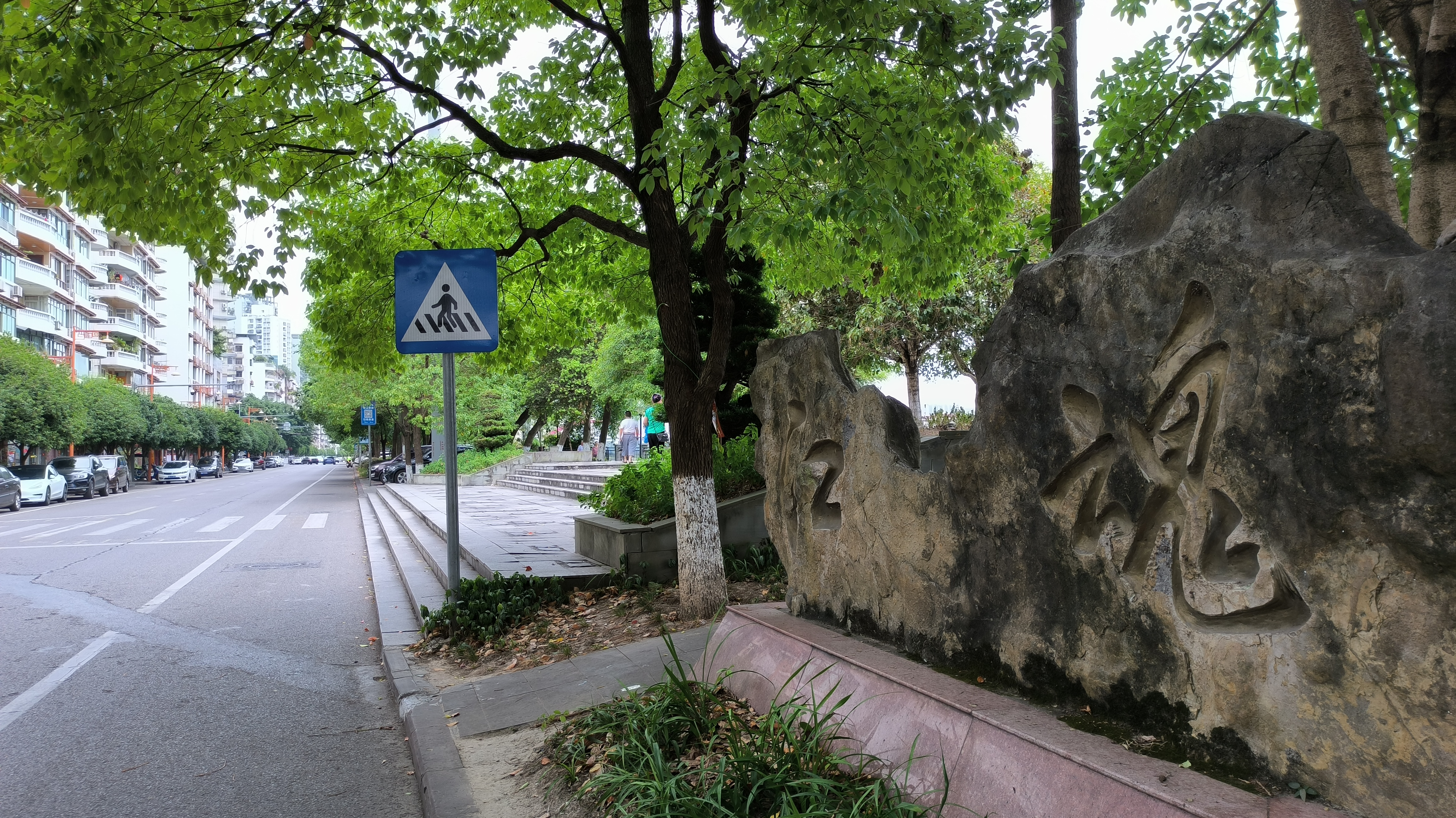
江魂景区
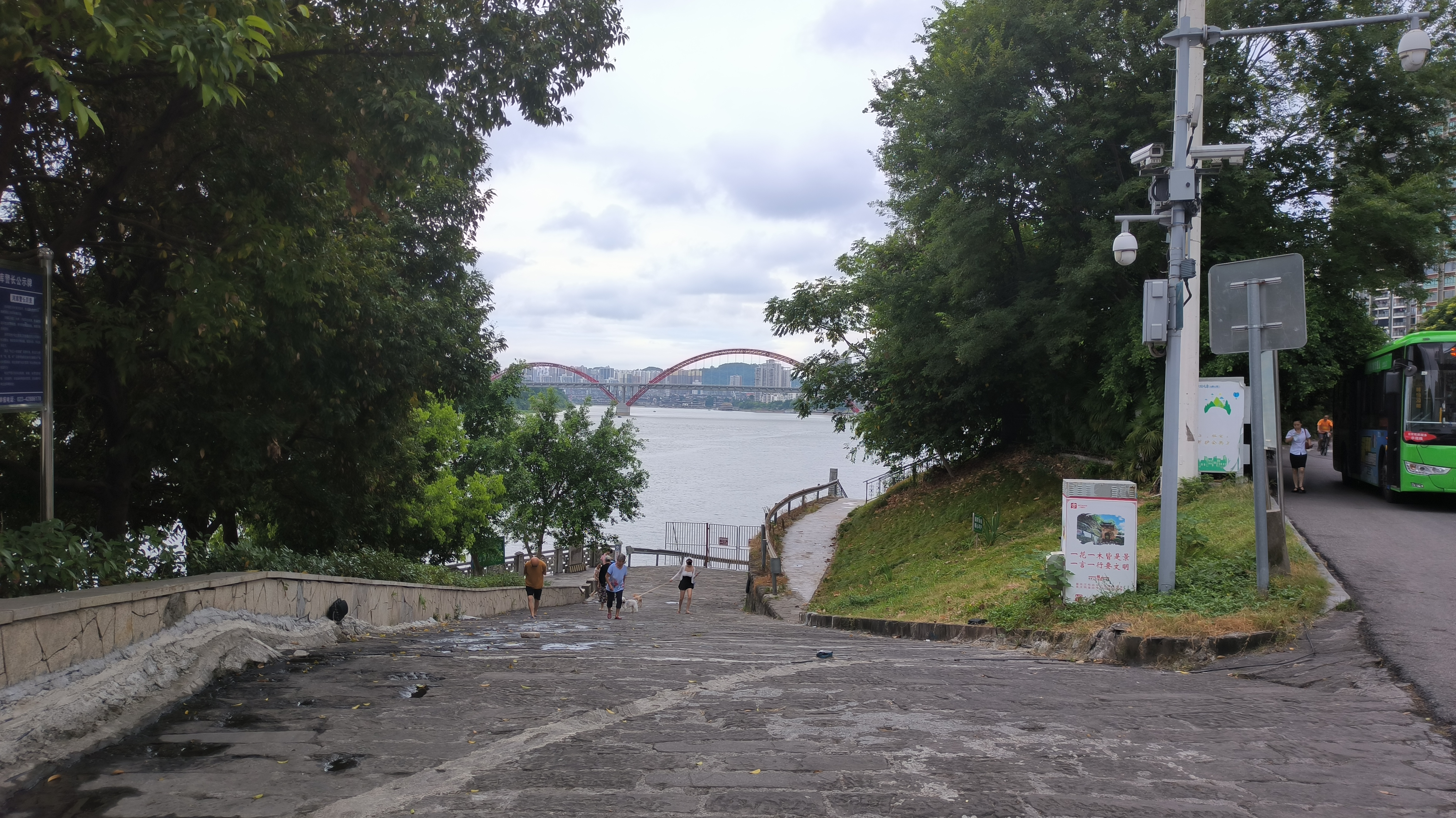
花滩码头
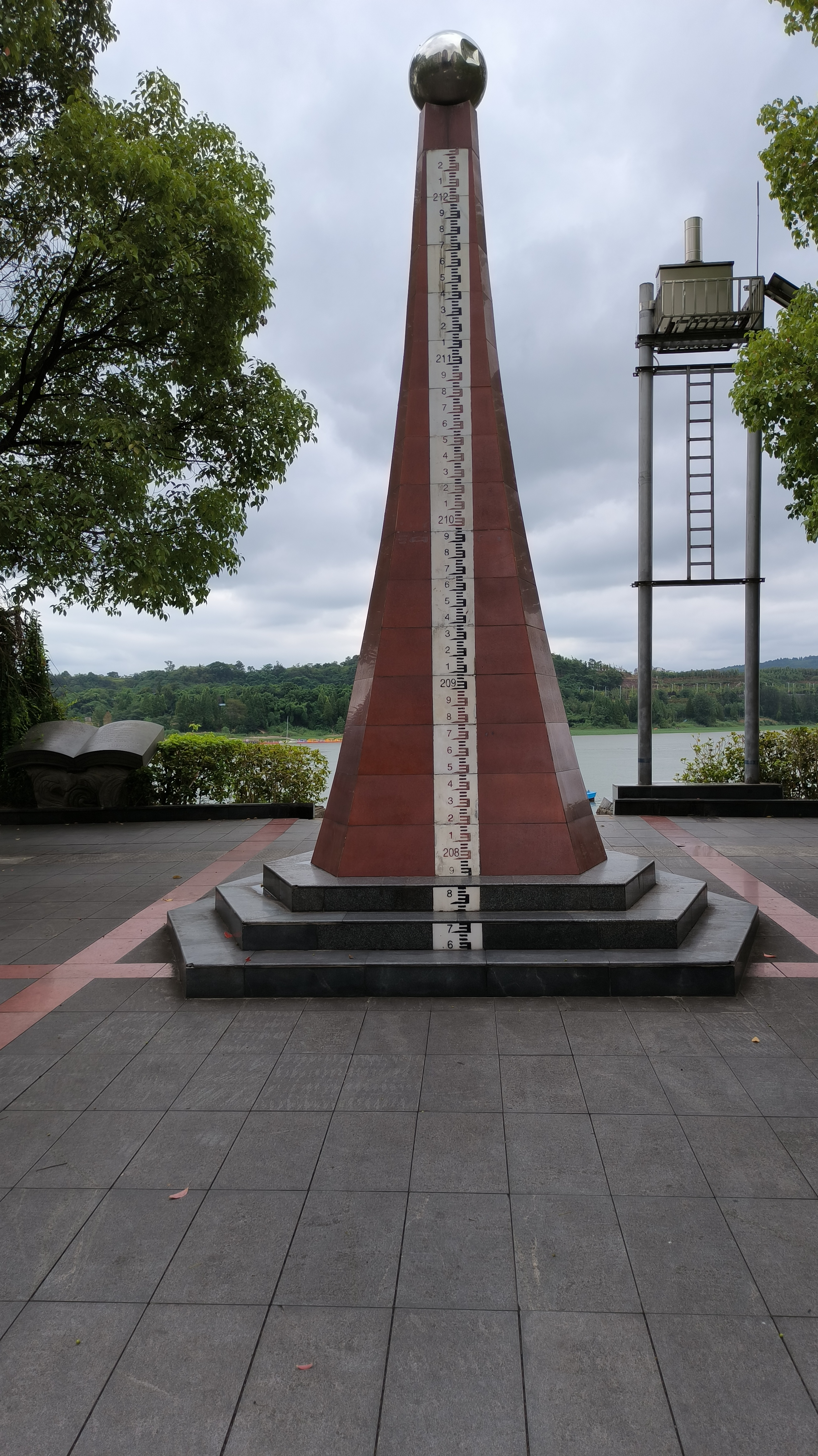
水文标尺

##### 马门溪恐龙雕塑
马门溪恐龙雕塑为公园内“远古的话语——与恐龙对话”景观的主体，由周占武、欧阳辉、叶勇共同设计，原型是1957年4月在合川发现的合川马门溪龙，雕塑长44米，头颈部高7米，整体由玻璃钢材料制成，恐龙整体颜色为绿脊白肚，头高尾低，头部下方塑一稚童，前方有塑恐龙蛋一枚的观景平台，龙身东侧草坪有一刻有合川马门溪龙简介的卧石，西侧刻郭沫若题的“合川马门溪龙”大字。

#### 花滩滨江公园
花滩滨江公园位于钓鱼城街道嘉滨公园以北地带，南起盐溪桥码头，北至渠河坝，全长4.82千米，占地面积0.4218平方千米，总投资约2.5亿元，于2020年开放。
公园设计一脉四区12景，“一脉”即体现合川文化的历史脉路，“四区”，包括休闲健康区、城市滨江景观带、世纪花海景观带、民俗生态园，“12景”主要有时尚合川、合川印象、牌坊佛手、回蛮洞天、花开富贵、翠古悠今、湿林归鹭、唐风宋韵、闻桃流芳、花好月圆、古观画卷、成林尽染等12个景点，园内设置了亲水马道、健康走廊、三佛寺广场、会所广场、滨江会所等设施。公园体现生态和海绵城市理念，建设时保持了江岸原湿地生态，园内植芦苇、菖蒲等合川本地植物。

##### 花滩市政南公园
花滩市政南公园是花滩滨江公园的一部分，与花滩市政北公园隔嘉滨路呼应，位于九华路东侧公园变宽处，此园区由区新城建设发展中心牵头建设，于2019年6月开工，2020年6月开放，占地约0.1平方千米，设置有健身步道、羽毛球场、5人制足球场、网球场、儿童游乐场、仿古商业建筑以及绿化景观等。

花滩滨江公园
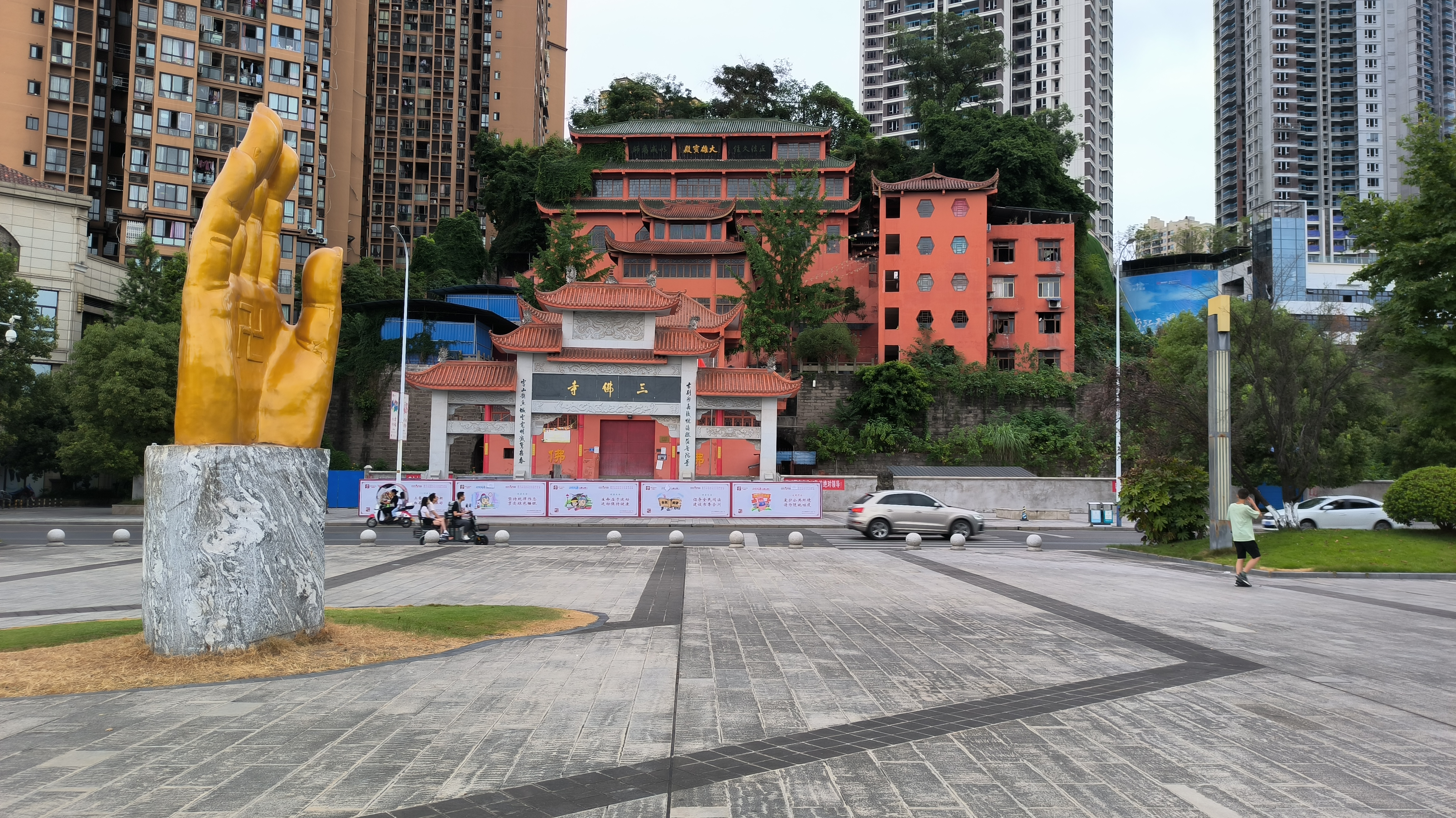
三佛寺广场
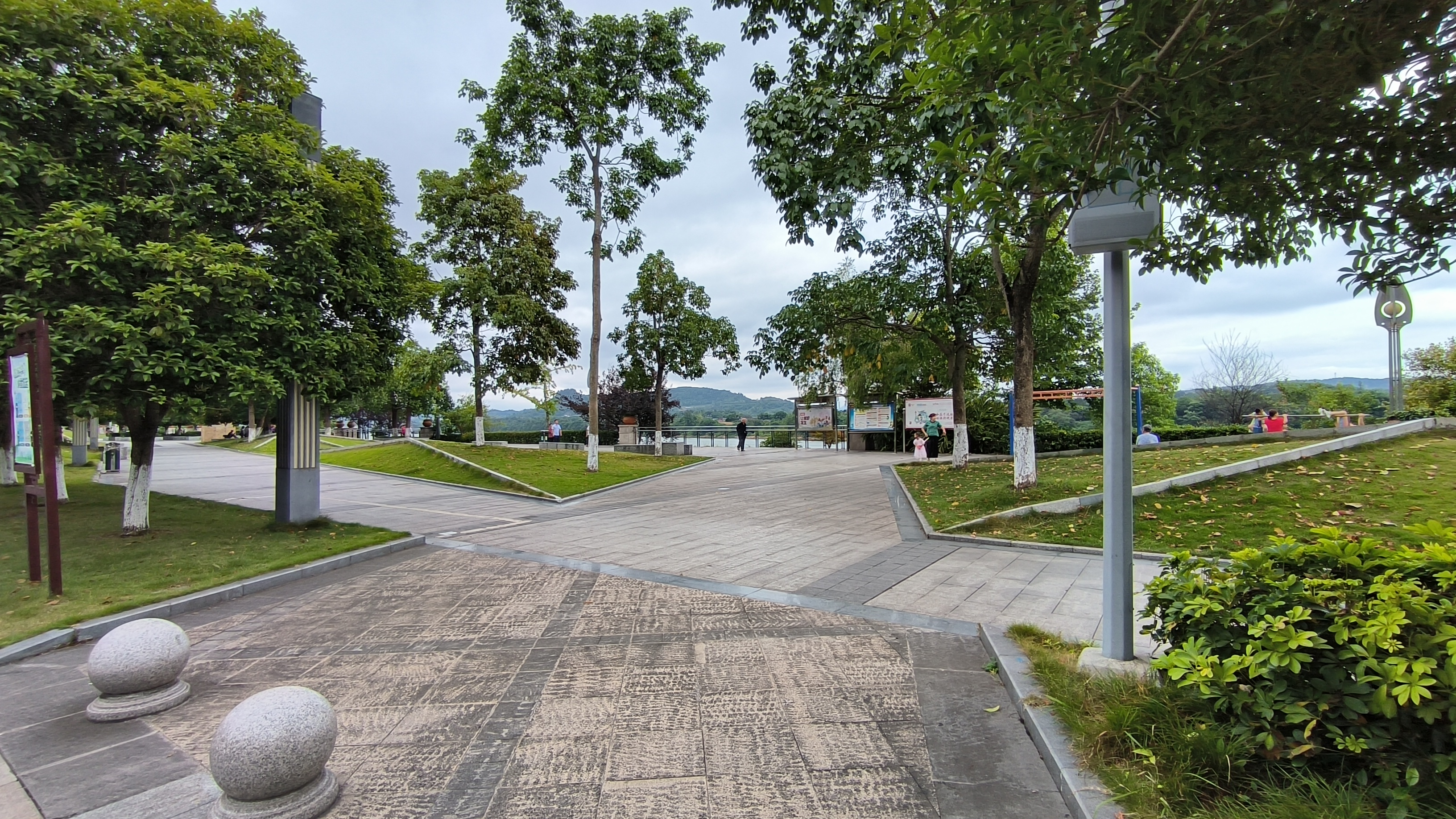
步道
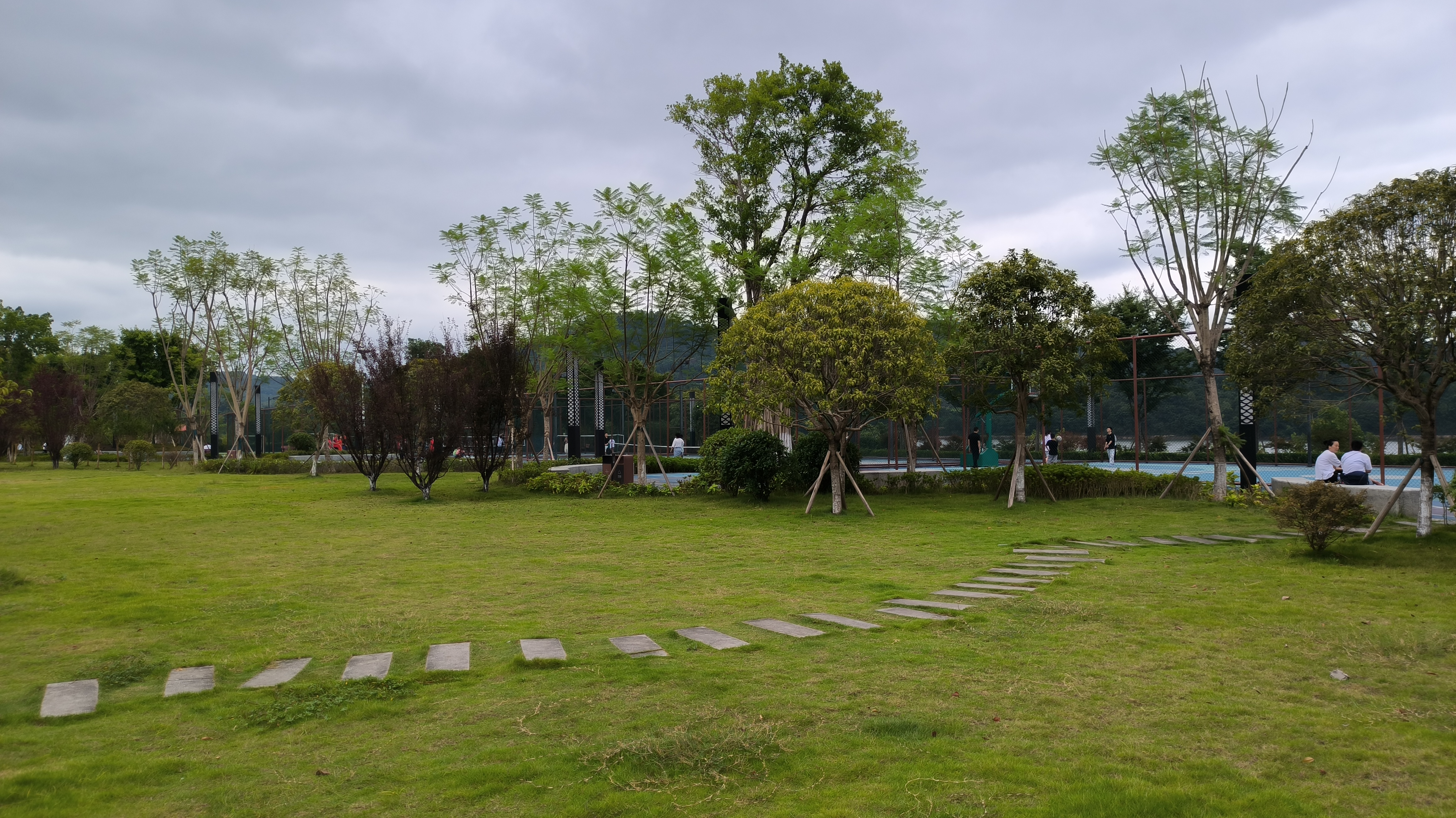
市政南公园草甸
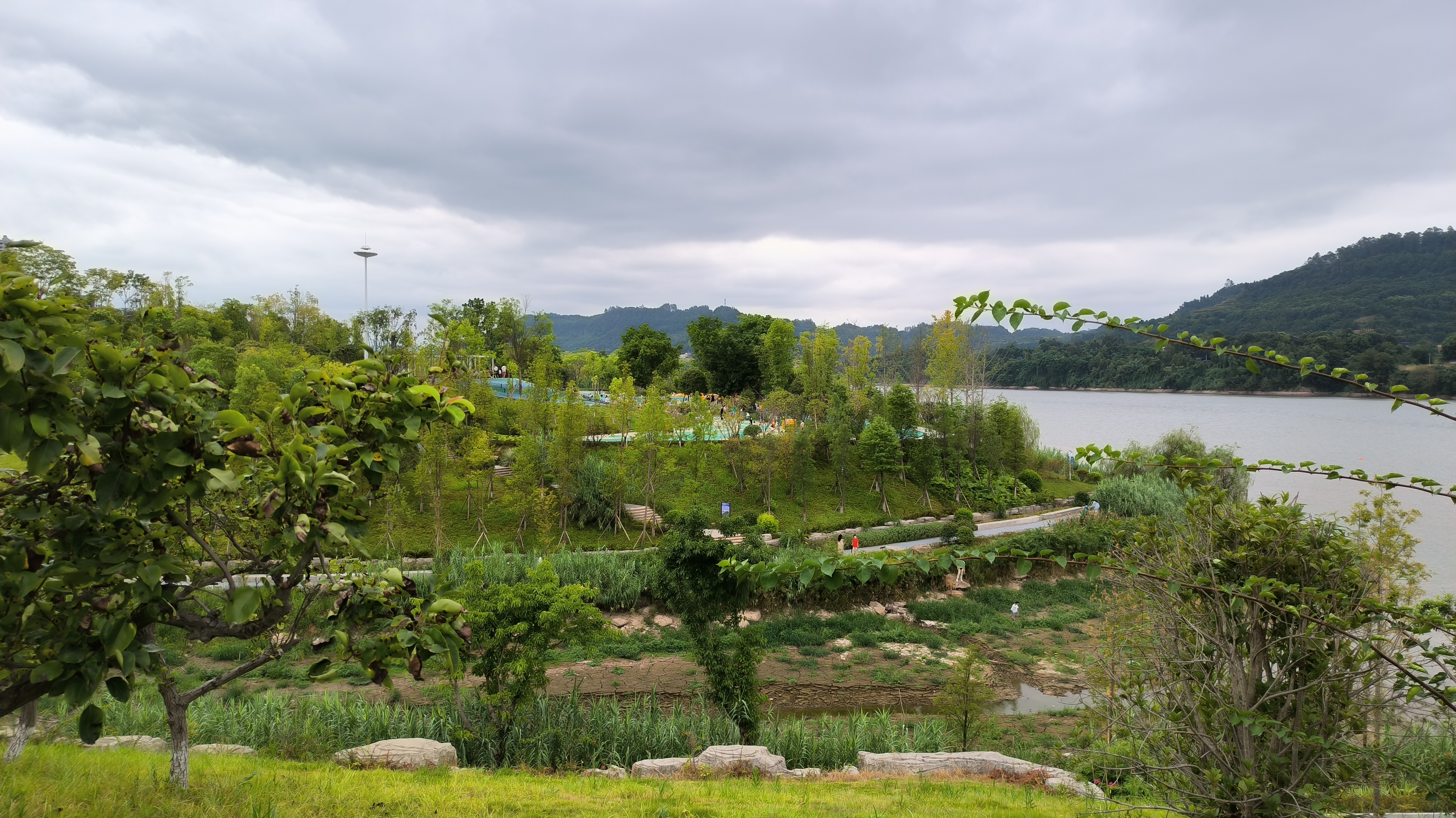
市政南公园湿地景观

### 左岸

#### 学士山公园
学士山公园位于钓鱼城街道佛耳村1组，占地面积约为0.1平方千米，公园附带了一个建筑面积4881平方米的观江景观平台、占地面积2612平方米的东渡市民小游园和占地面积5800平方米的野花草甸。

##### 野花草甸
野花草甸原是一块闲散坡地，分布有滩涂、菜地、还有垃圾堆，结合场地现状对地面及道路铺装优化改造后现时为一处游园。野花草甸以“未来”为主题，以新自然主义植物为理念，打造了一轴两区六主题的布局，一轴为自西向东的道路游线，两区为未来花园区与未来保育区，六大主题包括雨水智慧、平地静思、自然之歌、风吹野趣、自然横纵、浮光掠影，园内植有本地乡土植物。

## 其他支流段

### 小安溪段

#### 小安溪公园
小安溪公园位于小安溪西岸涪江河口附近，公园以分奇境之旅、风之谷、心语花园、旋转楼梯、玻璃廊桥等多个景点。

小安溪公园
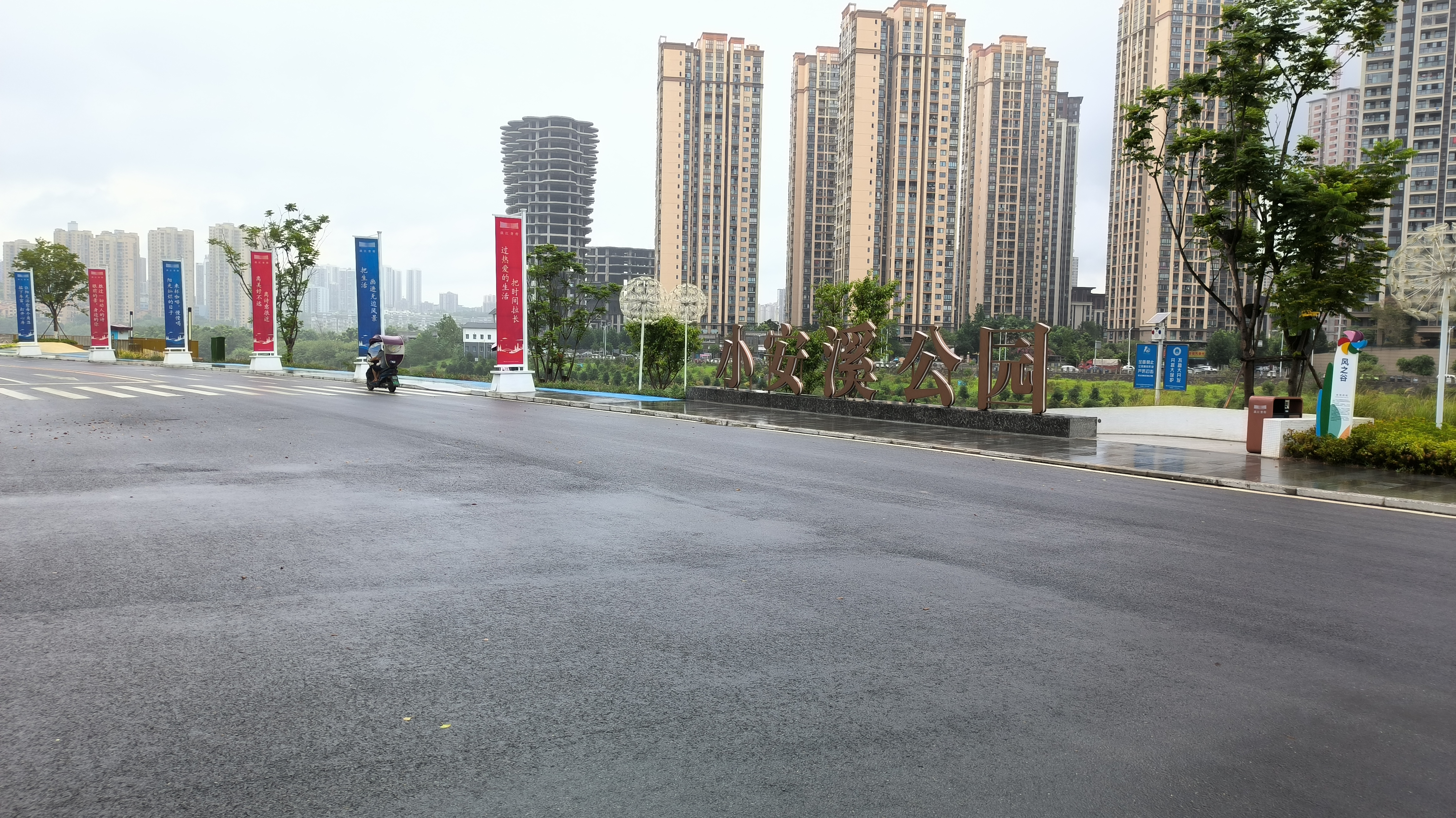
公园南侧入口
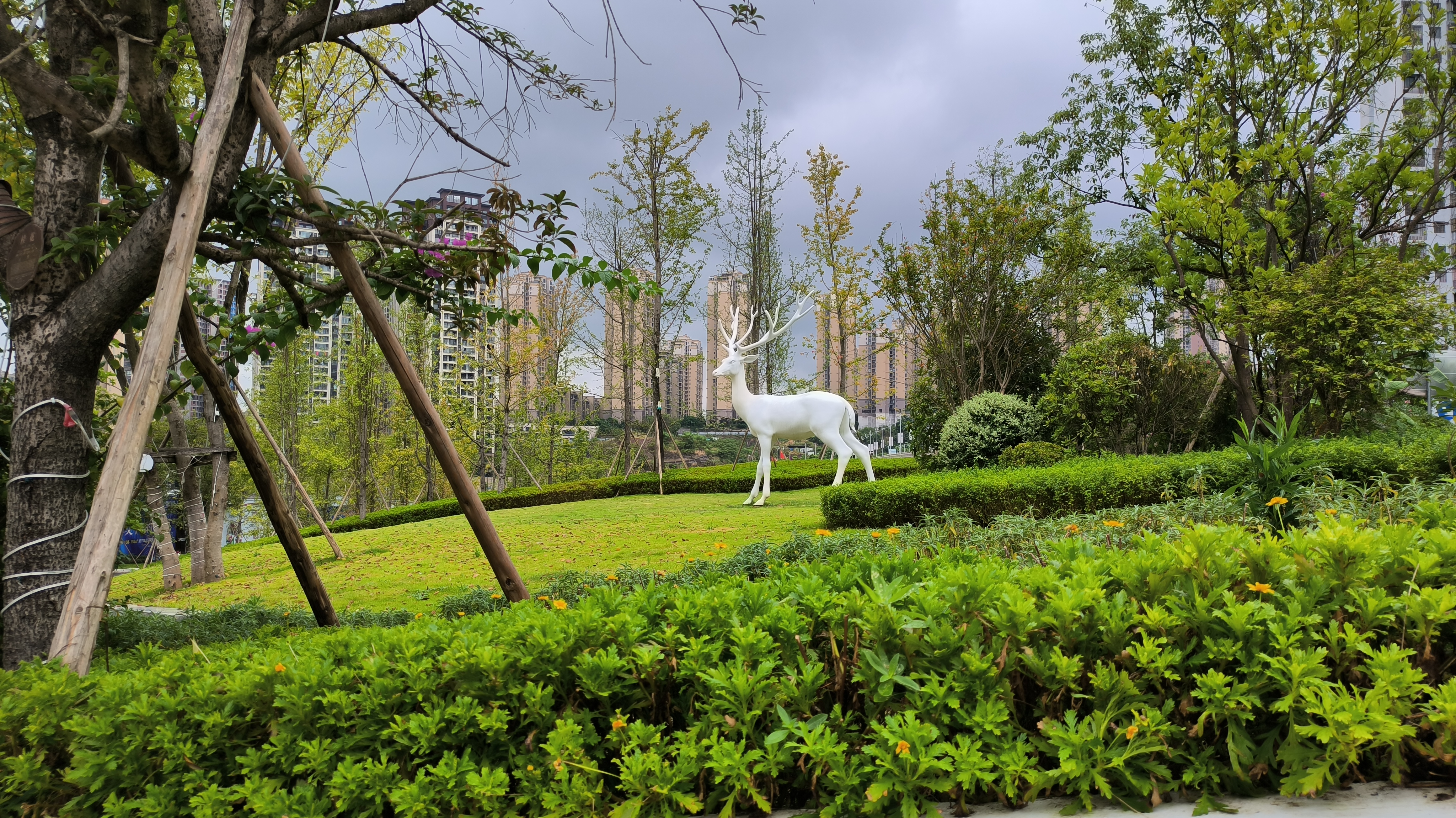
南侧入口上方的白鹿塑像
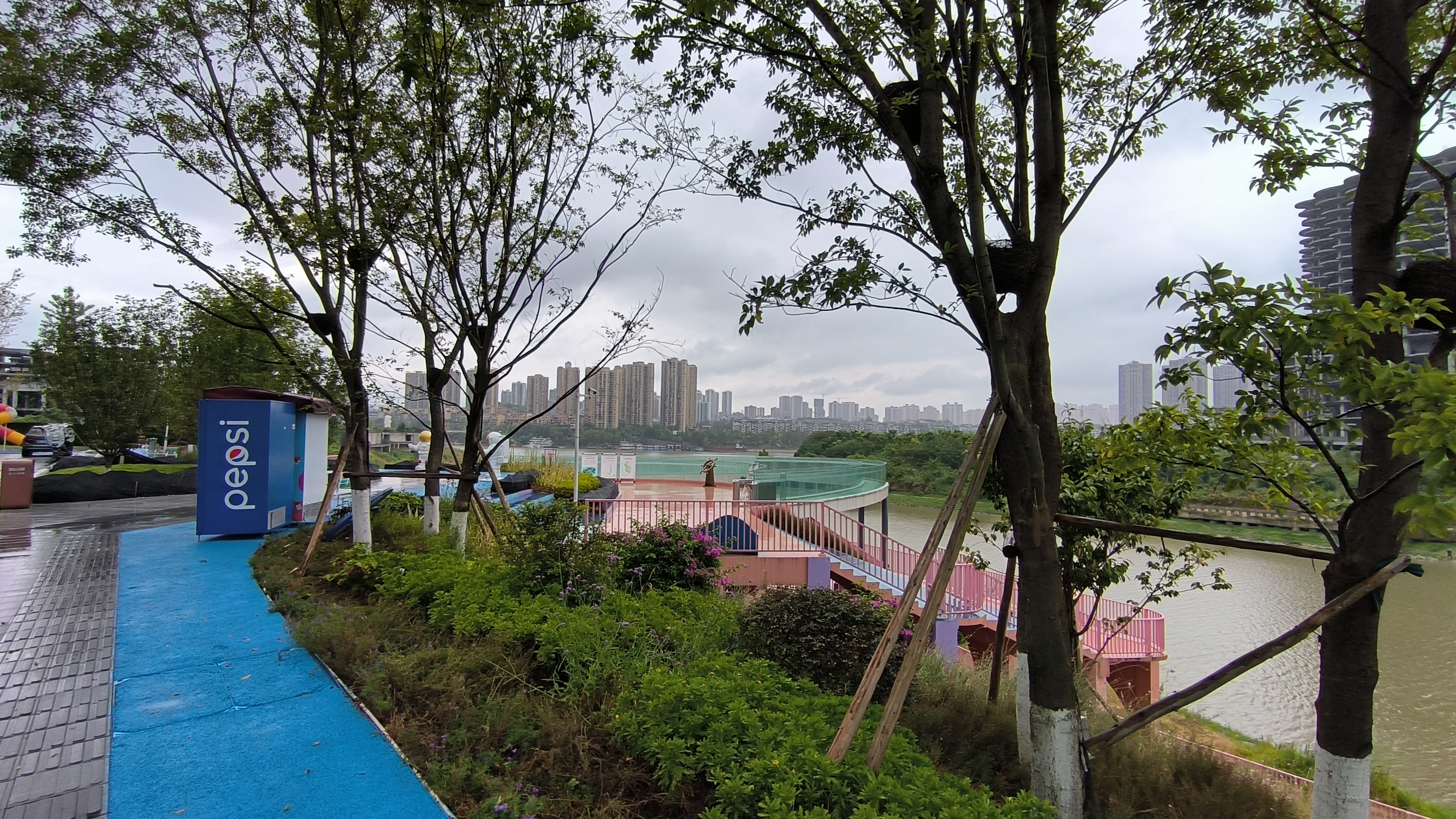
观景平台
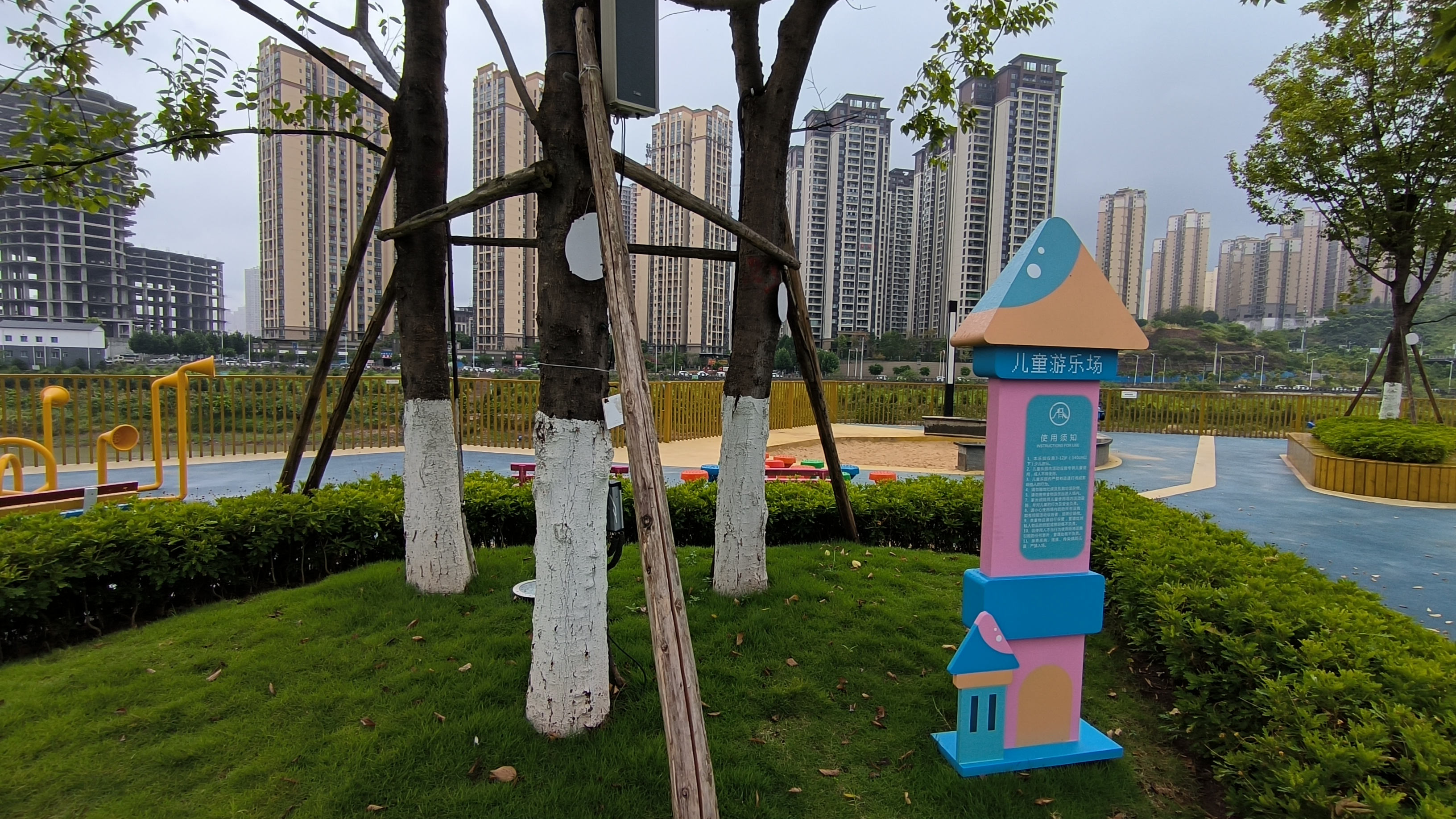
儿童游乐场

#### 小安溪滨江公园
小安溪滨江公园位于铜溪镇纱帽村小安溪左岸现状小安溪公园南侧，属于三江国家湿地公园的复建区，总面积约33000平方米，包含生态湿地绿化面积7525平方米，现时正在修建，工程包括河岸湿地池塘、丘田湿地、景观平台等16处节点，将修建3.13公里长生态河岸线、1.5公里长生态人行步道等，园内将植桂花、广玉兰、樱花、独杆紫薇、红枫、红叶李等植物，河岸线附近将补植芦苇、水葱、旱伞草、鸢尾、水生美人蕉等植物。

### 五道溪段

#### 五道溪公园
五道溪公园位于南津街街道东津沱以南五道溪两岸，位于合川古代八景之一“东津渔火”的景点附近，占地面积约76000平方米，水体面积约18350平方米，绿化面积28123平方米，总投资约6300万元，于2011年8月应合川“百日会战”开工，2012年1月1日开放，公园分为一轴三区，“一轴”即五道溪水体轴，“三区”即入口广场区、游览休闲区及风情酒吧街，园内分布有入口广场、文化景观建筑、花香弥岸、东津渔火、酒吧建筑、树影和风、绿草茵茵等景点。

五道溪公园
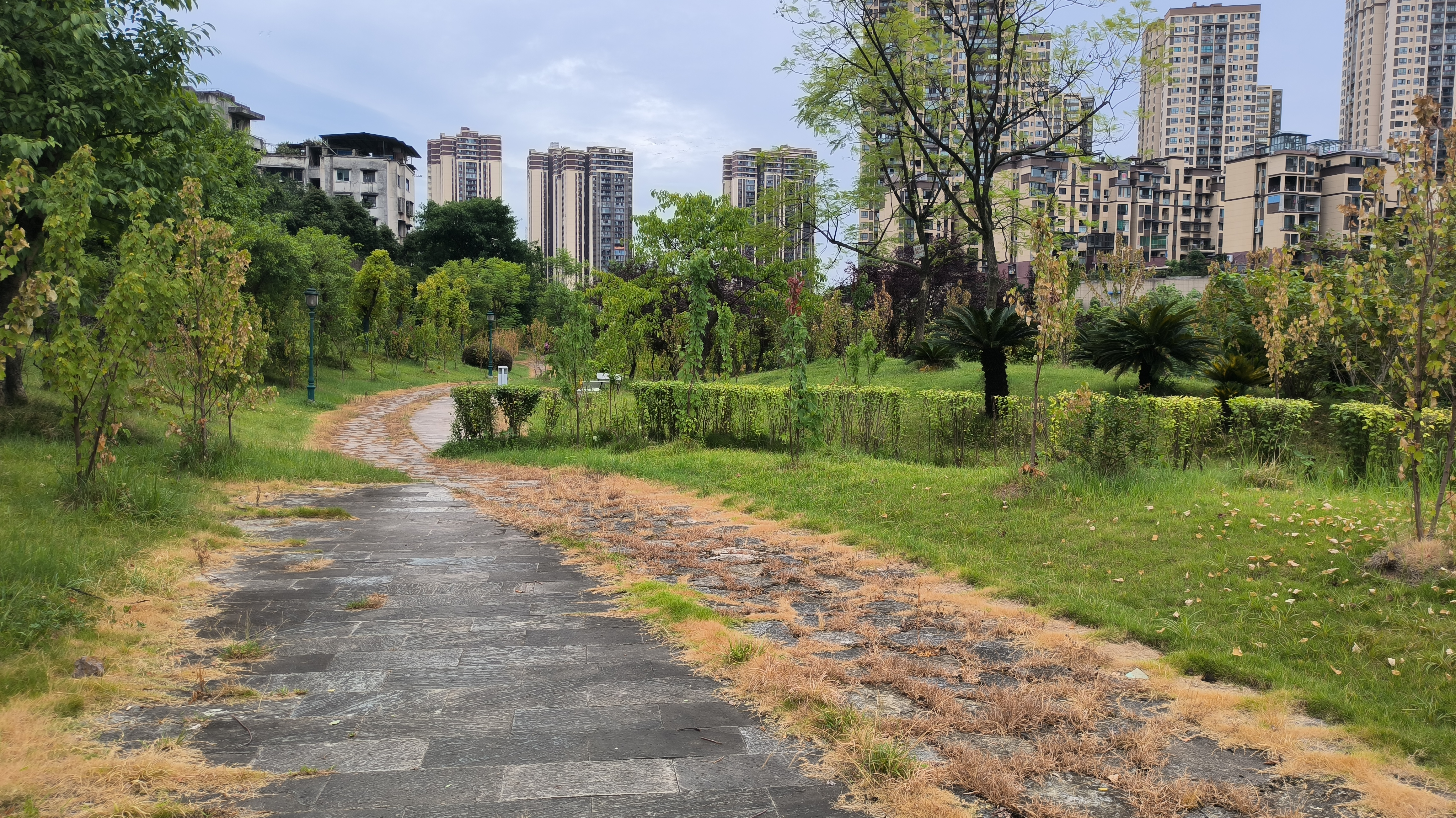
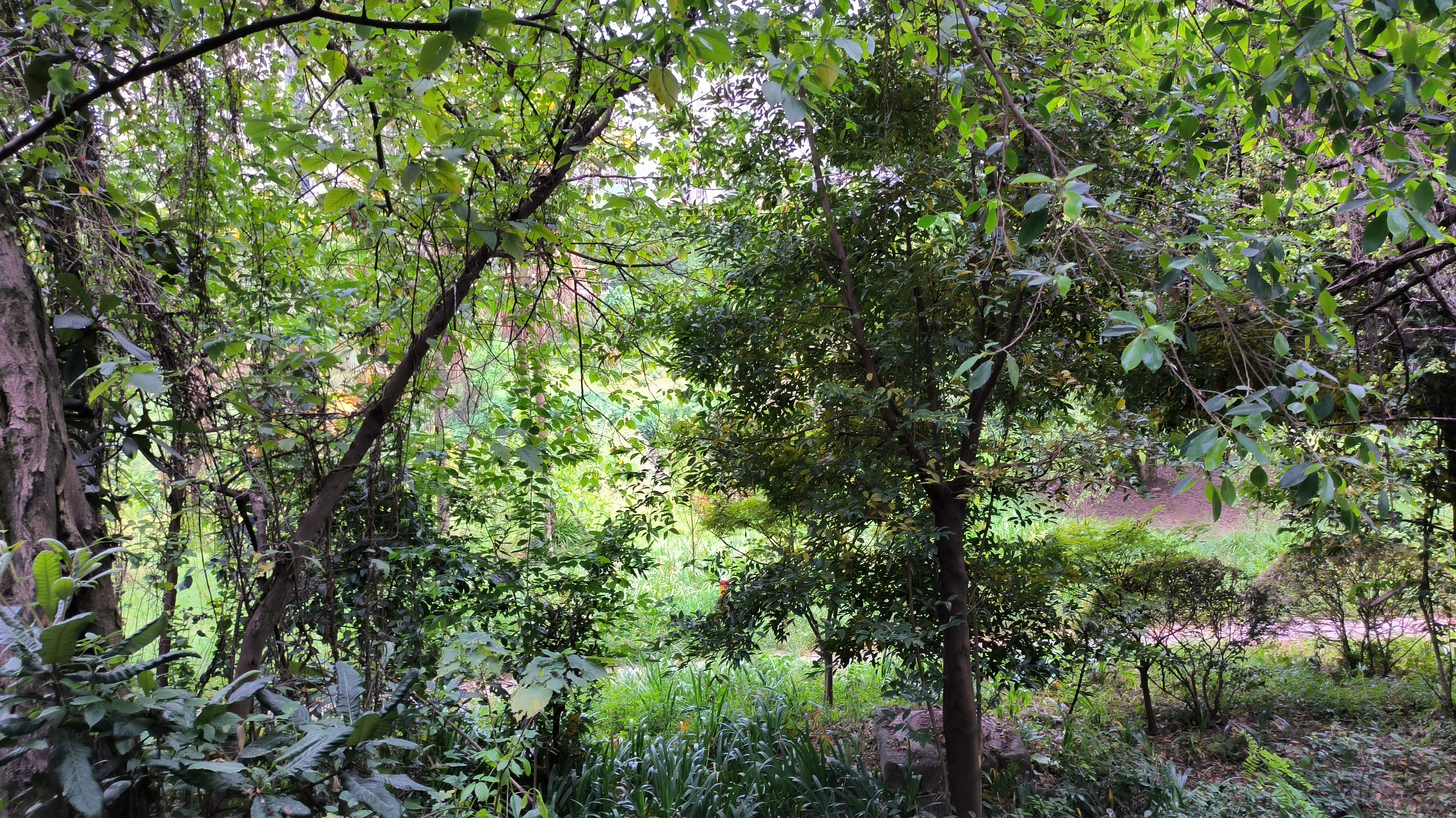
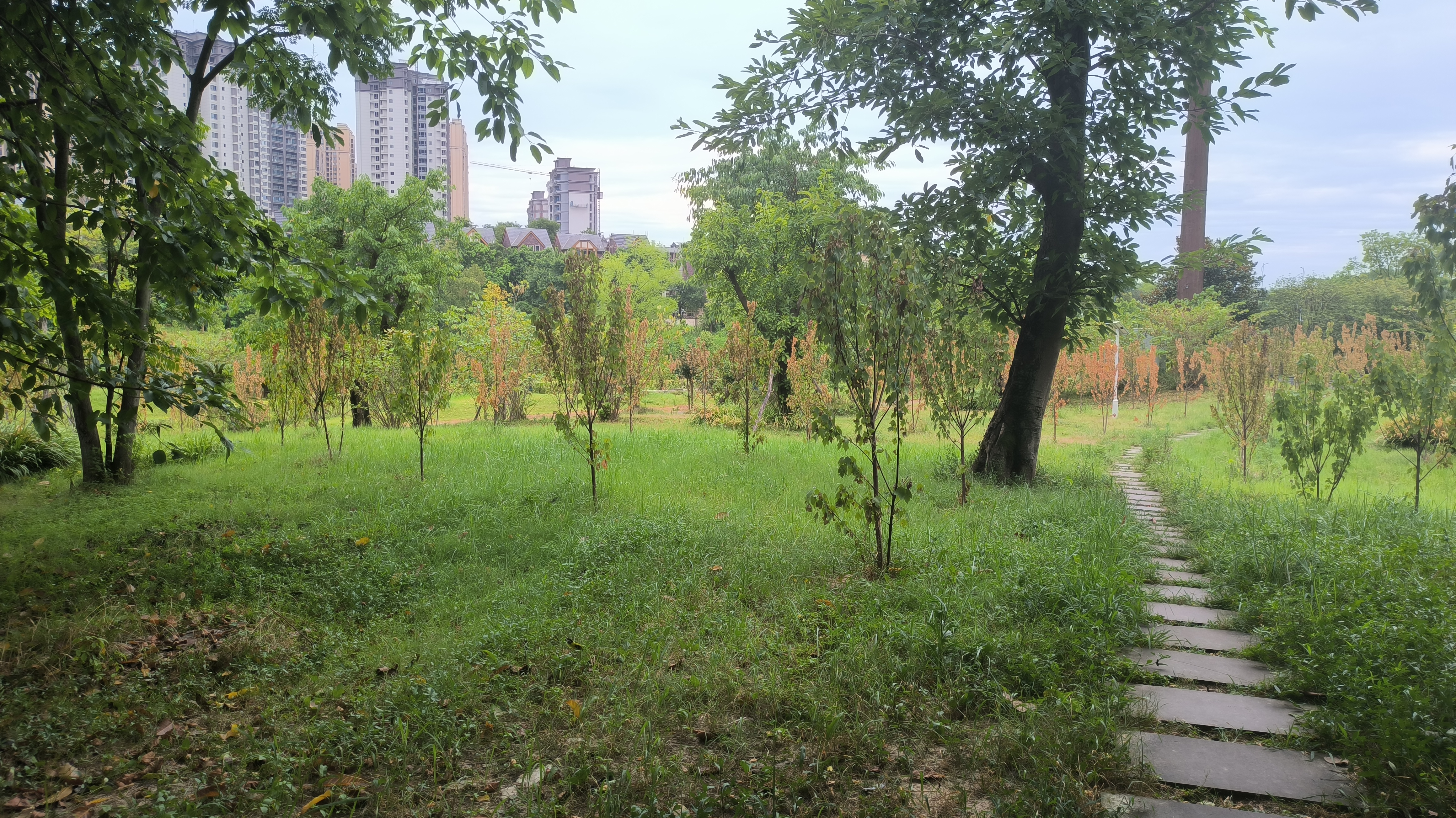

#### “社区之星”公园
“社区之星”公园位于南津街街道兰海高速以南，高阳路以东区域，在五道溪两岸，由合川区工投（集团）公司投资520万元，占地面积约30000平方米，于2015年10月开工，2016年8月25日开放，是合川工业园区首个社区公园，园内有蜿蜒小道、小亭、小桥和人行天桥、广场、休息平台及景观绿化等设施。

“社区之星”公园
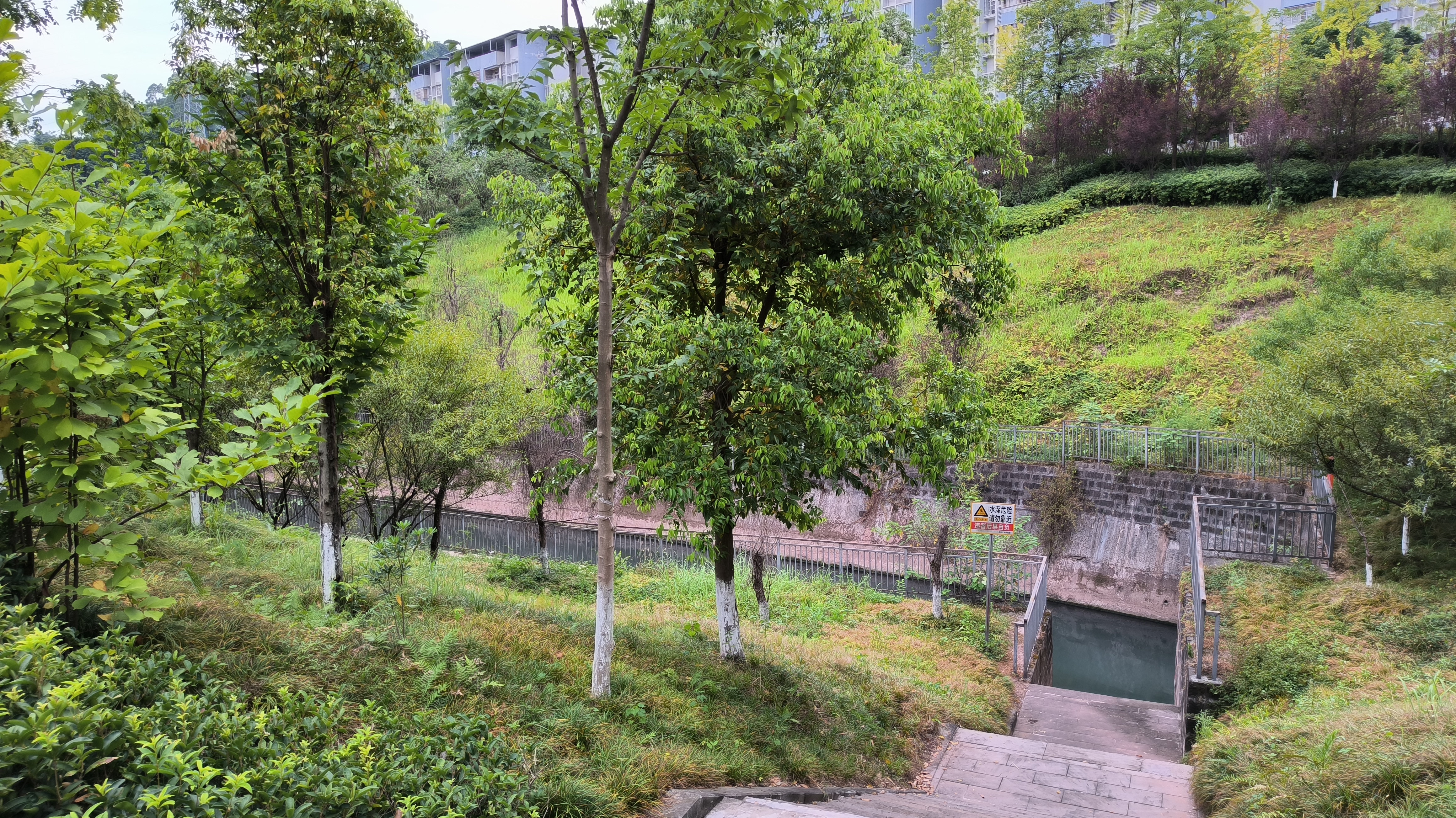
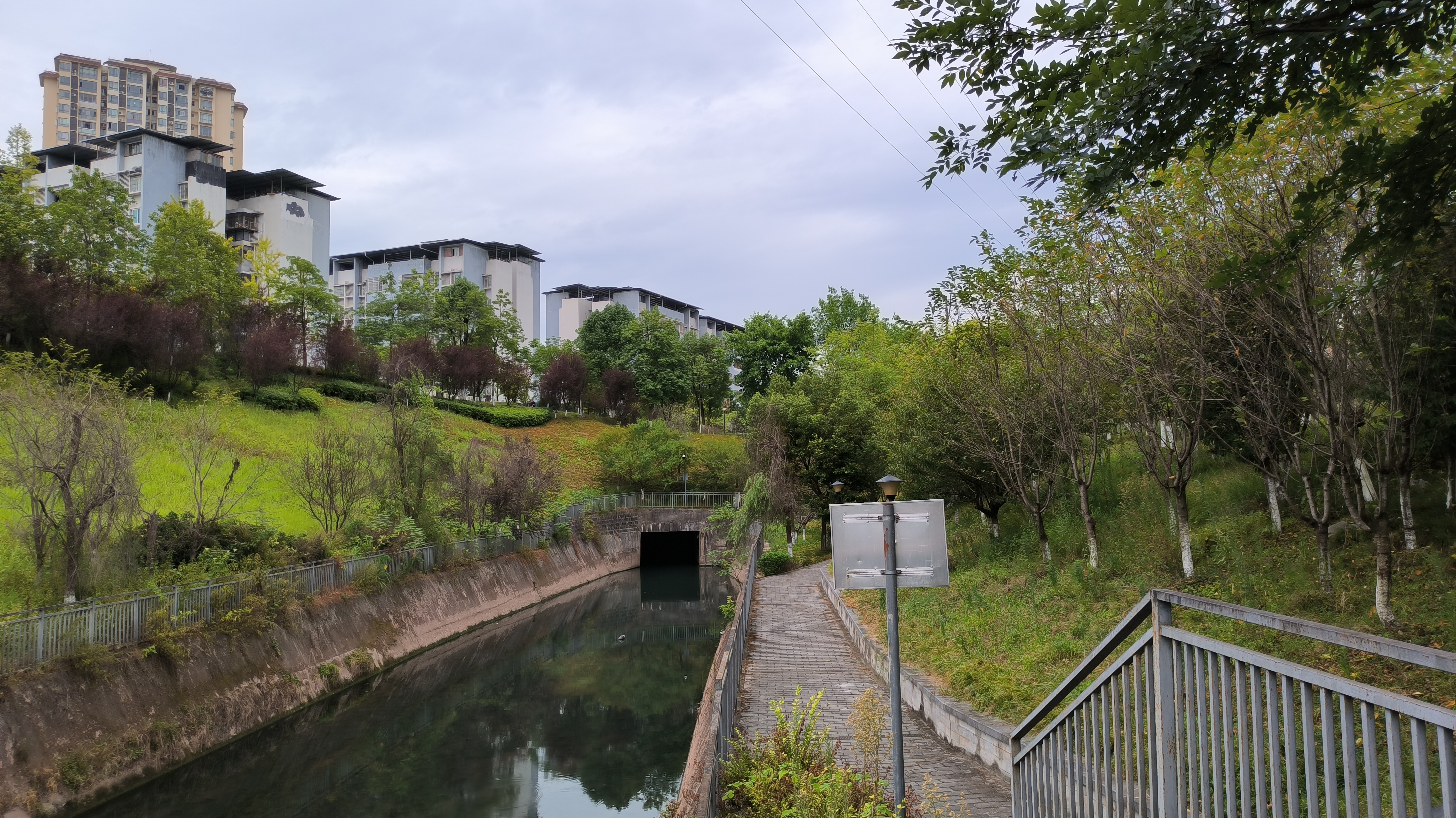
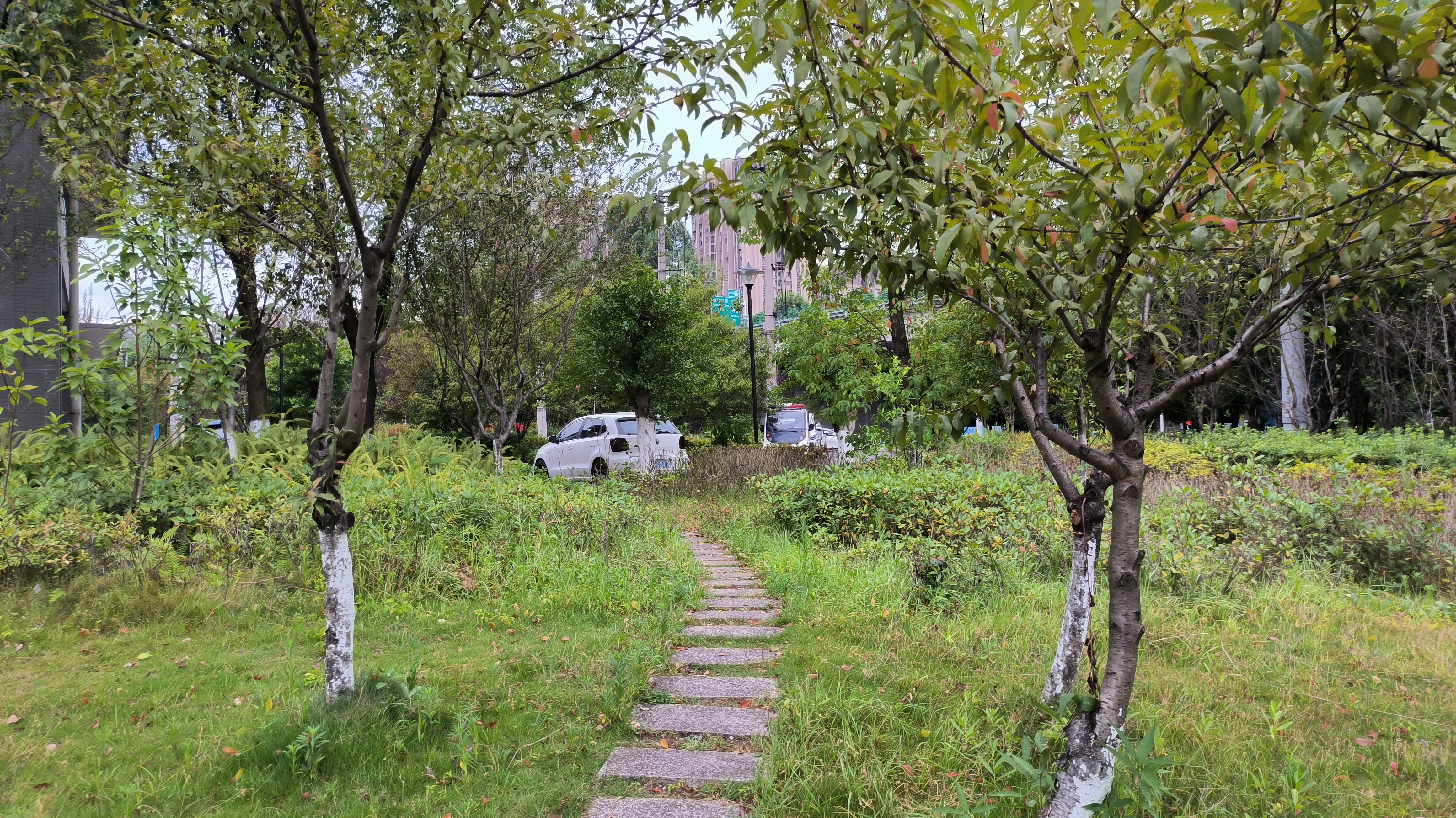
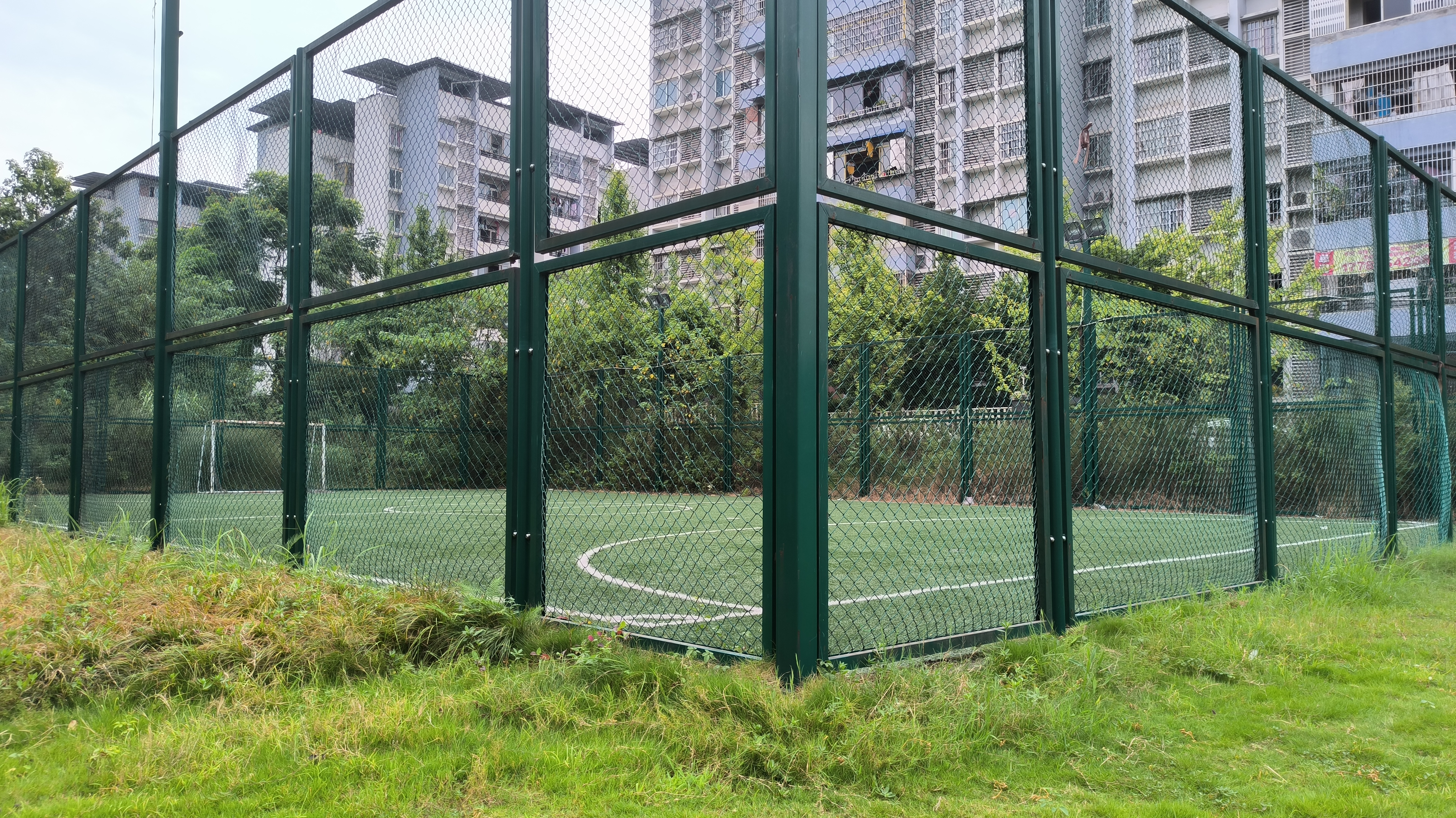

## 公园相关设施

### 水上观光设施
2018年1月，合川鸭嘴的三江游客中心旅游综合趸船投用，趸船配套了5艘快艇和1艘观光画舫游船，开启了合川滨江公园的水上观光项目。其中，观光画舫游船即“钓鱼城号”，于2018年10月投用，船长50米，上下分3层，可提供300个座位，服务于三江水上游旅游项目，为游客提供水上绕合川城区一周，游览钓鱼城、花滩、草街航电枢纽、赵家渡水生态公园等景点的服务，亦开通了合川城区至涞滩古镇、盐井的航线。

### 交通通勤设施
合川滨江公园沿江建设，途径合川城区多个区域，有多条公交线路接驳，其中除一般路线外，2019年合川区为赵家渡水生态公园开通了旅游公交车610线，2021年为东津沱滨江公园开通了旅游公交车505线。
2020年9月10日至2021年3月30日期间，受合阳嘉陵江大桥全封闭维修之影响，合川区在滨江公园内的城北管驿门渡口（于嘉滨公园段内）和城南华帝王朝停靠点（于文峰塔公园内）开通过临时的水上巴士（轮渡）。